# Arquitectura nabatea
La arquitectura nabatea (en árabe: اَلْعِمَارَةُ النَّبَطِيَّةُ‎, romanizado: al-ʿimarah al-nabatiyyah), se refiere a las tradiciones de construcción de los nabateos  (/ˌnæbəˈtiːənz/; nabataeo araméico: 𐢕𐢃𐢋𐢈 Nabāṭū; en árabe: ٱلْأَنْبَاط , al-ʾAnbāṭ‎; comparar con acadio: 𒈾𒁀𒌅 Nabātu; en griego antiguo: Ναβαταῖος; en latín: Nabataeus), un antiguo pueblo árabe que habitó el norte de Arabia y el Levante meridional. Sus asentamientos, principalmente la supuesta ciudad capital de Raqmu (actual Petra, Jordania), dieron el nombre de Nabatene (en griego antiguo: Ναβατηνή, Nabatēnḗ) a la frontera árabe que se extendía desde el Éufrates hasta el mar Rojo. Su producción arquitectónica fue notable por sus templos y tumbas, siendo las más famosas las que se encuentran en Petra. El estilo parece ser una mezcla de influencias mesopotámicas, fenicias y helenísticas modificadas para adaptarse al gusto arquitectónico árabe. Petra, la capital del reino de Nabatea, es tan famosa ahora como lo fue en la antigüedad por sus notables tumbas y templos excavados en la roca. La mayoría de los restos arquitectónicos nabateos, que datan del siglo I a. C. al siglo II d. C., son muy visibles y están bien conservados, con más de 500 monumentos en Petra, en la actual Jordania, y 110 tumbas bien conservadas ubicadas en el paisaje desértico de Hegra, ahora en la actual Arabia Saudita.  Gran parte de la arquitectura sobreviviente fue tallada en acantilados rocosos, por lo que las columnas en realidad no soportan nada, sino que se utilizan con fines puramente ornamentales. Además de los sitios más famosos de Petra, también hay complejos nabateos en Obodas (Avdat) y complejos residenciales en Mampsis (Kurnub) y un sitio religioso de Jirbet et-Tannur.
Los logros de los nabateos con la tecnología hidráulica forjaron el poder y el aumento del nivel de vida de los habitantes de la capital del antiguo reino nabateo. Citada entre las más poderosas de la Arabia preislámica, Petra no sostuvo su fama y su prosperidad sólo por sus edificios excavados y esculpidos en las rocas de las montañas circundantes; fue sobre todo gracias a su extraordinario sistema hidráulico, construido a lo largo de los siglos, que Petra pudo desarrollarse en medio de un desierto inhóspito y convertirse en un cruce de caminos estratégico que se encontraba a medio camino entre la desembocadura del golfo de Acaba y del mar Muerto en un punto donde la Ruta del Incienso desde Arabia a Damasco era atravesada por la ruta terrestre de Petra a Gaza. Esta posición le dio a los nabateos el control sobre el comercio a lo largo de la Ruta del Incienso.
Aunque el reino nabateo se convirtió en un estado cliente del Imperio romano en el siglo I a. C., hasta el 106 d. C. no perdió su independencia. Petra cayó ante los romanos, quienes se anexionaron de Nabatea y la rebautizaron como Arabia Petraea. La importancia de Petra disminuyó a medida que surgieron las rutas comerciales marítimas. El terremoto del año 363 provocó el fin del desarrollo de la ciudad y del mantenimiento de la red hidráulica que había sobrevivido a la época del dominio romano, principalmente las cisternas de almacenamiento y los acueductos, parte de los cuales fueron destruidos y ya no permitían el suministro de agua a los distintos edificios y a los baños termales parcialmente destruidos. En la era bizantina se construyeron varias iglesias cristianas, pero la ciudad siguió decayendo y, a principios de la era islámica, fue abandonada a excepción de un puñado de nómadas. Permaneció desconocida hasta que fue redescubierta en 1812 por Johann Ludwig Burckhardt.
Algunas antiguas ciudades y ruinas nabateas han sido declaradas Patrimonio de la Humanidad: Petra, en Jordania (1985); la Ruta del incienso - Ciudades del desierto de Néguev, en Israel (2005) —un conjunto de cuatro ciudades Avdat, Haluza, Mamshit y Shivta y una serie de fortalezas y paisajes agrícolas—; y «El sitio arqueológico de Al Hijr – Madain Salih», en Arabia Saudita (2008).

## Tipos de arquitectura según uso

### Arquitectura religiosa
La arquitectura religiosa estuvo representada principalmente por los templos nabateos, representados por varios modelos arquitectónicos construidos para adaptarse a los rituales de adoración nabateos, sobre todo el Gran Templo y el Templo de los Leones Alados.
Los nabateos edificaron numerosos lugares para la práctica religiosa y el culto. Conocidos como "lugares altos", los santuarios, templos y altares solían ser edificaciones al aire libre ubicadas en lo alto de las montañas cercanas. Esos lugares creados a lo largo del reino nabateo estarían dedicados a la adoración del mismo dios(es), y sería la forma en que llevarían a cabo la adoración la que variaría de un sitio a otro. La ofrenda iría desde bienes materiales y alimentos hasta sacrificios vivos de animales, y tal vez de humanos. El reino nabateo se puede considerar dividido en cinco regiones religiosas, cada una de las con ubicaciones de importancia religiosa: el Negev y Hejaz, el Hauran, el centro de Jordania, el sur de Jordania y, finalmente, el noroeste de Arabia Saudita. Todos los sitios religiosos en esos lugares se encuentran ahora en diferentes estados de conservación, lo que dificulta saber qué deidades habrían sido adoradas en cada santuario, altar o templo en particular. También es difícil conocer los detalles de las prácticas de culto, lo que significa que solamente se pueden hacer especulaciones informadas.

#### El área del Negev y Hejaz

##### Sobata
Situada a unos 40 km al suroeste de Beerseba se encuentra la ciudad de  Sobata, una de las principales ciudades del reino nabateo. Se han encontrado muy pocos restos arqueológicos de cualquier forma de culto, de templos, santuarios o altares nabateos. Se ha encontrado una pequeña cantidad de evidencia de la adoración de Dushara.

##### Avdat

Avdat

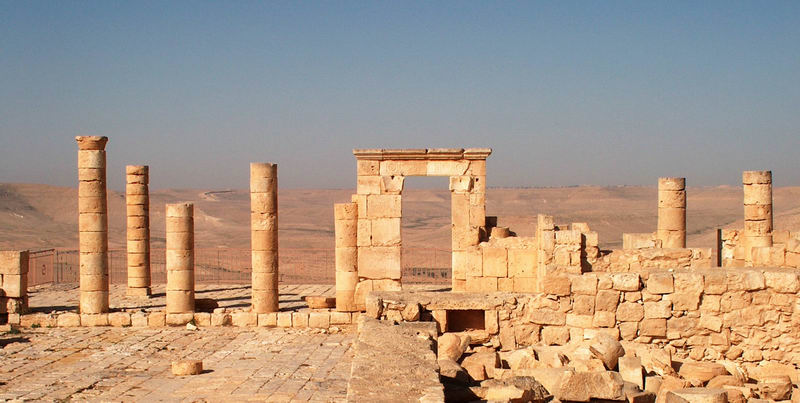
Templo de Oboda

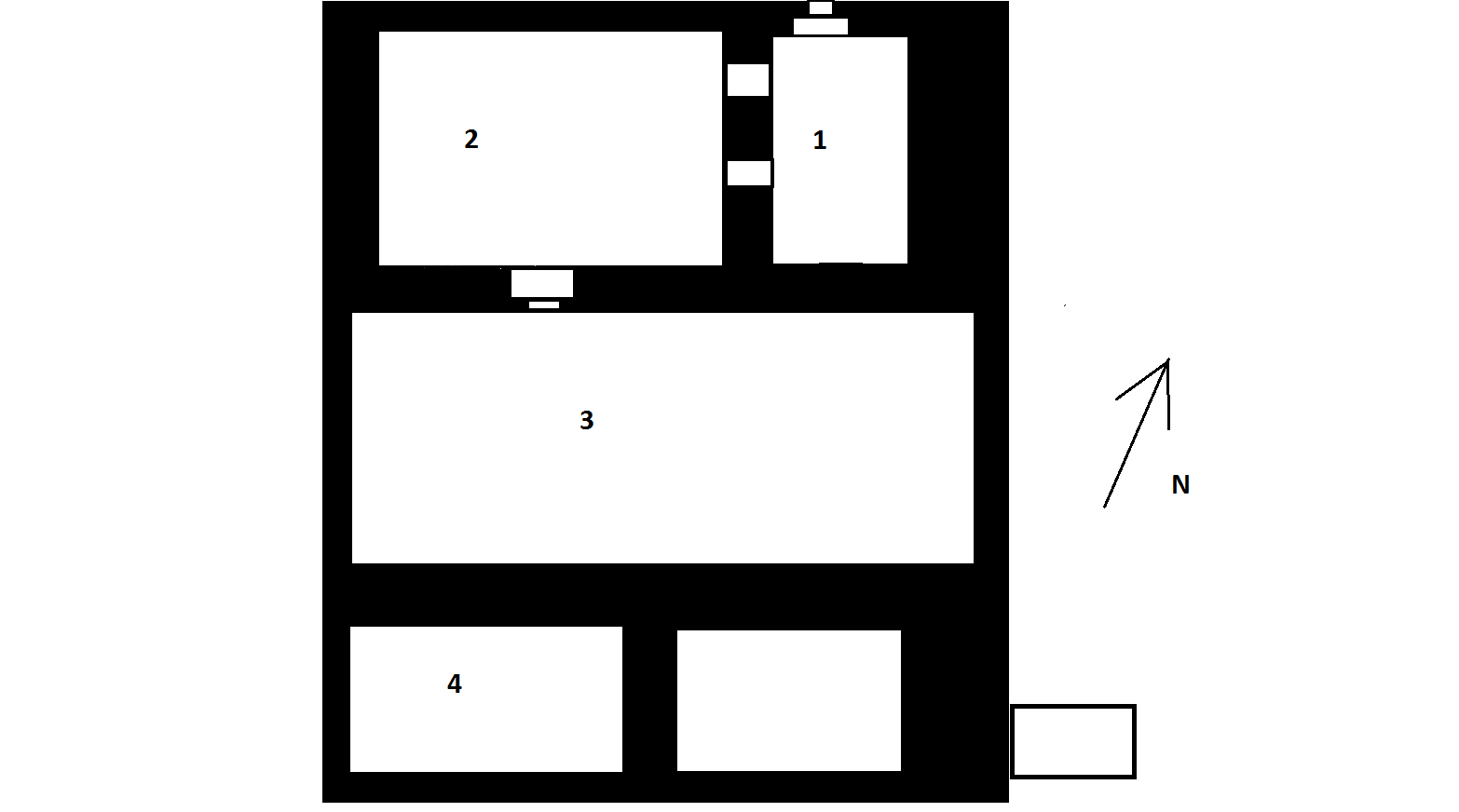
Disposición del templo

El complejo de edificios conocido como Templo de Oboda se encuentra en la acrópolis de la ciudad. El templo fue construido como una dedicación al deificado rey nabateo Obodas I. El templo se encuentra junto al este de otros dos edificios: una capilla cristiana y un segundo templo conocido como "templo occidental". El templo dedicado al culto del rey Obodas fue construido con piedra caliza dura en el año 9 a. C. durante el reinado de Obodas II. El templo es una edificación tripartita: consta de un pórtico, un salón y un adytum; sus dimensiones generales son de 14x11 m.
El edificio estaba dividido en cuatro habitaciones. La primera y la segunda sala eran subdivisiones desiguales del adytum (debir); la primera sala era la sala oriental, que es la más pequeña de las dos y mide 3x4 m. La segunda habitación era la habitación occidental y la mayor de las dos y medía 5x4 m.

Restos arqueológicos en Avdat
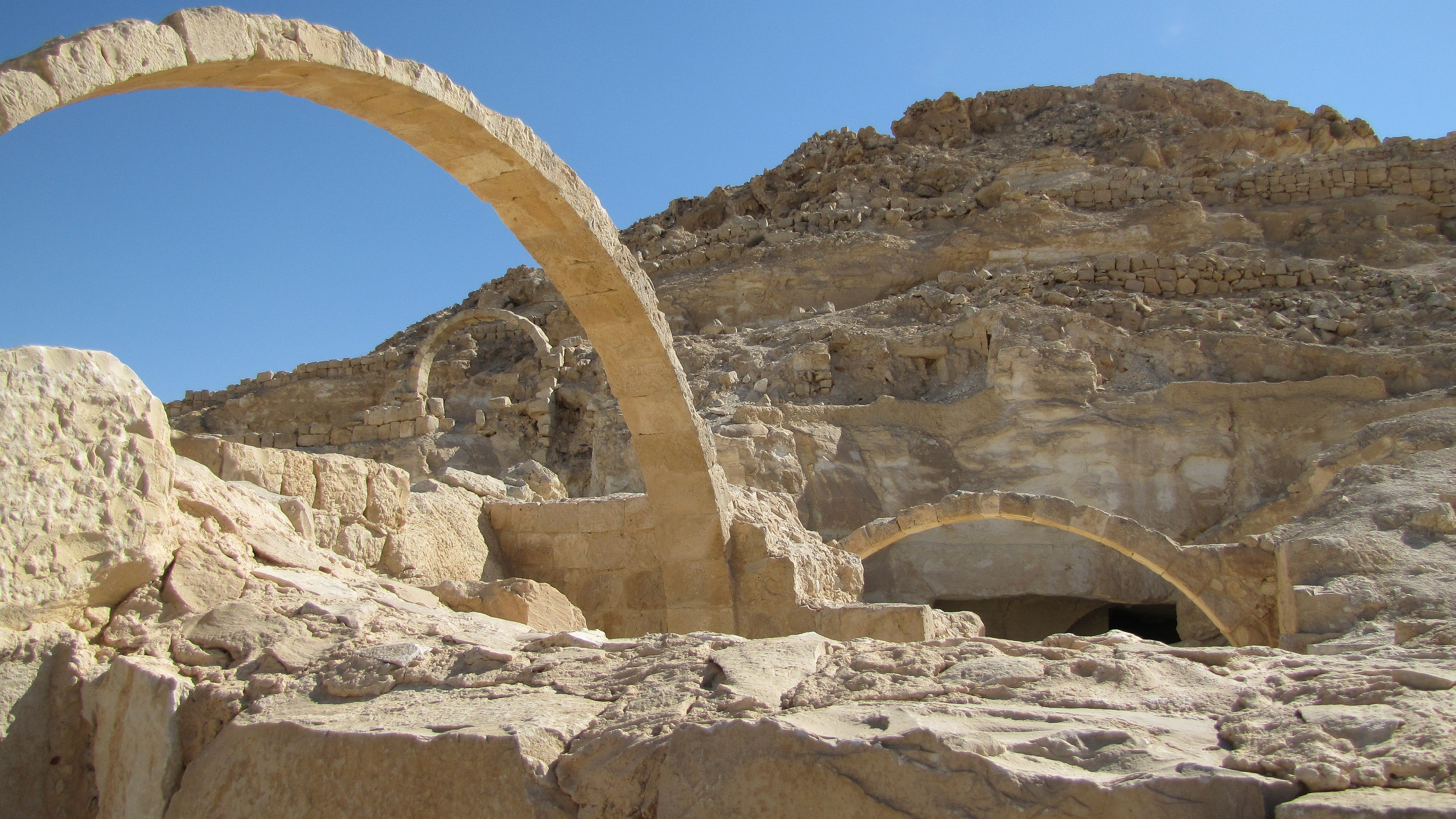
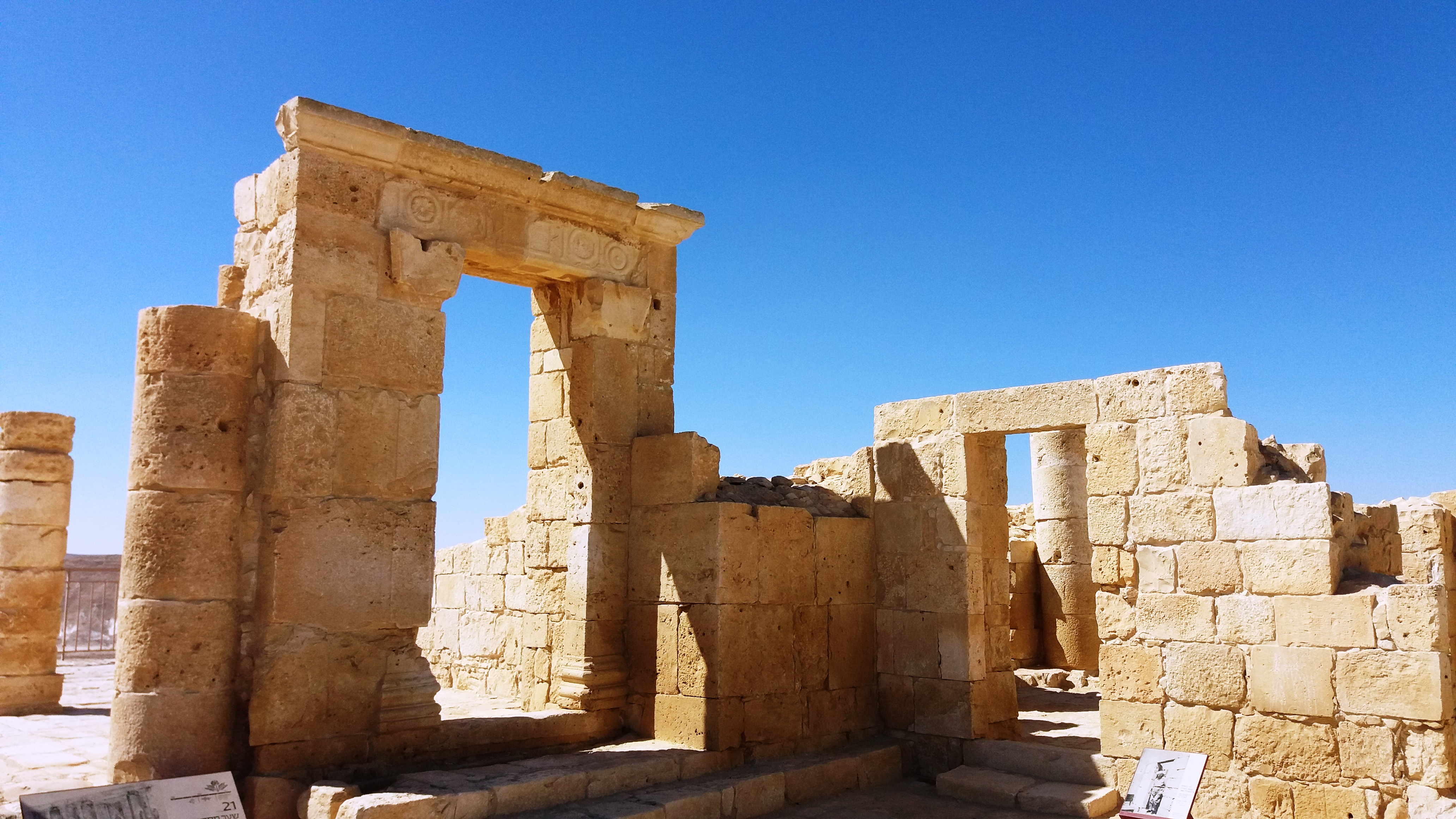
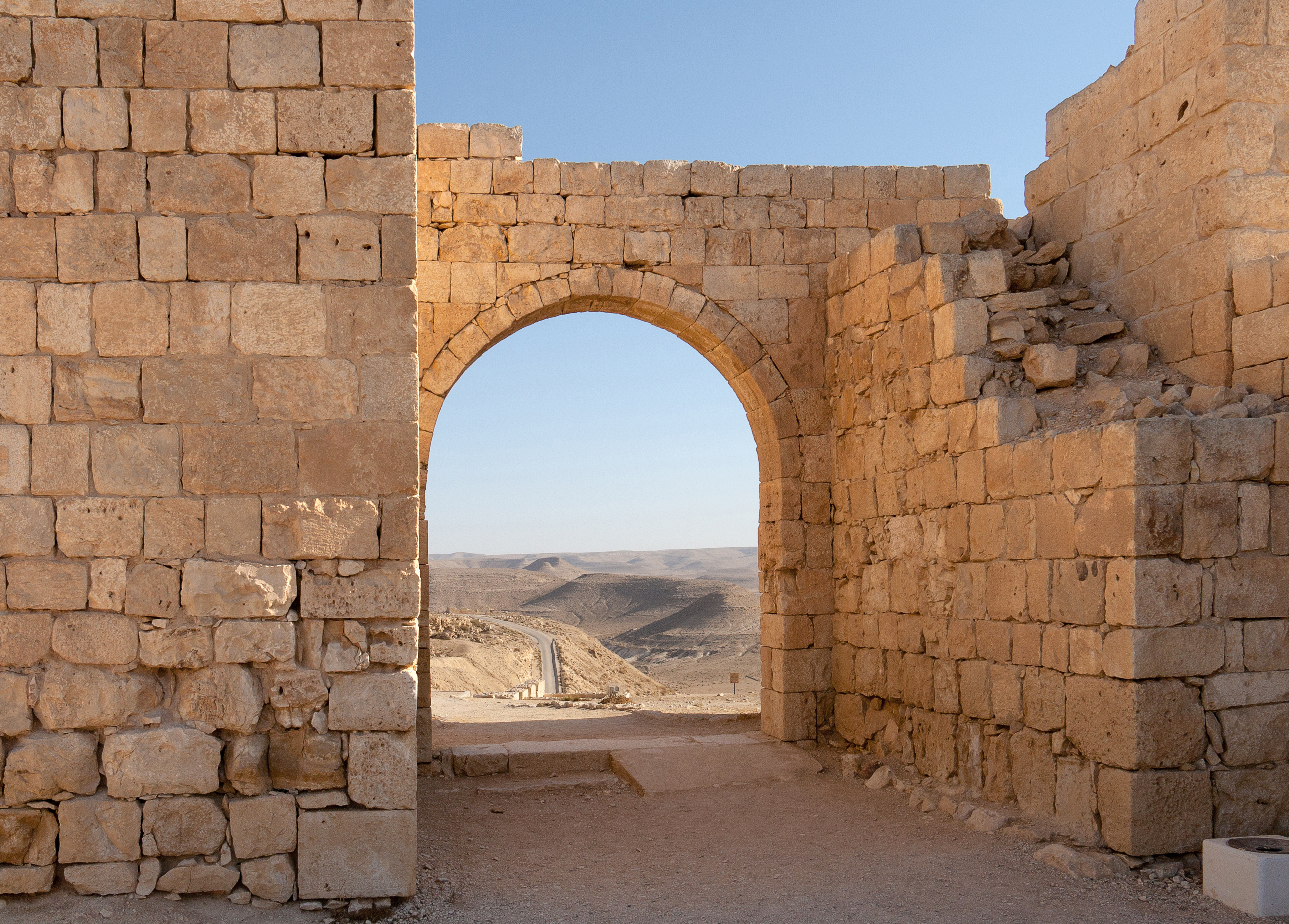
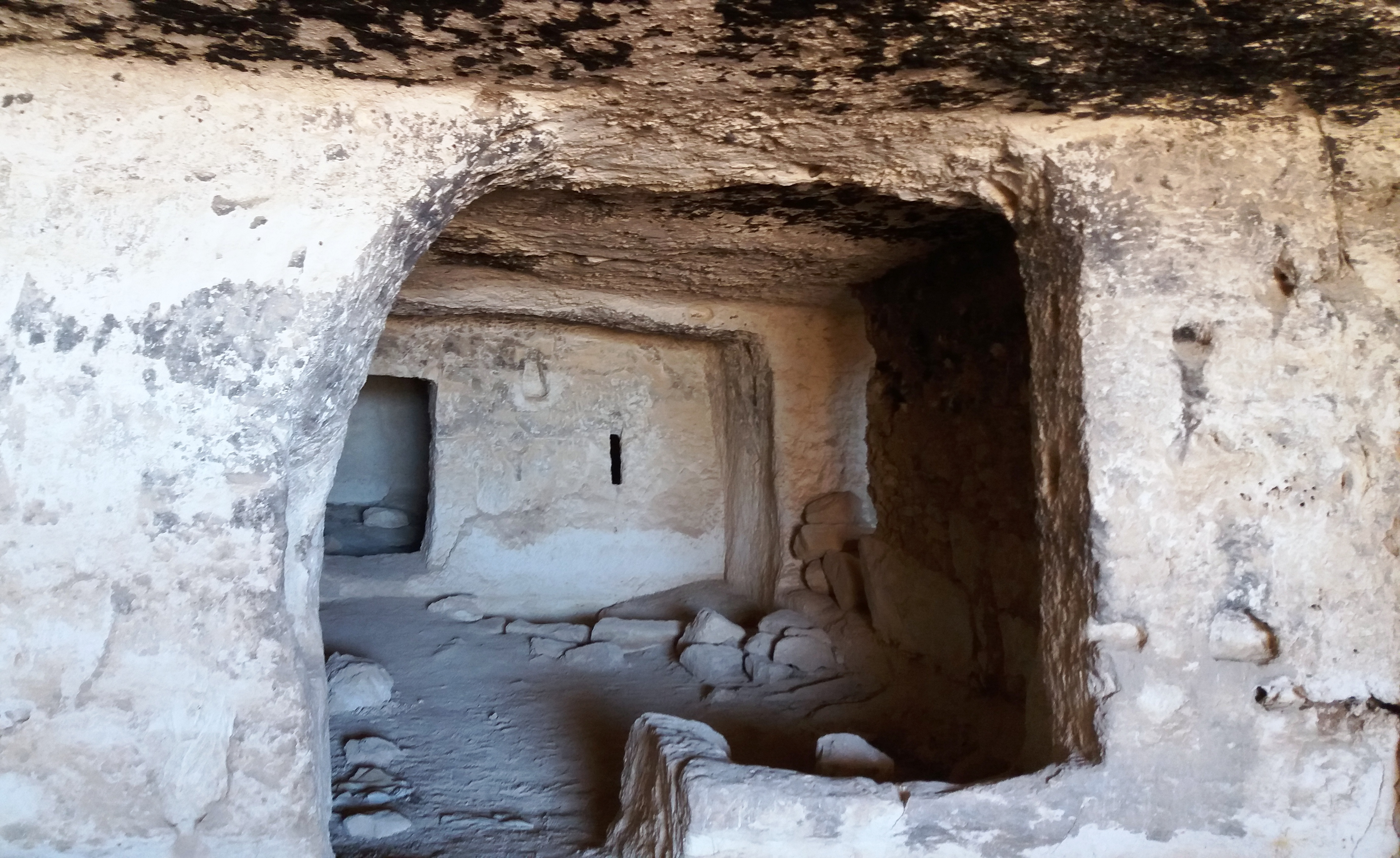
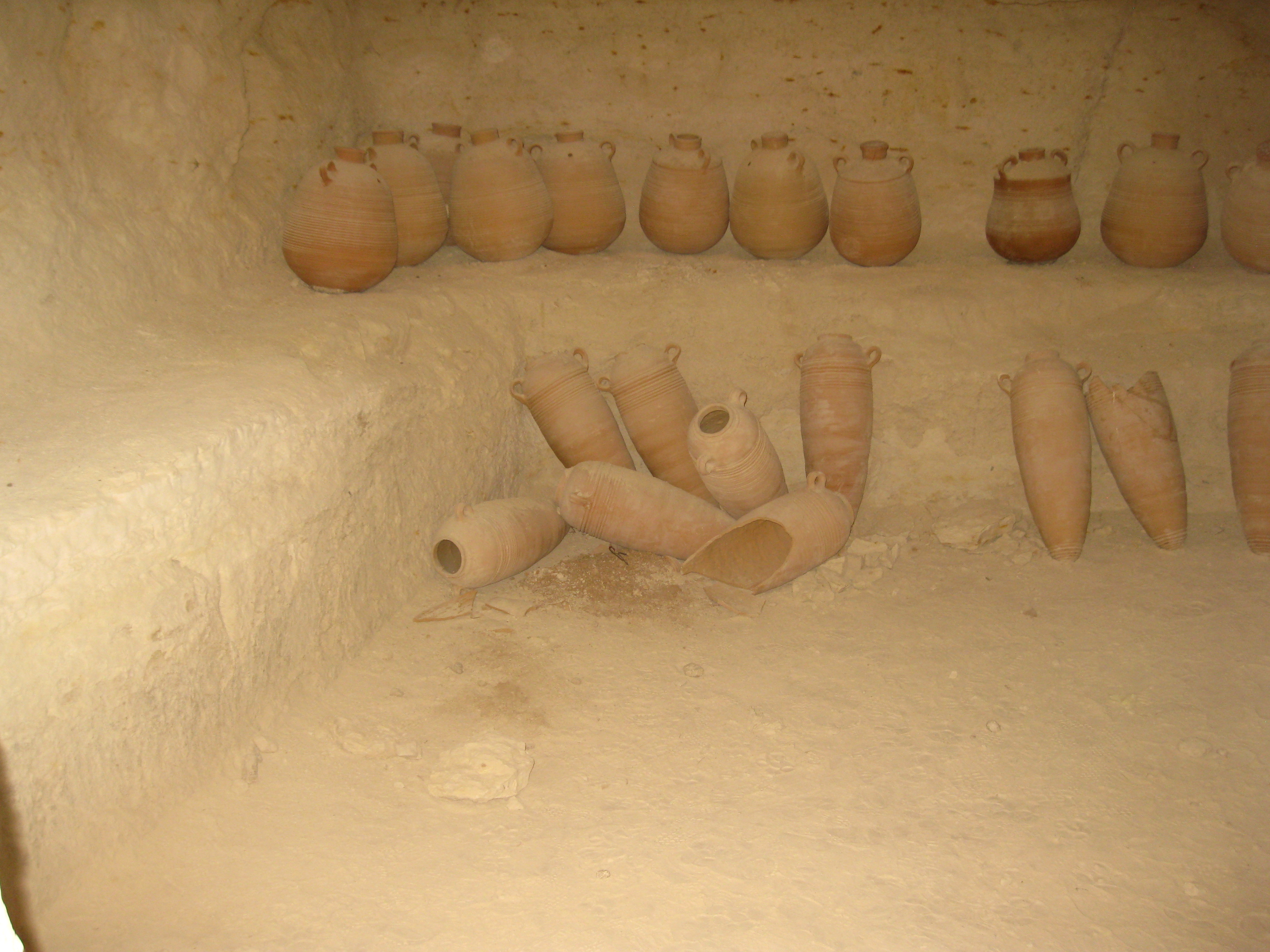

La tercera habitación era probablemente el vestíbulo (hekhal), una forma oblonga que medía 8 m y que ahora está completamente cubierta por un Talus. La cuarta habitación era el pórtico ('ulam) dividido en dos compartimentos, uno orientado al oeste, que mide aproximadamente 4x4 m, y el otro orientado al este, de unos 4x4,5 m divididos por un muro de 60 cm. Un adorador entraría por el pórtico, que mira al sur, atravesaba el vestíbulo hasta las habitaciones del adytum en el extremo norte. Luego, el adorador se volvería al sur para adorar las imágenes de las deidades colocadas en nichos en la pared. La habitación occidental tenía dos nichos que pueden haber alojado las imágenes de dos dioses nabateos, Allat y Dushura. La otra habitación tenía un único nicho, más grande, donde se cree que se adoraría la imagen desafiada de Obodas el rey. El templo fue construido para ser su lugar de descanso eterno y el centro de adoración de su culto.

##### Rawwafah
Situada a 300 km de Petra, se ha descubierto allí un único templo de estilo nabateo. La inscripción en el dintel fecha el templo después de la caída del reino nabateo.

Restos arqueológicos en Al-Rawwafah
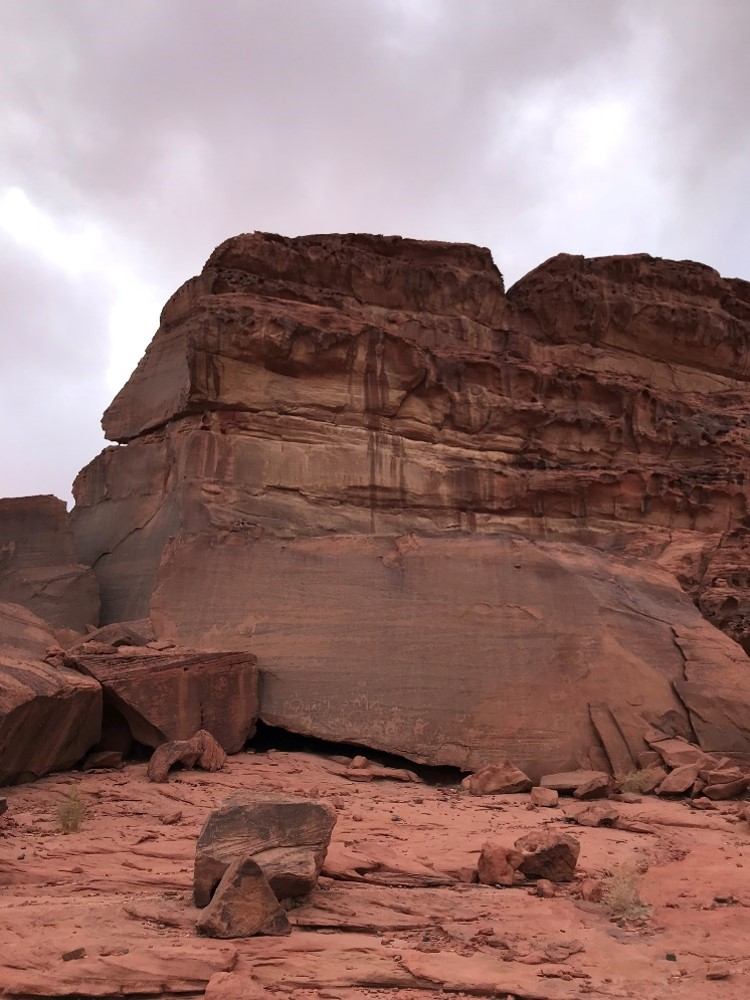
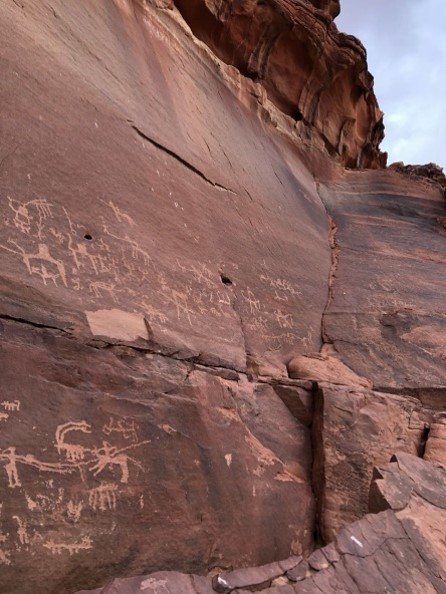
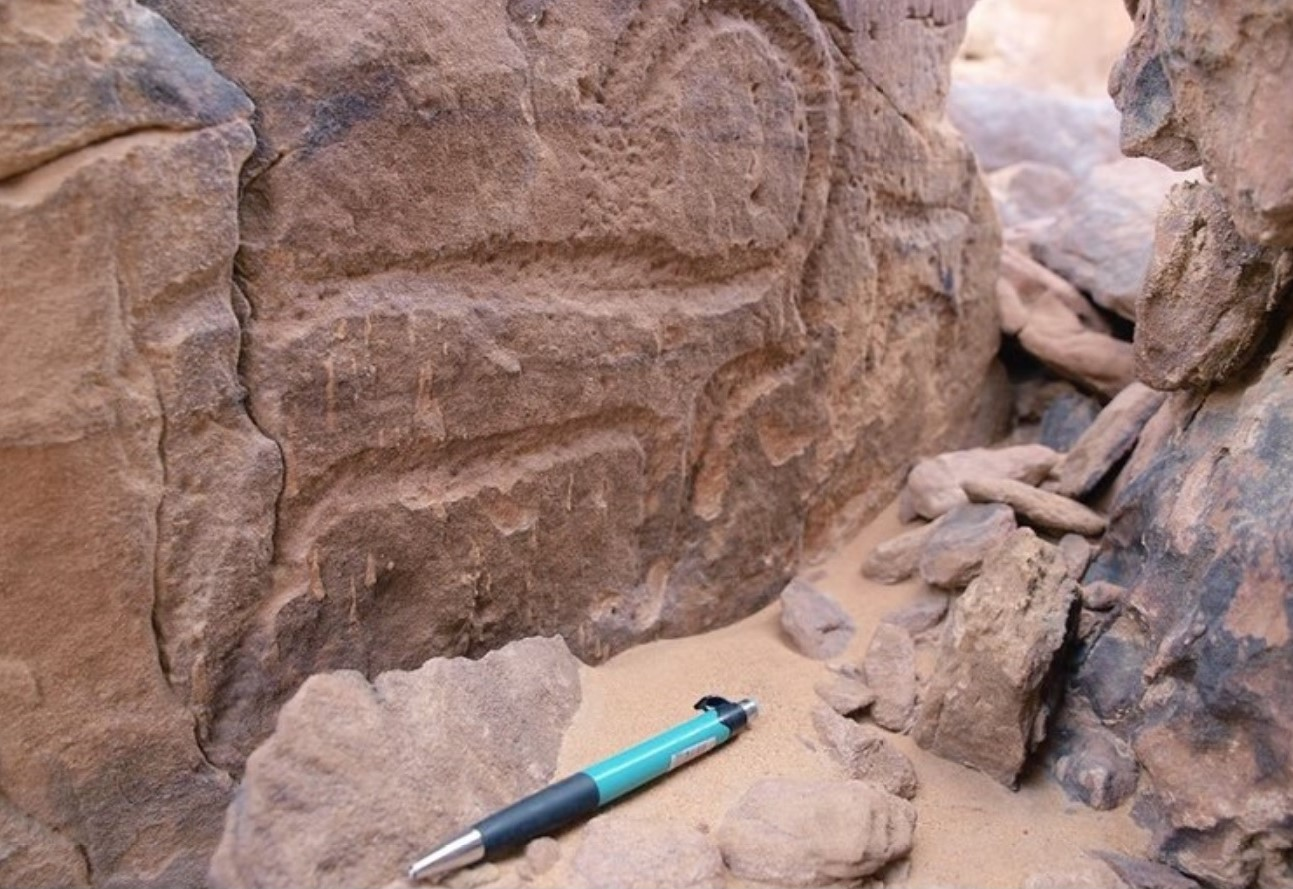

##### Mampsis

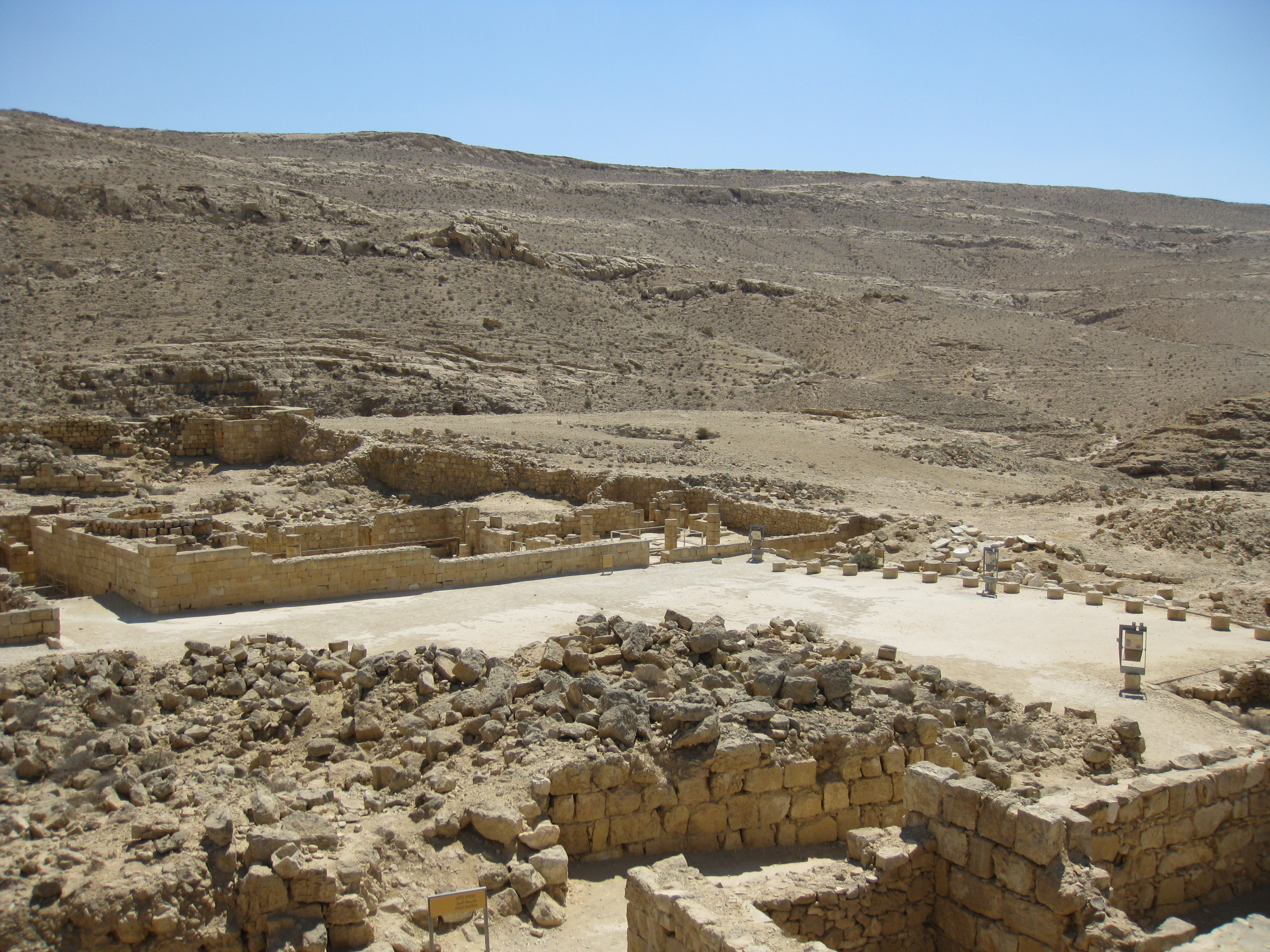
Mamshit

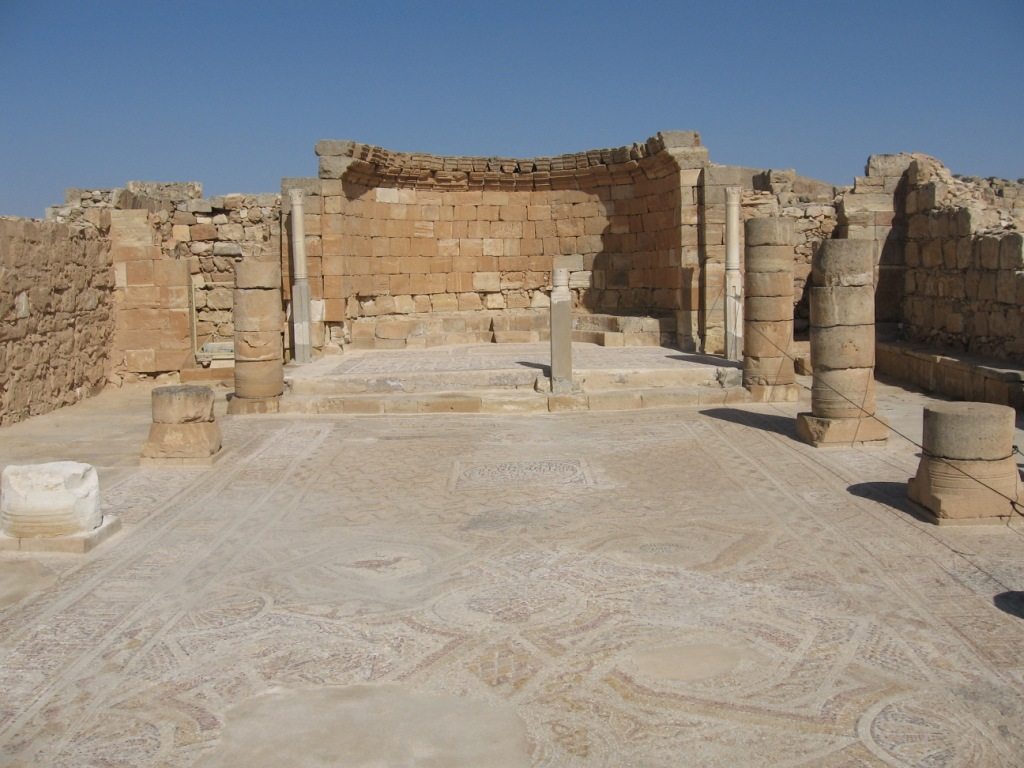
Mamshit

Mampsis (griego medieval: Μάμψις) o Memphis (en griego antiguo: Μέμφις), hoy Mamshit (en hebreo: ממשית‎; en árabe: Kurnub‎), actualmente en Israel, fue una antigua parada de caravanas nabatea y luego una ciudad bizantina. En el período nabateo, Mampsis era una estación importante en la ruta del incienso, que conectaba el sur de Arabia a través de Edom, del valle de Arabah y de Ma'ale Akrabim,  con los puertos del Mediterráneo, así como con Jerusalén via Beersheba y Hebron. La ciudad comprende 4 ha y es la ciudad antigua más pequeña pero mejor restaurada en el desierto de Negev. Las casas que alguna vez serían lujosas cuentan con una arquitectura inusual que no se encuentra en ninguna otra ciudad nabatea.
La ciudad reconstruida permite al visitante darse una idea de cómo fue Mampsis. Calles enteras han sobrevivido intactas y también hay grandes grupos de edificios nabateos con habitaciones abiertas, patios y terrazas. Las piedras están cuidadosamente talladas y los arcos que sostienen el techo están muy bien construidos.
La Ruta del incienso - Ciudades del desierto de Néguev, incluidas Mampsis, Haluza, Avdat y Shivta, fueron declaradas Patrimonio de la Humanidad por la UNESCO en junio de 2005.

Restos arqueológicos en Mampsis
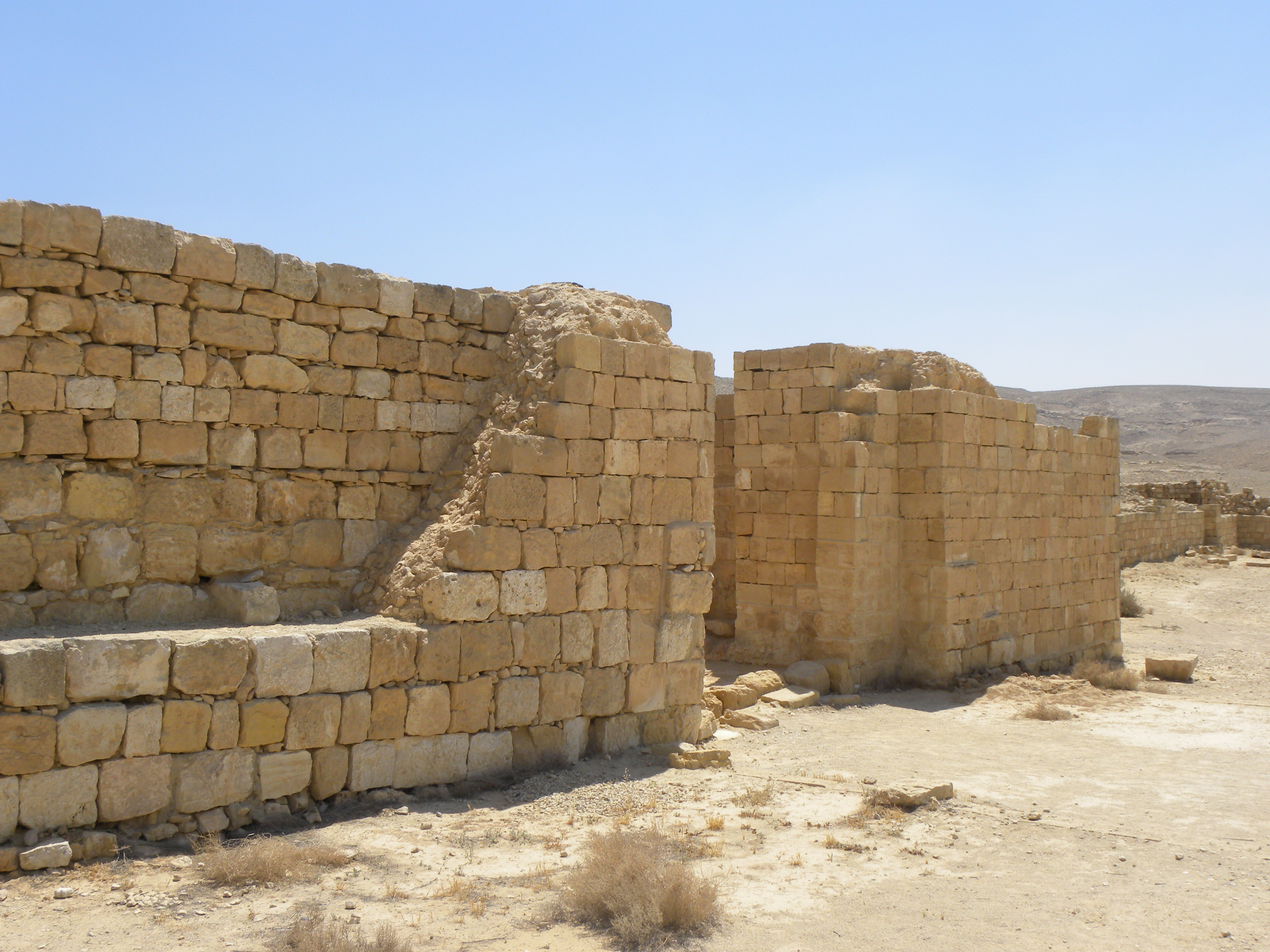
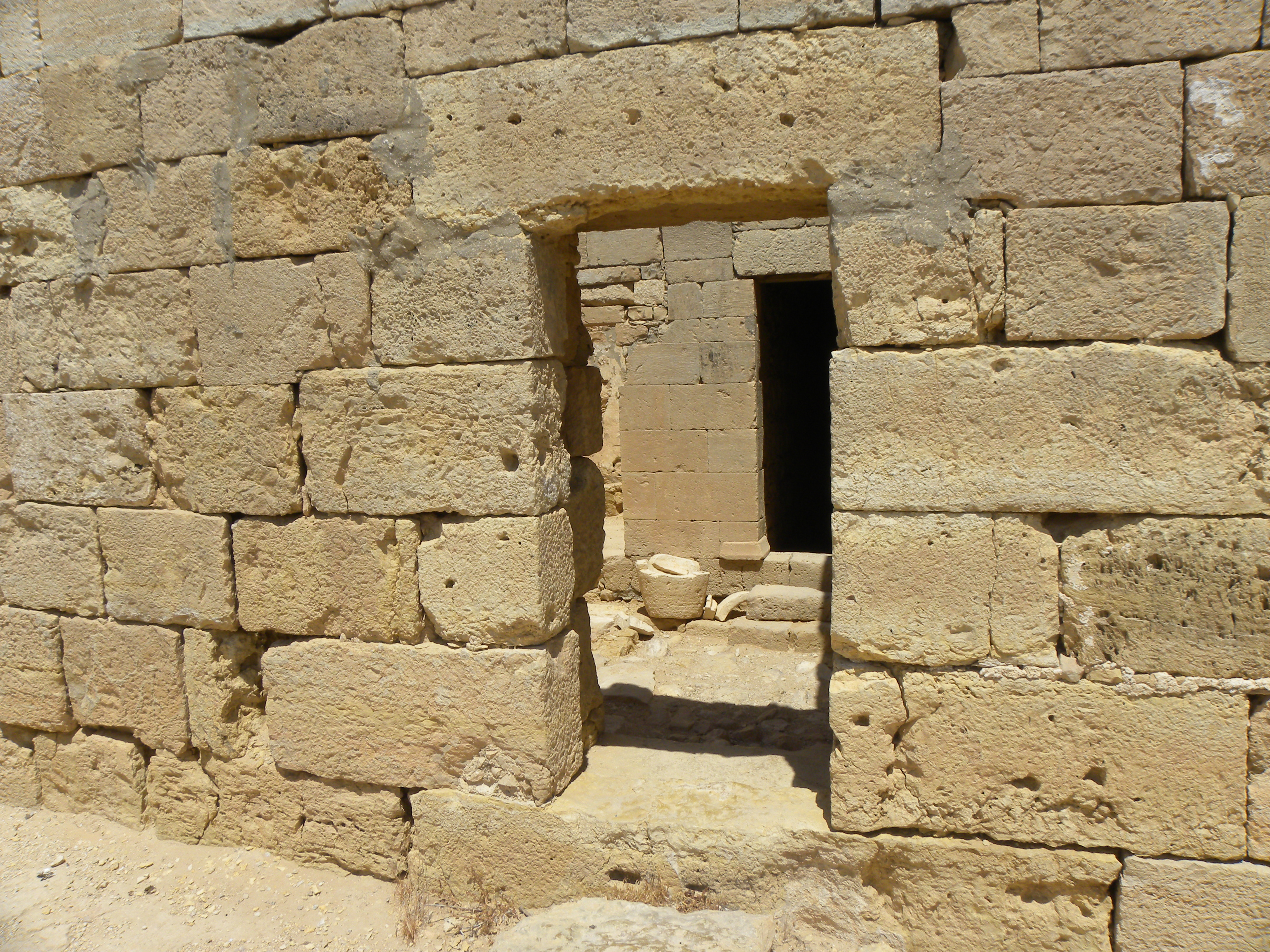
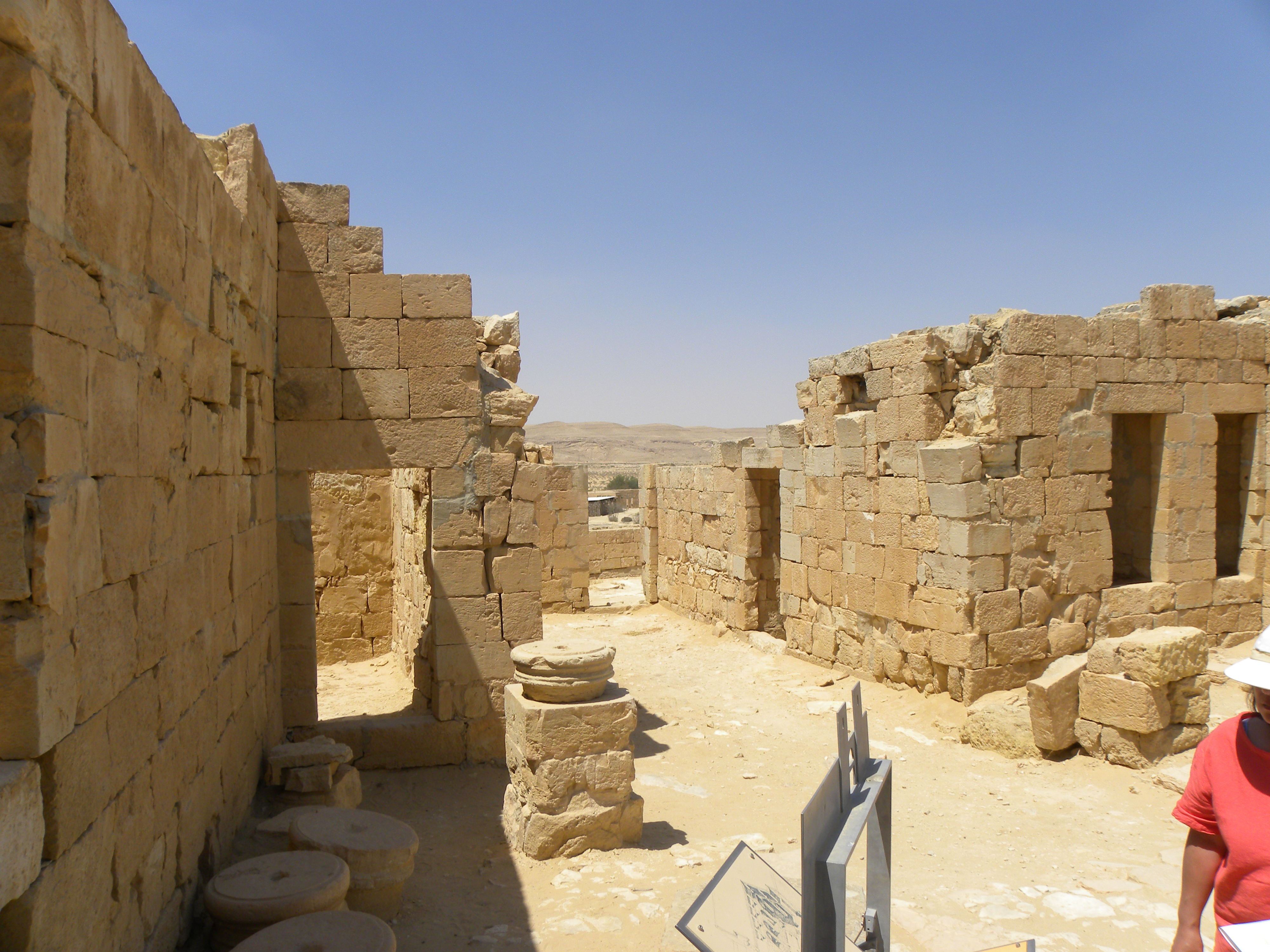
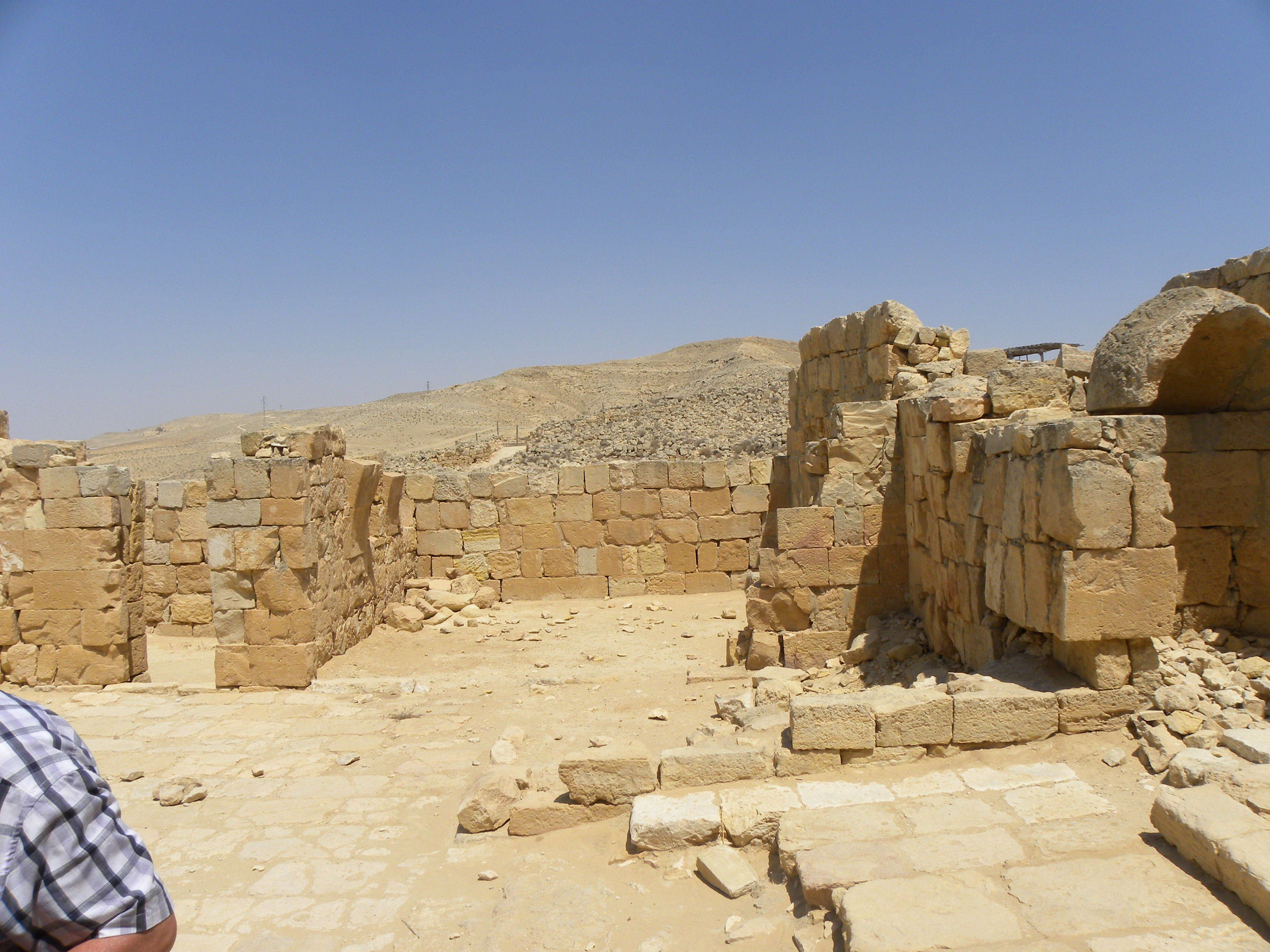
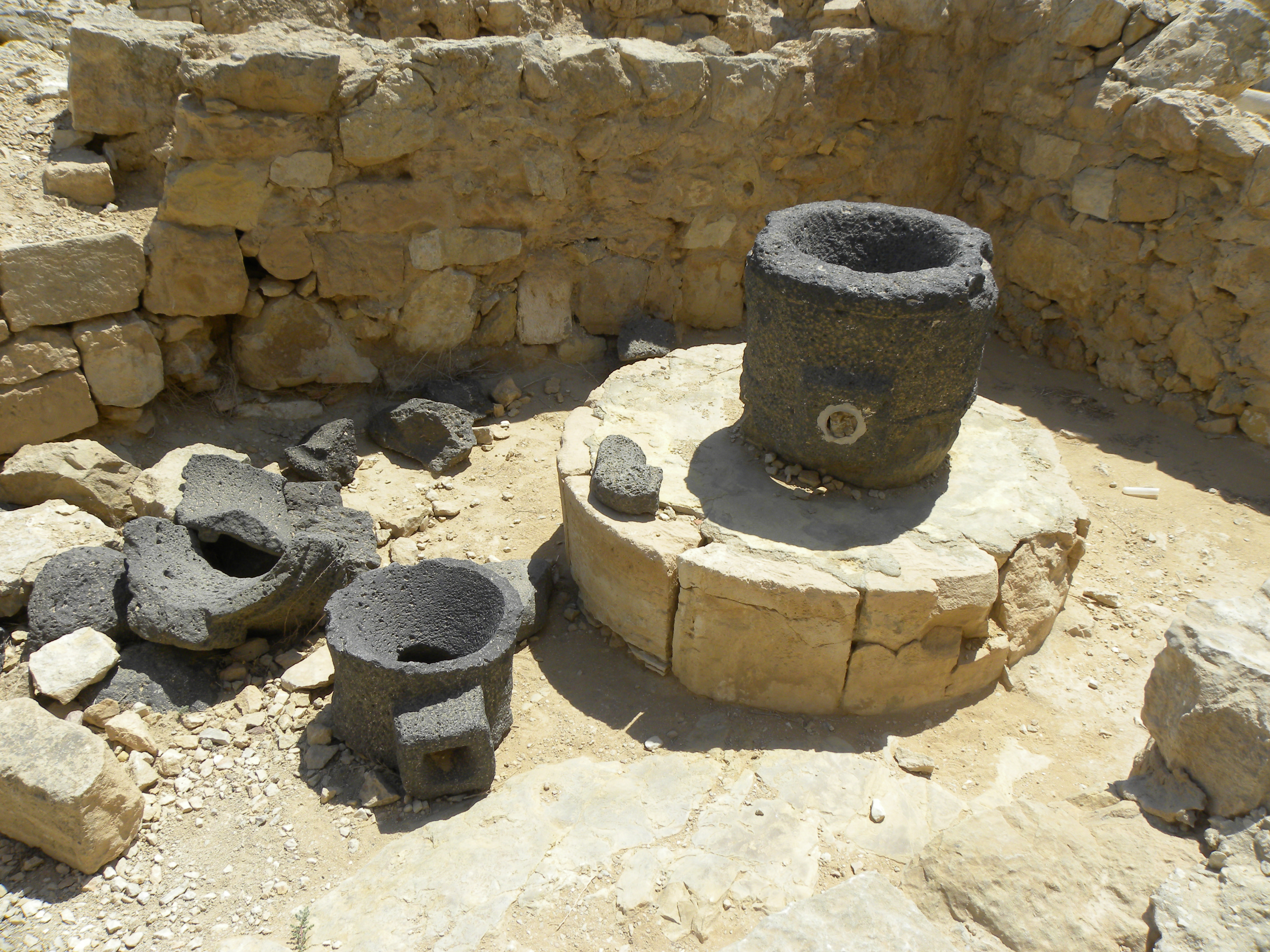

#### El área del Hauran

##### Bostra

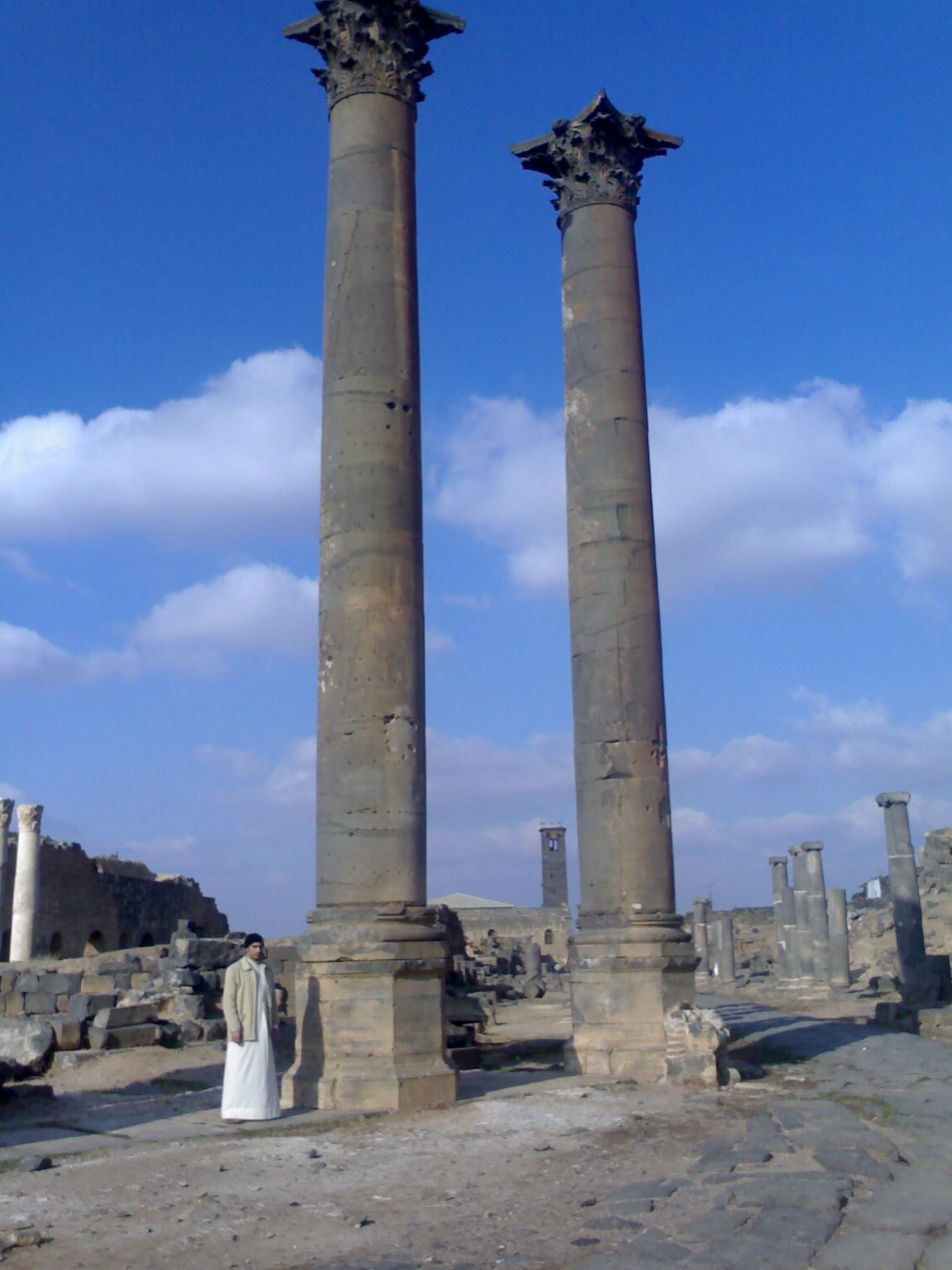
Columnas colosales nabateas se encuentran en Bosra, Siria

Situada en el sur de Siria,  Bostra  fue la capital del norte del reino nabateo, con evidencias de templos ubicados en las principales intersecciones en la ciudad. En el centro de la misma hay un complejo de templos dedicado a Dushara-A'ra. Se cree que A'ra era el dios de los reyes nabateos y de la propia ciudad de Bostra. Los edificios modernos dificultan la búsqueda de evidencias arqueológica del culto nabateo. Una inscripción que dice «Este es el muro que... y las ventanas que Taymu bar... construyó para... Dushara y el resto de los dioses de Bostra» se encuentra en lo que se cree que sería ese templo.

##### Seeia
Situado al norte de Bostra, cerca de Canatha, el asentamiento tiene tres grandes templos, el mayor dedicado a Baalshamin. Los dos templos más pequeños estarían dedicados a deidades desconocidas. Uno tiene una inscripción a la diosa local, Seeia, y es posible que se haya utilizado para adorarla. El complejo del templo no tiene un diseño nabateo, sino que es una amalgama de estilos arquitectónicos de las culturas de la frontera norte nabatea.

##### Sahr
Templos de estilo similar están ubicados en Wadi Rumm, Dharih, Tannur y Qasrawet.

##### Al-Suweida
Templos similares a los ubicados cerca de Petra en Wadi Rumm, Dharih, Tannur y Qasrawet. La inscripción nabatea indica cultos dedicados a Allat y Baalshamin.

#### Jordania central

##### Jirbet et-Tannur

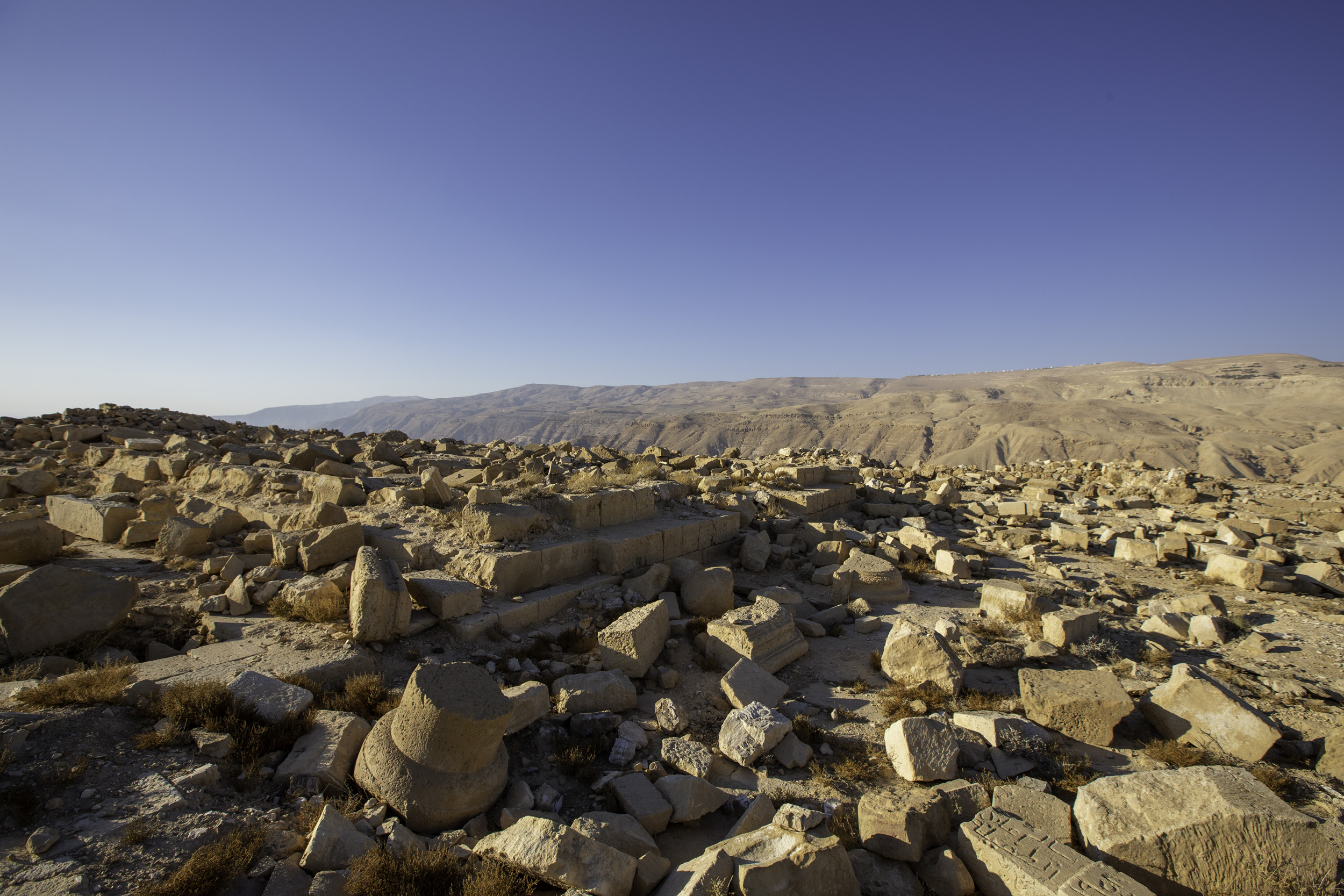
Jirbet et-Tannur

Jirbet et-Tannur, situado en el centro de Jordania es un templo, un «lugar alto», dispuesto aislado en lo alto de la cumbre de Jebal Tannur. Solo se puede acceder a él a través de una única escalera empinada. El aislamiento de los sitios puede indicar que era de gran importancia religiosa para los nabateos. La entrada al santuario interior del templo está decorada con representaciones de vegetación, follaje y frutos. Glueck los identifica como representantes de la diosa siria Atargatis. El santuario interior decorado con imágenes de frutas, peces, vegetación, rayos, así como representación de deidades. Glueck atribuye estas iconografías al dios de las tormentas mesopotámico Hadad, pero también están representadas Tyche y Nike. Starckly señala que el único dios nombrado es Qos, el dios del clima edomita. Una inscripción en una estela en el sitio lo nombra como el dios de Hurawa.
Khirbet edh-Dharih
Ubicado a 7 km al sur de Hurawa, el templo de Khirbet edh-Dharih está sorprendentemente bien conservado. El complejo del templo está rodeado por un patio exterior e interior, con un camino pavimentado hacia los pórticos. También hay bancos en forma de theatron. El templo en sí está dividido en tres secciones, en un gran vestíbulo abierto. A partir de aquí está la cella, que fue pintada en colores ricos y vibrantes. Al fondo de la cella estaba el motab y betyl, un podio cuadrado flanqueado por escaleras que era el asiento del divino. A pesar de su buen estado, no se sabe a qué dios se habría adorado aquí.

#### El área de Jordania meridional

##### Petra
Capital del reino nabateo desde alrededor del 312 a. C., la ciudad fue famosa por su maravillosa arquitectura excavada en la roca. Ubicada dentro de las montañas Shara, Dushara era el principal dios masculino acompañado por la trinidad femenina  Al-'Uzzá, Allat y Manāt. En la ciudad se encuentra una estela dedicada al dios edomita Qos. Los nabateos adoraban a dioses y diosas árabes preislámicos, junto con reyes deificados, como Obodas I. La disposición y el diseño de los templos muestran la influencia de la arquitectura de los templos romanos, griegos, egipcios y persas. Los templos de Qasr al-Bint y el templo del León Alado son ejemplos de ello. El podio dentro del Templo del León Alado albergaba el altar, donde se habrían realizado los sacrificios, o el betilo de la deidad adorada. Basándose en los ídolos y las imágenes que se encuentran dentro del Templo del León Alado, se teoriza que estaría dedicado a Dushara. El «Lugar Alto» se encuentra en lo alto de las montañas que rodean a Petra. Utilizado como un lugar para ofrecer regalos y sacrificar animales, quizás humanos, a los dioses, el Lugar Alto consiste en un estanque para recolectar agua, dos altares y un gran patio abierto.

Restos arqueológicos en Al-Khazneh (el Tesoro), Petra
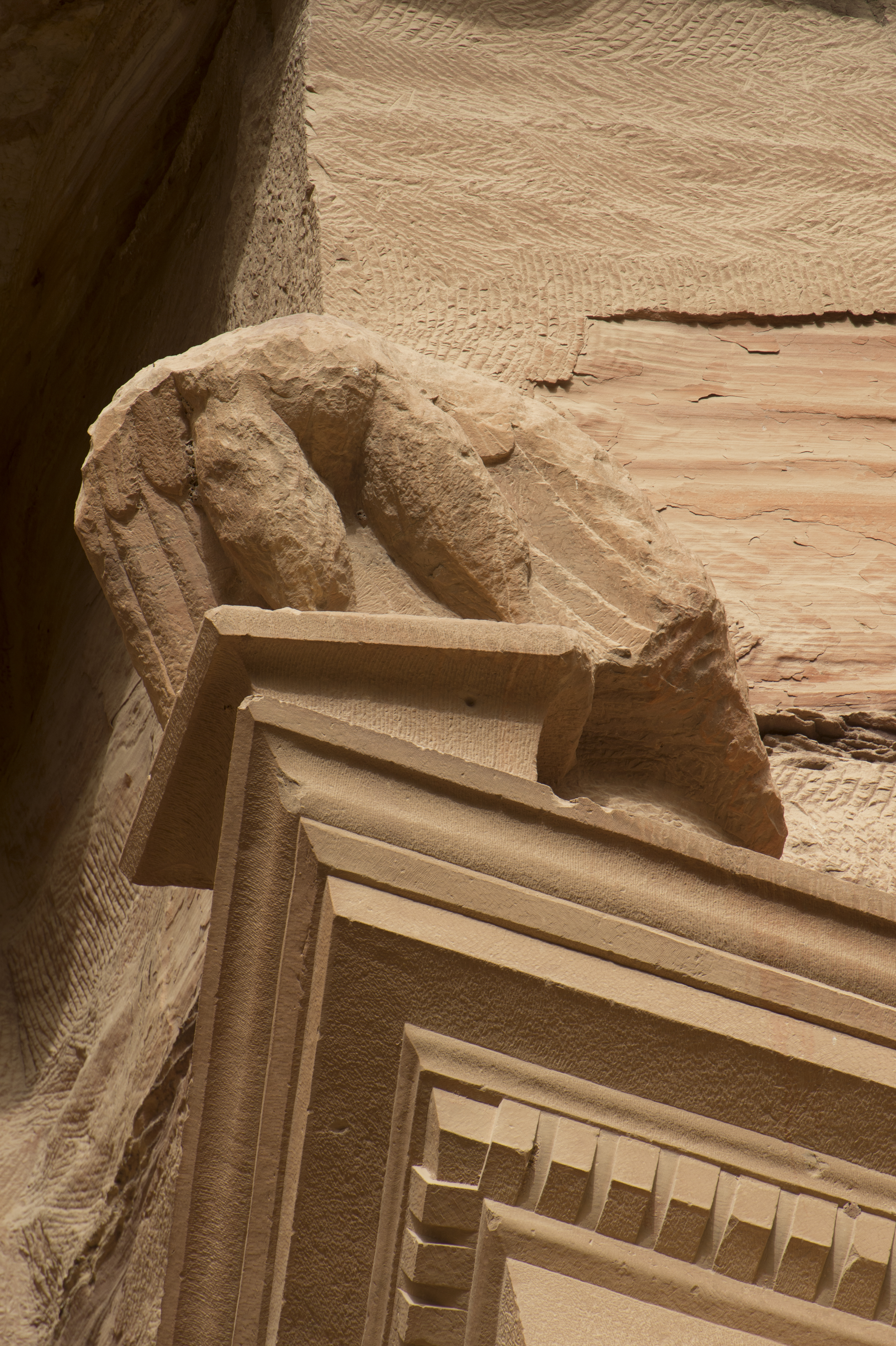
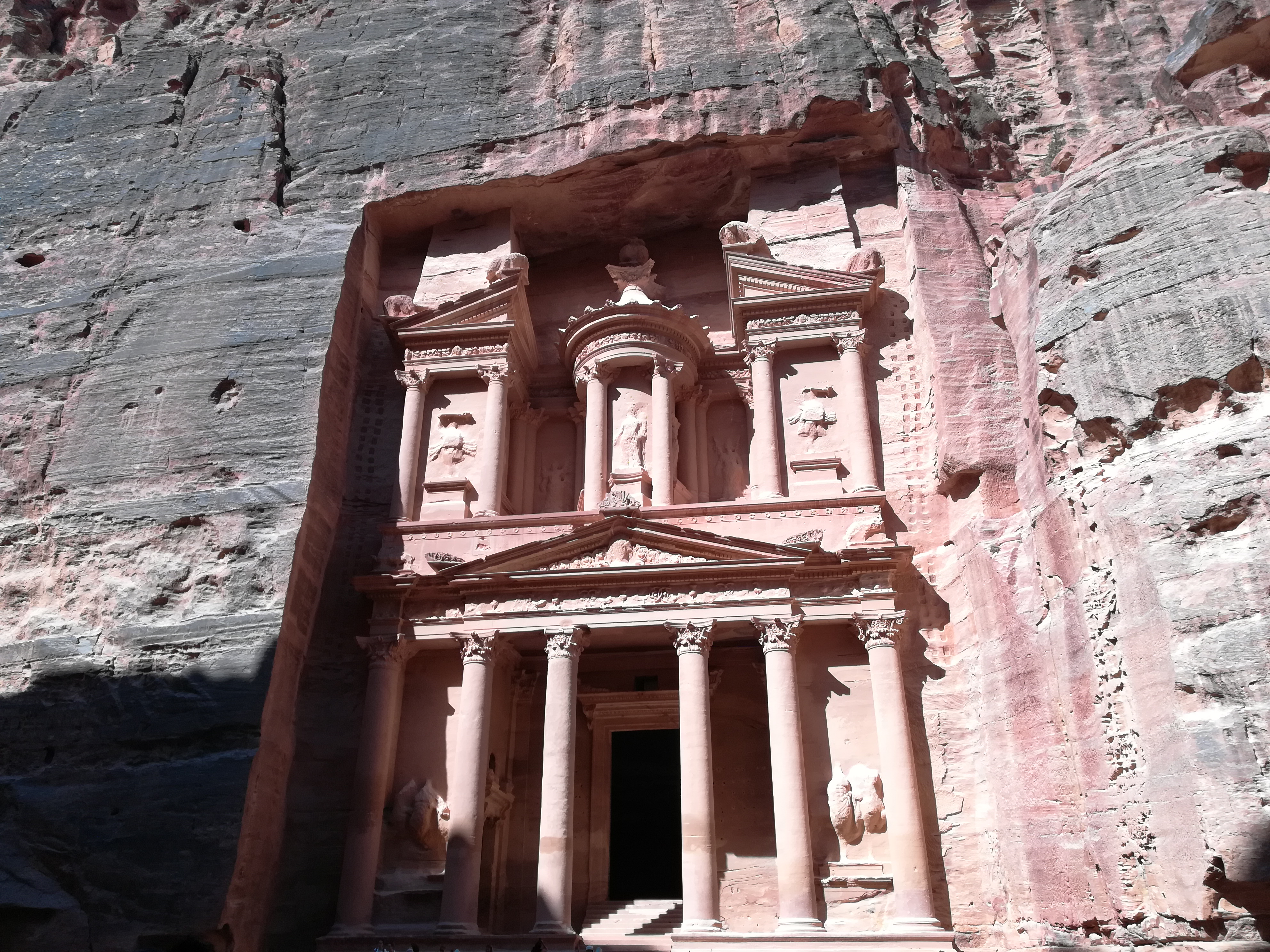
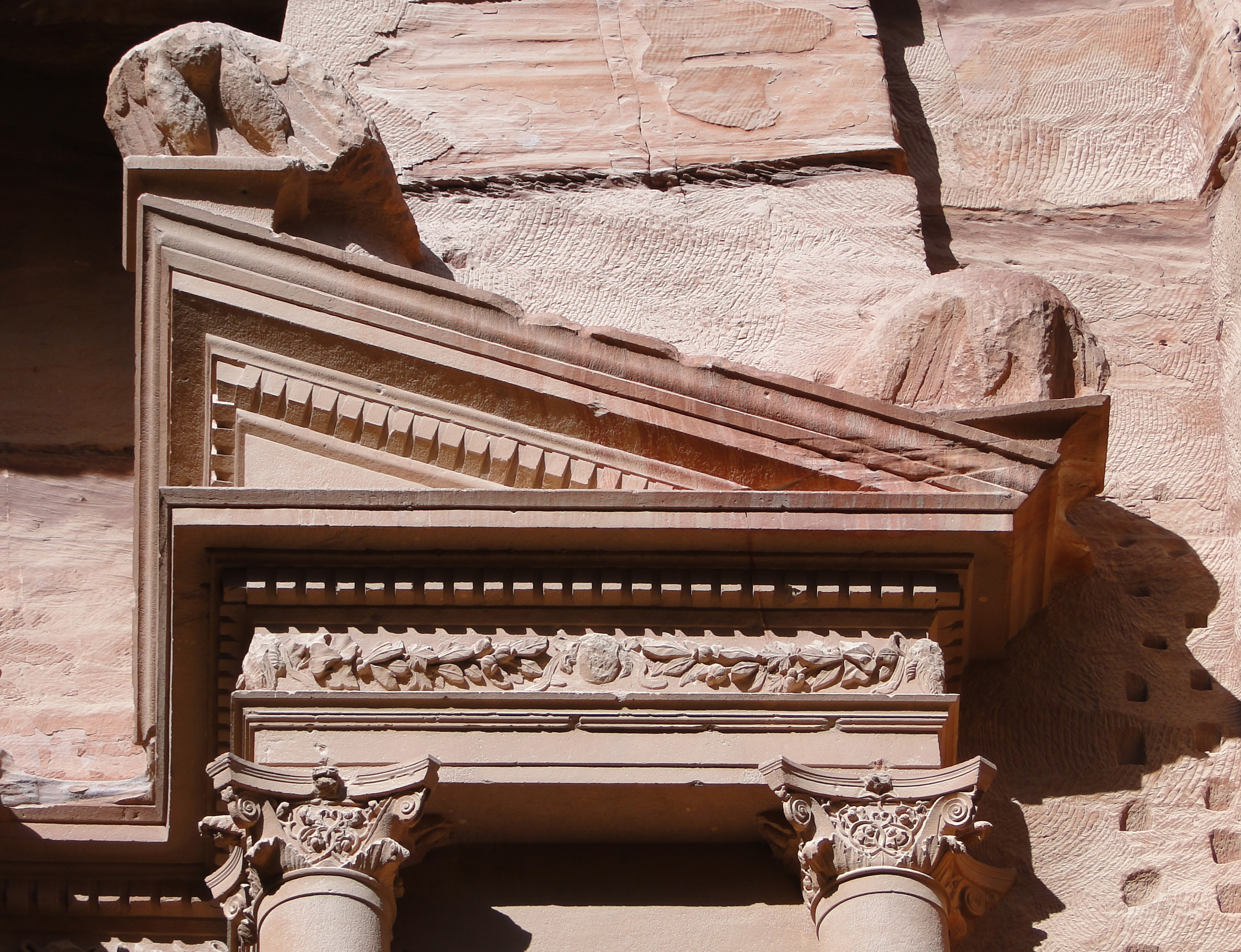
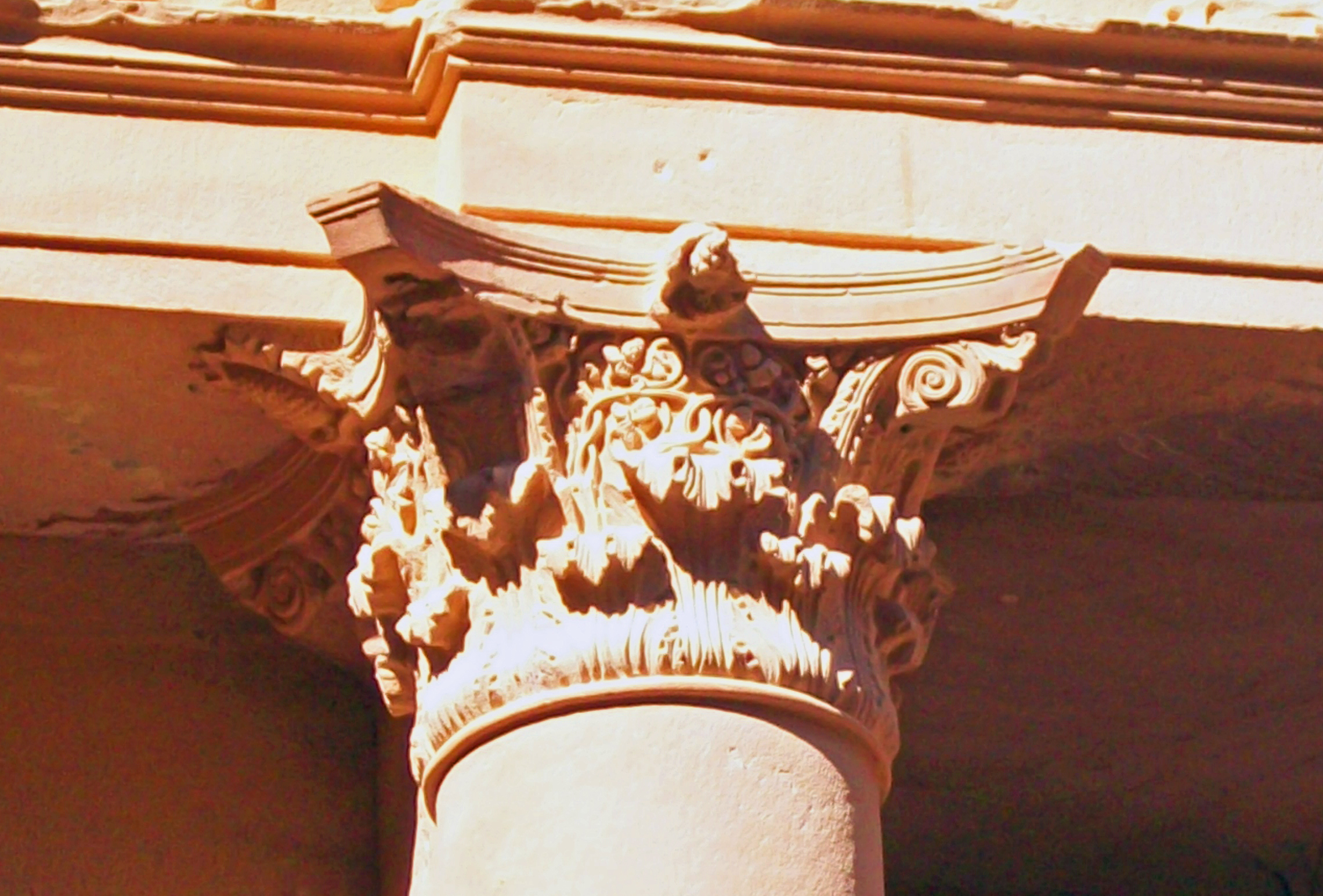
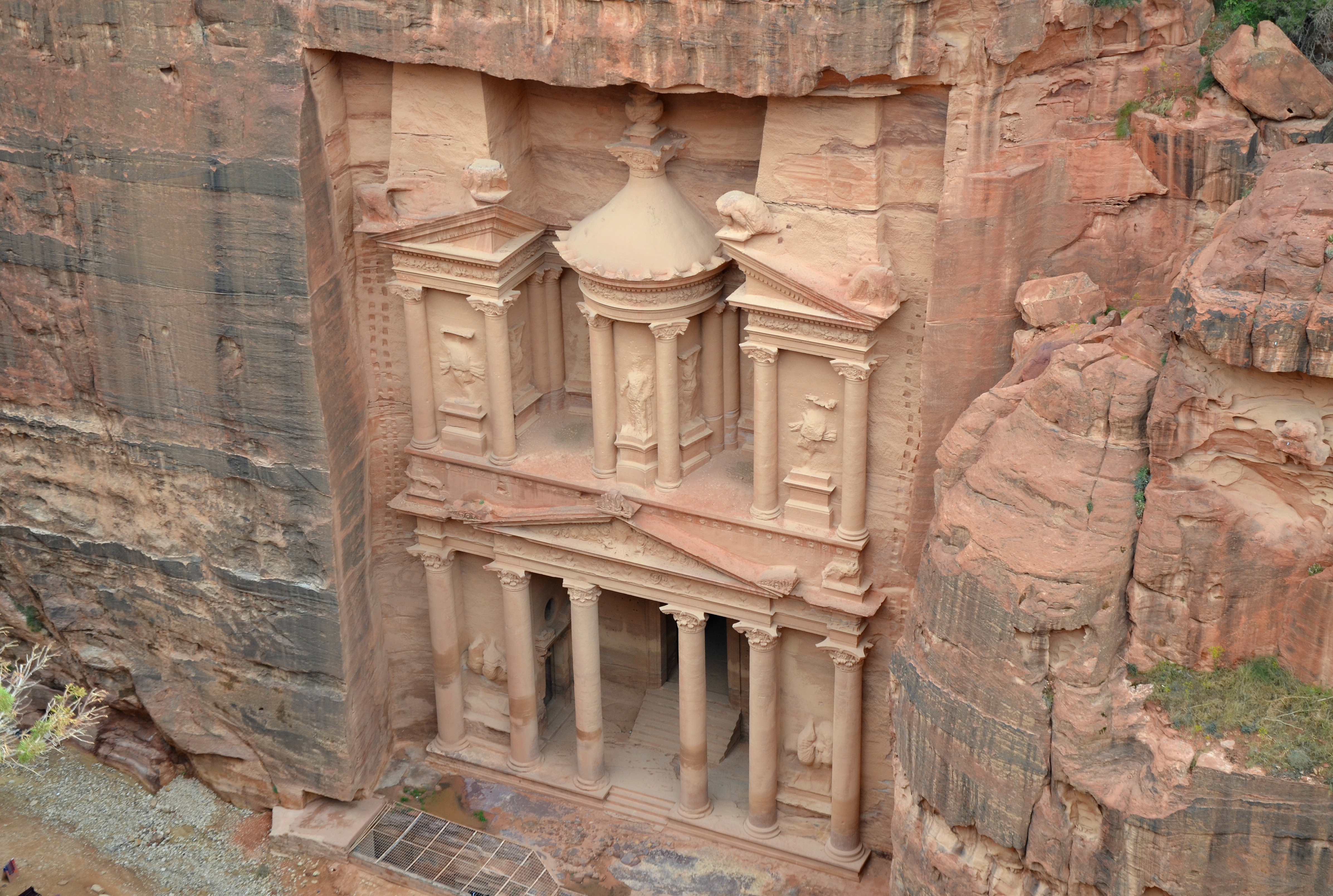

##### Hawara
En esta región se encuentra un templo con un camino procesional de 20 m de largo que conduce a un patio con vista a Jebel Qalkha. El diseño de los betilos, así como los restos de la ofrenda, apuntan a la posible adoración de Dushara, tal vez incluso de Júpiter.

##### Wadi Ramm

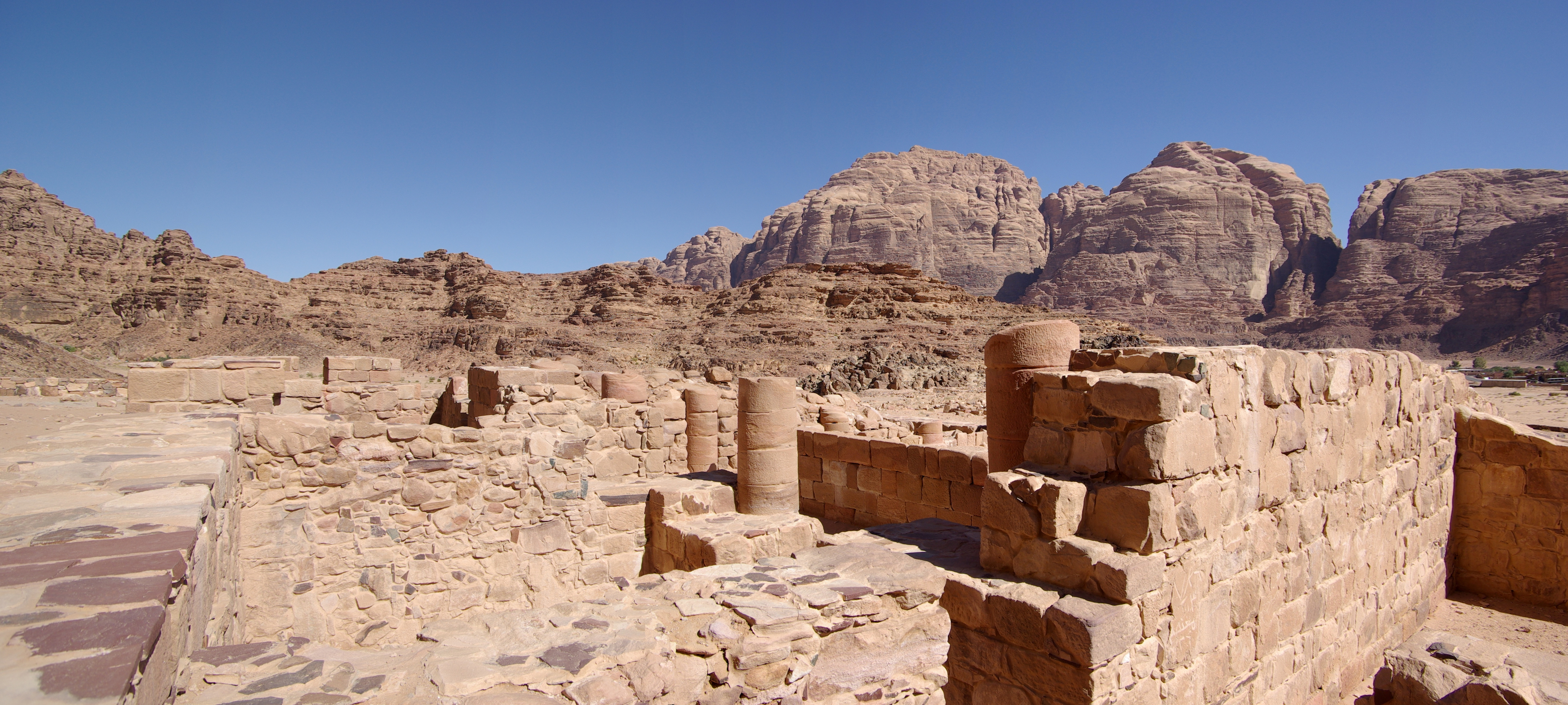

Templo de Allat. Santuario de roca de  Ayn esh-Shallaleh ubicado detrás del templo de Allat. Betilos y nichos de culto a Dushara y Baalshamin.

#### El área del noroeste de Arabia Saudita

##### Hegra
Hegra (en árabe: ٱلْحِجْر‎), ahora conocida como Mada’in Saleh (en árabe: مَدَائِن صَالِح‎, romanizado: Madāʼin Ṣāliḥ, lit. 'ciudades de Salih'), es un sitio arqueológico ubicado en el área de al-'Ula  dentro de la provincia de Medina, en la histórica región del Hejaz, ahora Arabia Saudita. La mayoría de los restos datan del reino nabateo (siglo I d. C.). El sitio constituye el asentamiento más al sur del reino y su segunda ciudad más grande después de Petra (ahora en Jordania), su ciudad capital. También se pueden encontrar rastros de la ocupación lihyanita  y romana antes y después del gobierno nabateo, respectivamente.
Un círculo ritual de culto en la cima de la montaña Jibel Ithlib descansa sobre un afloramiento rocoso. Alrededor del sitio de Jibel Ithlib aparecen pequeños betilos y nichos de culto a otros dioses. La inscripción de «Señor del Templo», puede referirse a Dushara. Los cultos de Marseha se encuentran aquí. Hoy Hegra se conoce como 

El castillo solitario, Hegra, Arabia Saudita
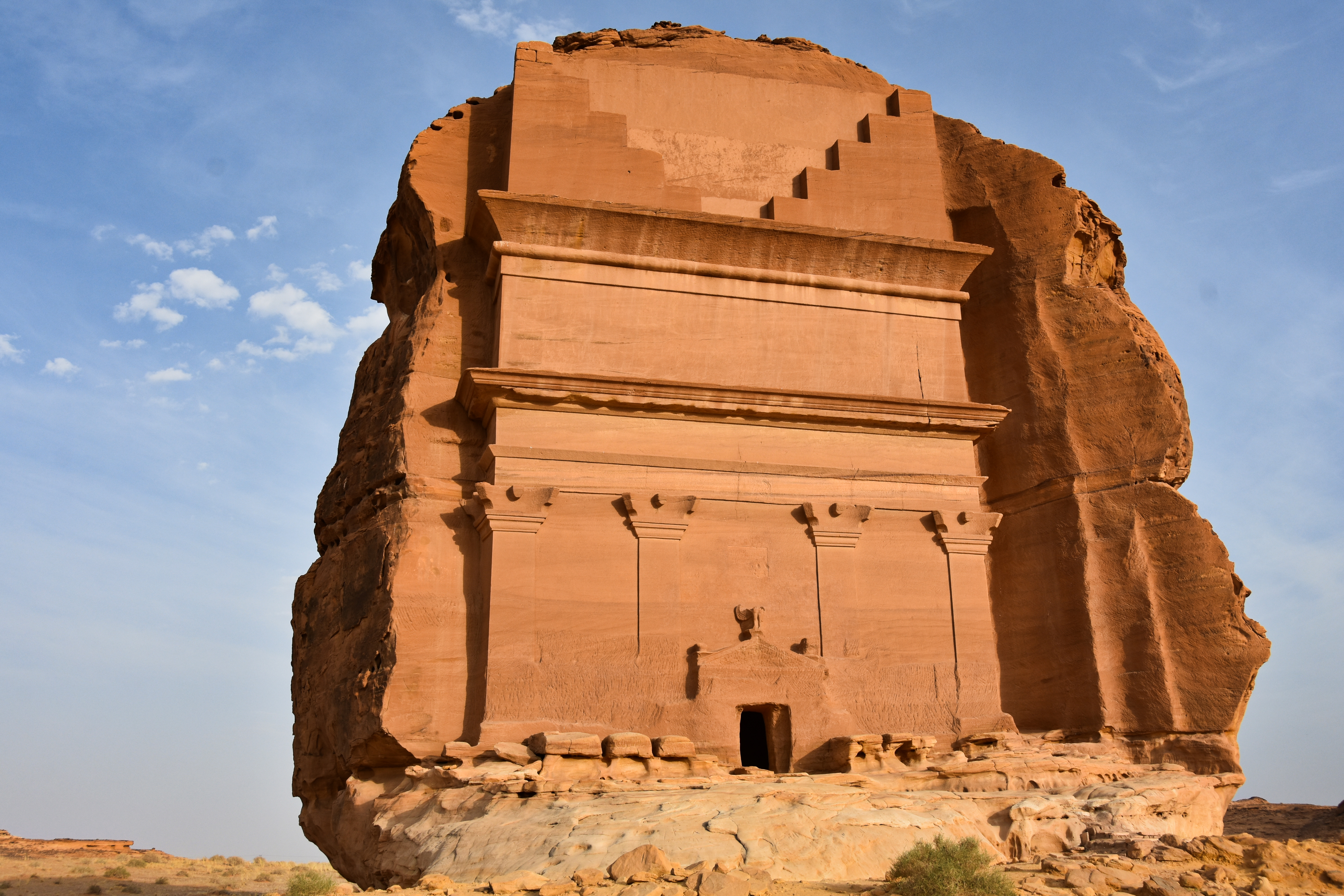
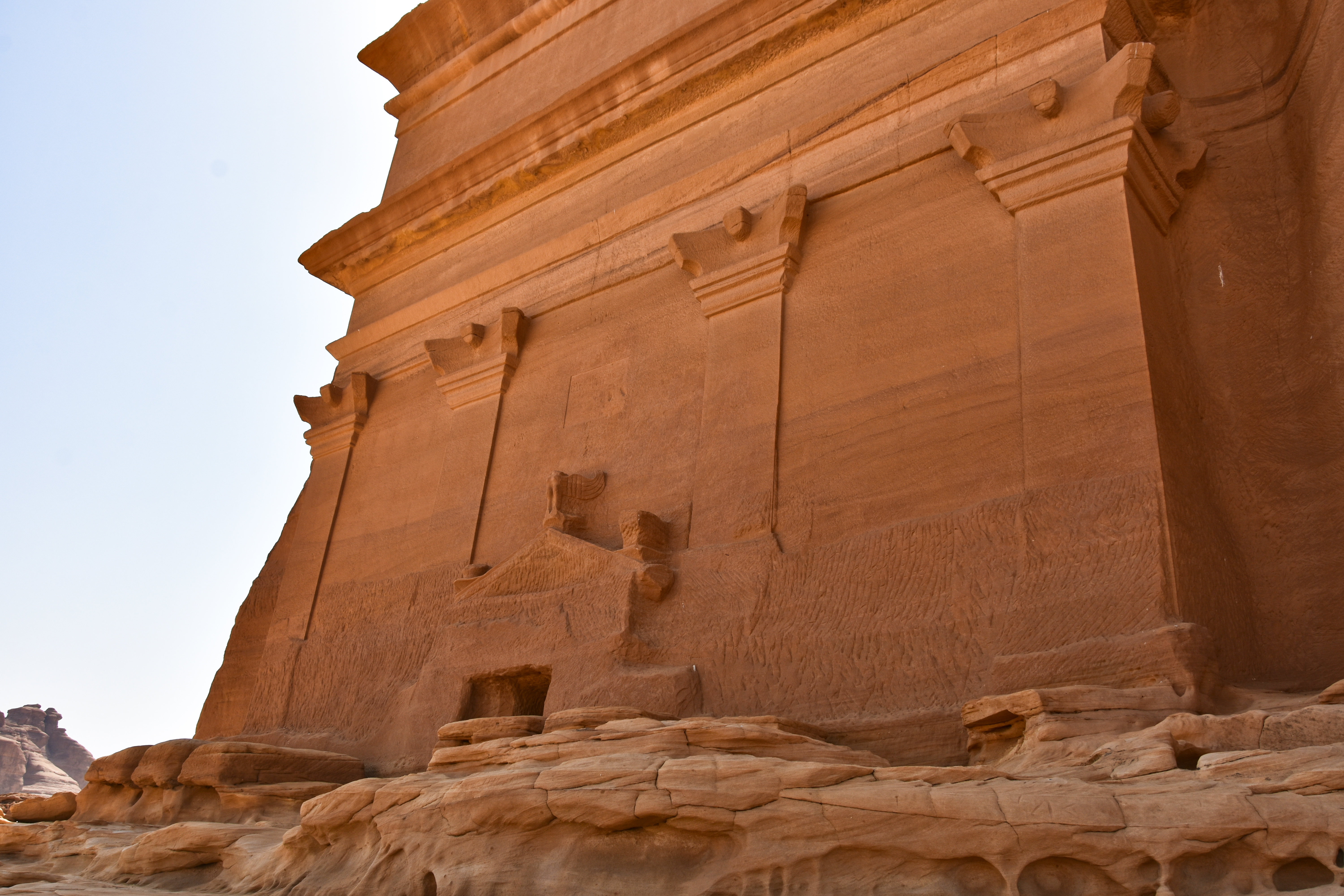
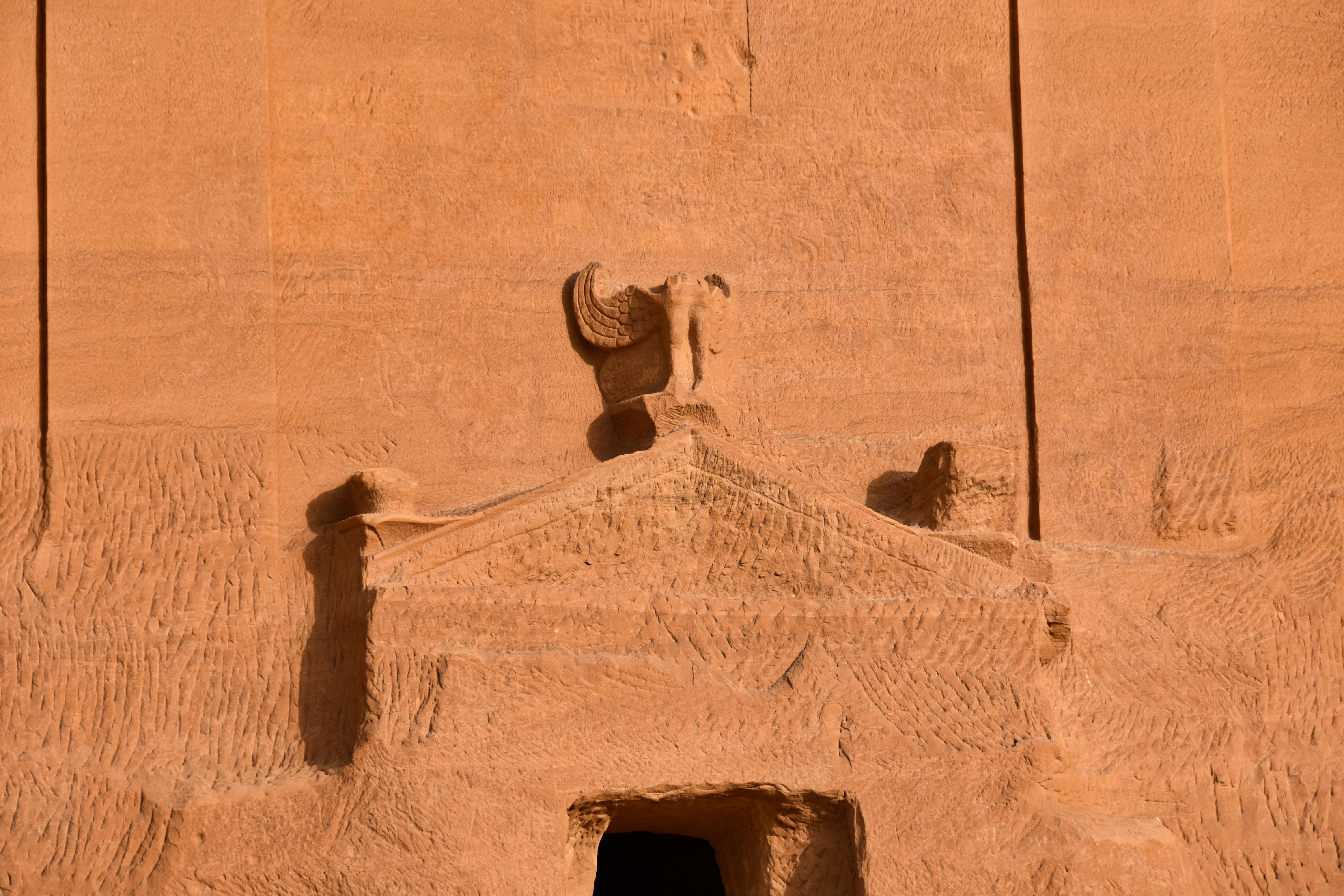
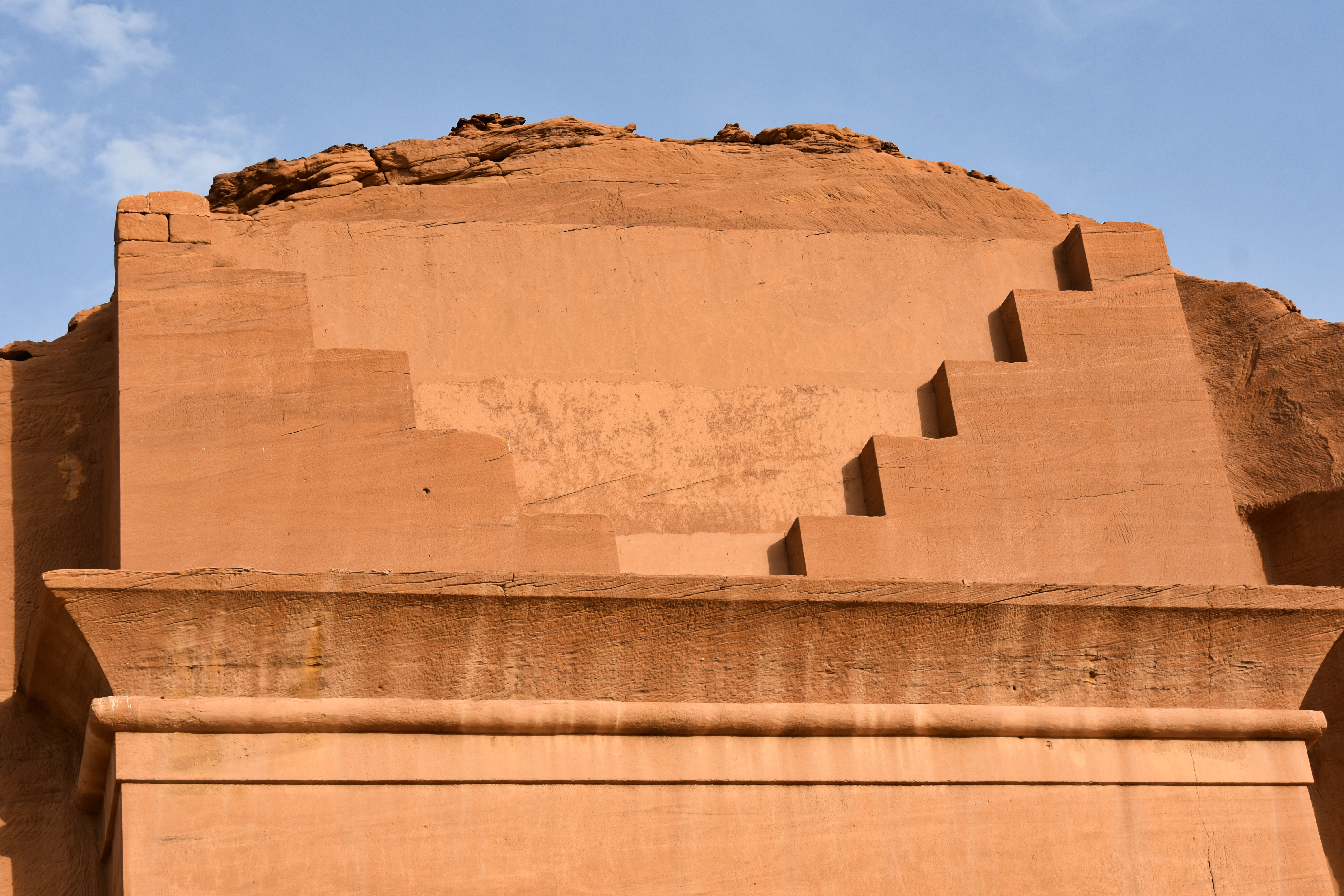

### Arquitectura residencial
Los edificios residenciales nabateos de los que se conservan restos son palacios, grandes casas urbanas, casas rurales y casas pequeñas y sencillas, generalmente hechas con los materiales locales que se encuentran en la región. Se han realizado relativamente pocas investigaciones arqueológicas en las áreas residenciales de Petra. El trabajo en el área de az-Zantur, en Petra, indica que habría habido una evolución desde alojamientos no permanentes (de tipo tiendas) hacia edificaciones construidas, sucediendo una sedentarización solo gradualmente, ya que las tiendas de campaña coexistieron con majestuosas mansiones incluso en fases posteriores de evolución. Incluso la mansión nabatea en az-Zantur, bien investigada, construida en piedra y elaboradamente decorada, constaba de un ala representativa suntuosa, con estuco occidental y decoración al fresco, y un ala residencial sencilla.
También se usaron cuevas con fines residenciales. La zona residencial de Hegra se encuentra en medio de la llanura, lejos de los afloramientos. El material principal de construcción de las casas y del muro que las encerraba era el ladrillo de adobe secado al sol. Quedan pocos vestigios de la zona residencial.

### Espacios públicos
Los monumentos de Petra son una muestra bien conocida de este tipo de uso de la arquitectura nabatea, con ejemplos que incluyen todo tipo de edificios públicos además de edificios privados. Los elementos arquitectónicos del área urbana de Petra se construyeron según un diseño urbanístico general de la ciudad, ya que las calles principales estaban influenciadas por los planes urbanos romanos. Esos lugares dividieron la ciudad en dos mitades, ambas alineadas con el valle;  los ingenieros nabateos también construyeron varios canales de alcantarillado bajo el suelo de las calles.
Un poco más lejos del Tesoro, al pie de la montaña llamada en-Nejr, hay un enorme teatro, dispuesto de manera que se puedan ver el mayor número de tumbas. En el punto donde el valle se abre hacia la llanura, el sitio de la ciudad se revela con un efecto sorprendente. El teatro fue excavado en la ladera y en varias de las tumbas durante su construcción. Los huecos rectangulares en los asientos todavía son visibles. Casi cercándolo por tres lados hay muros montañosos de color rosa, divididos en grupos por profundas fisuras y revestidos de protuberancias excavadas en la roca en forma de torres.  Se decía que el teatro tenía capacidad para unas 8500 personas. Las actuaciones a las que el público podía asistir serían lecturas de poesía y dramas. También se decía que las peleas de gladiadores se llevaban a cabo en él y que atraían a la mayoría de la audiencia, aunque ningún gladiador pudo adquirir fama debido a la gran tasa de mortalidad. El teatro fue una de las muchas edificaciones en Petra que sufrieron daños significativos debido al terremoto de Galilea del año 363.

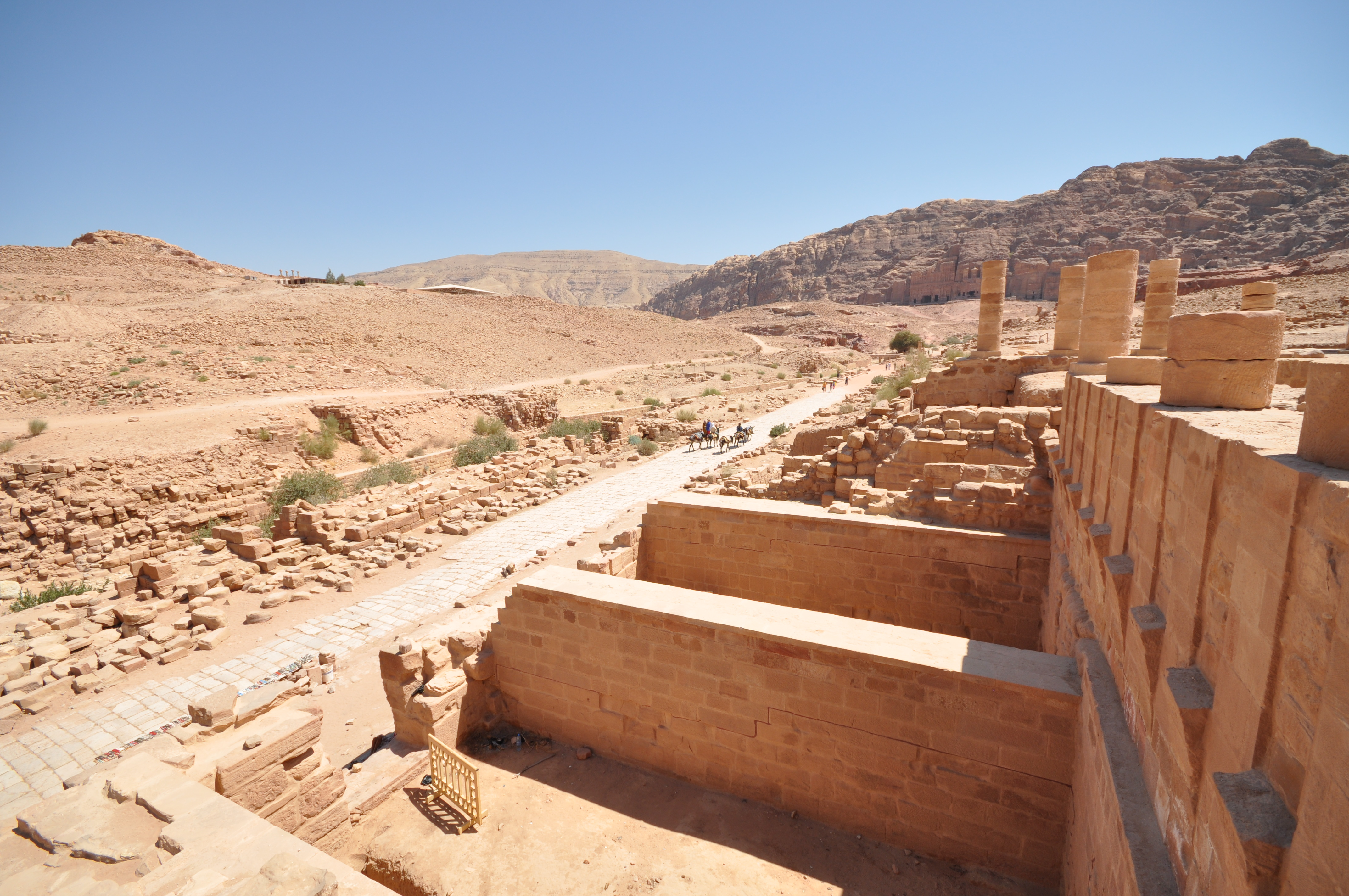
Complejo de piscinas y jardines de Petra

El complejo de piscinas y jardines de Petra son una serie de edificaciones en del centro de la ciudad. Originalmente se dijo que era un área de mercado, aunque las excavaciones en el sitio han permitido a los estudiosos identificarlo como un elaborado jardín nabateo, que incluía una gran piscina, una isla-pabellón y un intrincado sistema hidráulico.
Delante del complejo de piscinas y jardines  se encuentra la calle Columnata, que es uno de los pocos elementos de Petra que se construyó en lugar de ser tallado en la roca natural. La calle solía disponía de un ninfeo semicircular, que ahora está en ruinas debido a las inundaciones repentinas, y solía albergar el único árbol de Petra. Pretendía ser un símbolo de la atmósfera pacífica que los nabateos pudieron construir en Petra. Una vez que los romanos tomaron el control de la ciudad, la calle con columnas se estrechó para dejar espacio para una acera y se agregaron 72 columnas a cada lado.

### Arquitectura funeraria

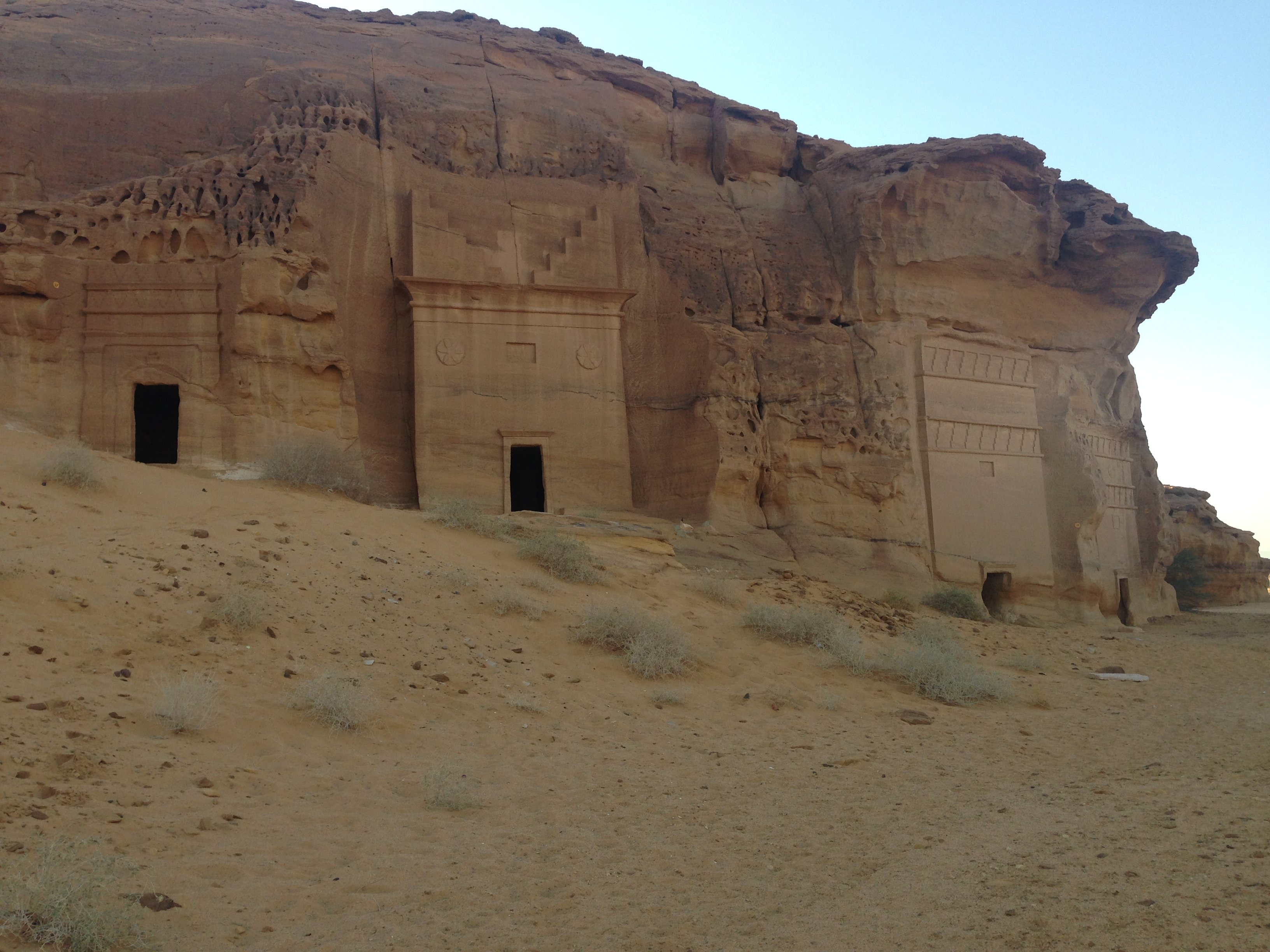
Tumbas nabateas en el Jebel Itlib, en Madain Saleh

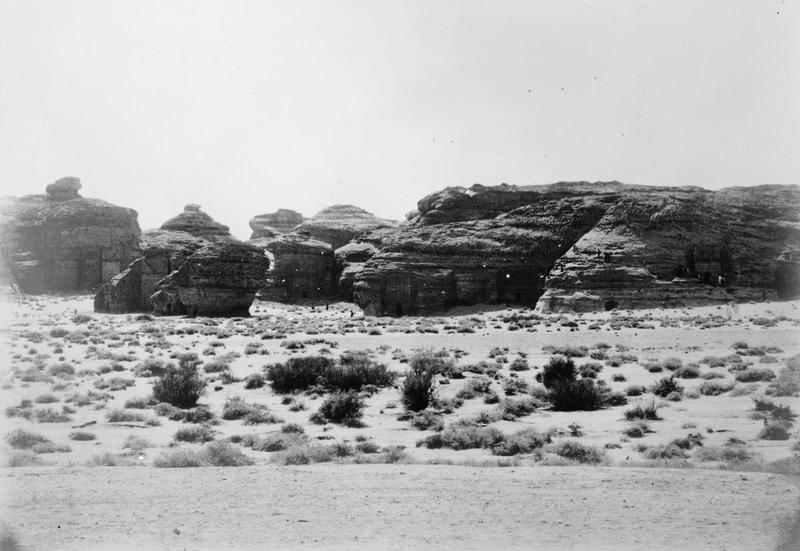
Vista general de las tumbas antes de 1914

Los monumentos funerarios estaban representados por tumbas reales talladas y tumbas construidas con piedra labrada. Los nabateos prestaban gran atención a sus tumbas, y eso se reflejaba en su arquitectura, en la que se desarrollaron muchos métodos arquitectónicos y artísticos de respeto a los muertos, lo que sugiere el interés de los nabateos por el más allá. Entre los monumentos nabateos más famosos se encuentran las tumbas reales talladas. Varios estudios arqueológicos que se han realizado de ellos han concluido que el ingeniero nabateo combinó influencias externas de civilizaciones árabes y no árabes vecinas con el estilo arquitectónico nabateo. Muchas de esas tumbas se pueden ver en diferentes lugares de Petra y sus alrededores, especialmente en el camino antes de llegar al Siq. Entre los monumentos funerarios famosos de Petra se encuentran: la tumba del Obelisco, la tumba de la Urna o la tumba de la Ventana.
Las tumbas nabateas son principalmente «tumbas excavadas en la roca». Se crean tallando directamente el paisaje, tradicionalmente roca (ver: Tumbas excavadas en la roca en Israe). Las tumbas excavadas en la roca son las que se encuentran con mayor frecuencia dentro de los sitios arqueológicos nabateos excavados. Se han encontrado casi 900 tumbas excavadas en Petra y Hegra. Las tumbas nabateas son una fusión de los estilos helenístico y romano, así como una creación gradual del estilo nabateo. Algunas presentan rasgos de clara influencia griega, como frontones, entablamentos de metopas y triglifos, y capiteles. Fueron construidos para honrar a dioses y líderes, así como también para albergar generaciones de una familia en particular. Las tumbas se encuentran normalmente dentro de la ciudad. Estas tumbas son de estilo simple pero elaboradas en función, a menudo con escalones, plataformas, agujeros de libación, cisternas, canales de agua y, a veces, salas de banquetes. Muchas cuentan con numerosos íconos religiosos, inscripciones y santuarios que se encuentran en asociación con manantiales, estanques de captación y canales.
Las tumbas almenadas también fueron populares en la arquitectura nabatea. Hay variaciones del almenado, cambiando el número de niveles. Las tumbas almenadas se crearon para representar fortificaciones, creando un símbolo de ciudades, fuerza, poder militar. Más tarde, bajo los persas aqueménidas, se eliminó el contexto de fortificación, dando un mayor alcance a un signo de realeza y autoridad.
Varias tumbas cuentan con obeliscos en su exterior. Los obeliscos son monumentos estrecho y ahusados, a menudo utilizado para representar a los Nephesh, líderes específicos y dioses de sociedades monolíticas. A menudo se encuentran en la arquitectura egipcia y del Cercano Oriente.
Las tumbas con fachadas detalladas también fueron bastante populares entre la comunidad nabatea. Hay un total de ocho tipos de fachadas diferentes que ofrecen la oportunidad de comprender las diferentes tipologías estilísticas adoptadas por los nabateos: 
- de enrejado simple, donde hay 7 pequeños adornos escalonados sobre la puerta de entrada coronada por una ménsula;
- de enrejado doble, en el que esta decoración se duplica en dos órdenes diferentes;
- con escalones, la fachada es sencilla pero en la parte superior hay 5 escalones opuestos que tienden a ensancharse, rematados por una ménsula;
- proto-Hegro en este caso se mantienen los escalones pero la decoración tiene dos capiteles de estilo nabateo a los lados con una ménsula;
- Hegro, el estilo es más complejo y la diferencia es una serie de ménsulas;
- ad arco, arqueada, la entrada a la puerta está rematada por un doble arco con un círculo central;
- clásico simple, este estilo recuerda al de los edificios griegos con un tímpano en la parte superior y columnas nabateas que sobresalen a los lados;
- clásico complejo, la construcción es mucho más compleja y remite claramente al estilo griego. El ejemplo más evidente es el Monasterio (el-Deir), con una torre circular central y una urna decorada.

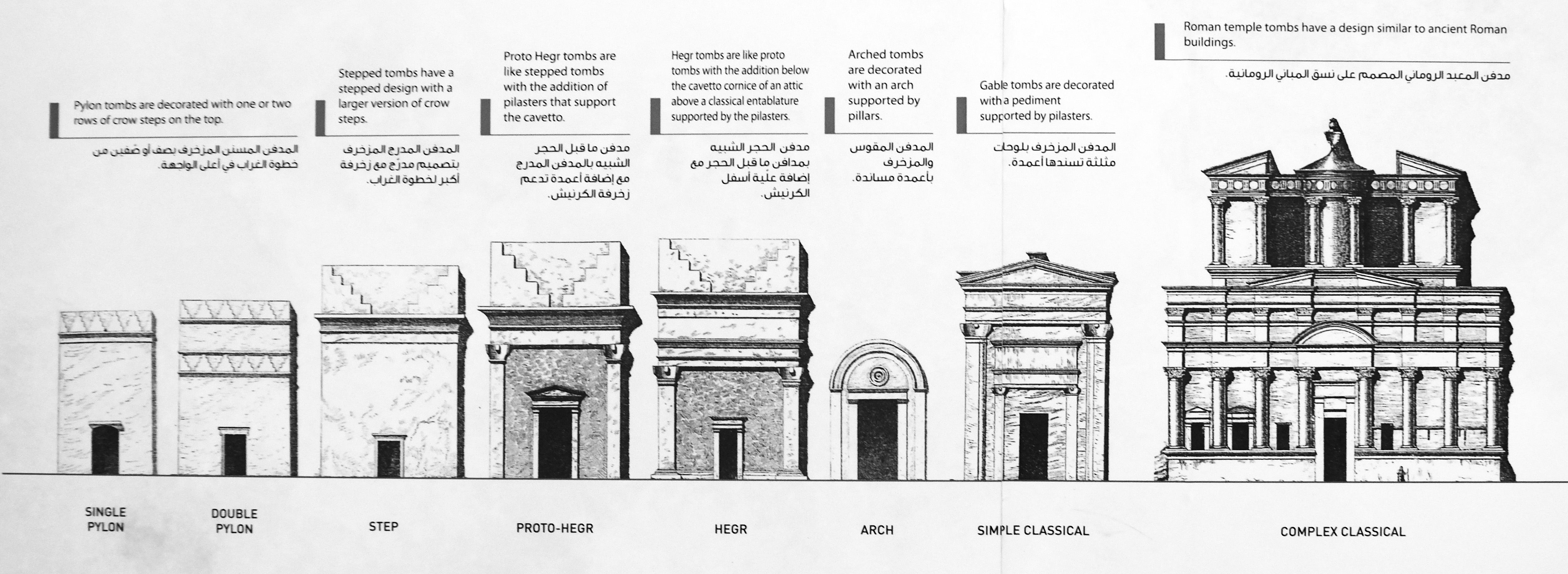
Classificazione architettonica nabatea

En Petra, hay una serie de tumbas llamadas «Tumbas Reales», que se dividen en cuatro secciones: la tumba de la Urna, la tumba de Seda, la tumba de Corinto y la tumba de Palacio. La tumba de la Urna está construida en lo alto de la ladera de la montaña y requiere subir varios tramos de escaleras. Se ha sugerido que sería la tumba del rey nabateo Malco II, que murió en el año 70 a. C.. Al lado está la tumba de Seda, llamada así por el rico color de la piedra arenisca. La tumba de Corinto es la siguiente, con columnas corintias griegas. Finalmente, la tumba de Palacio con tres pisos bien diferenciados en su fachada.

Tumbas nabateas en Petra
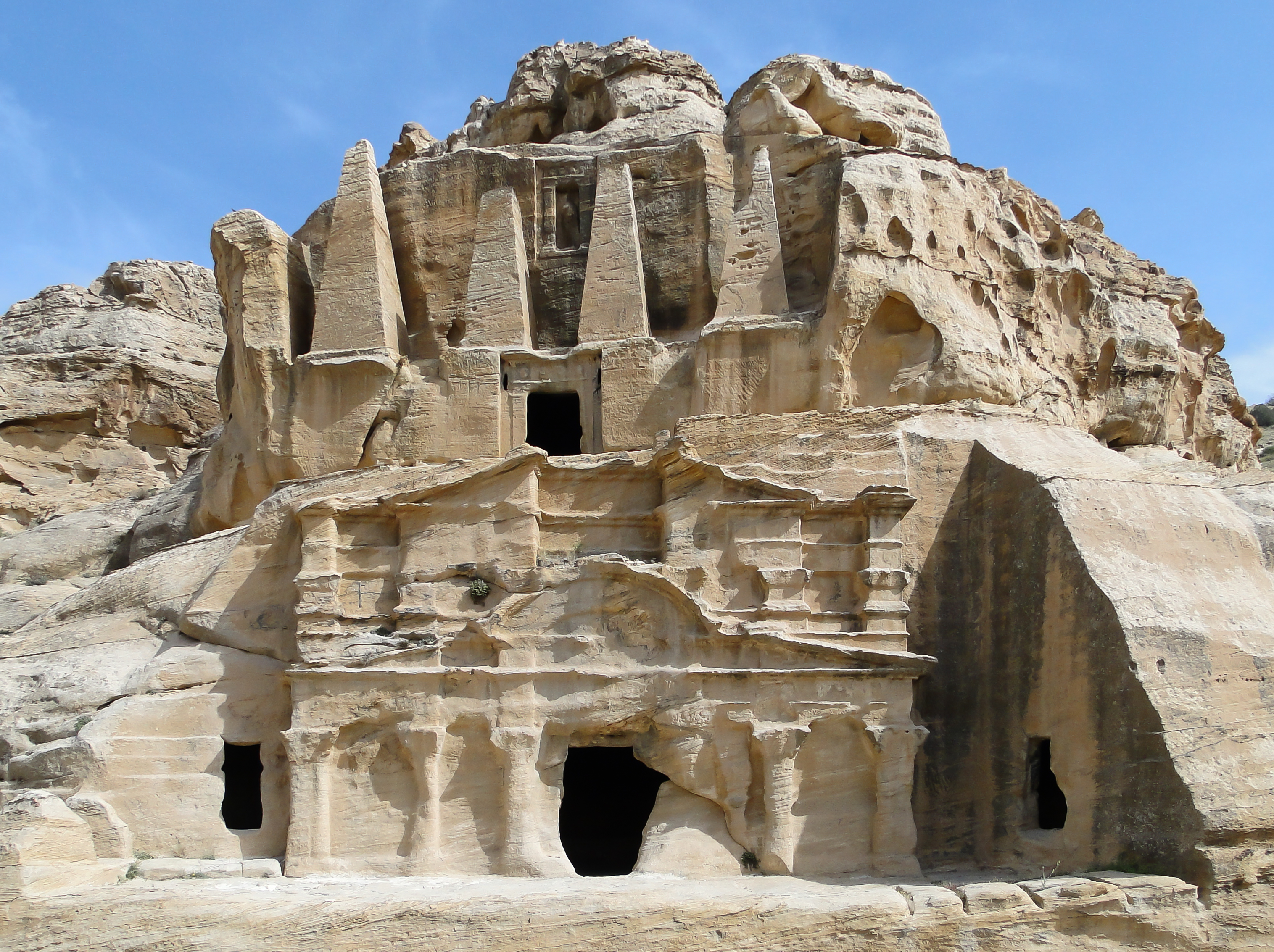
La tumba de los Obeliscos (arriba) sobre el Triclinium corintio
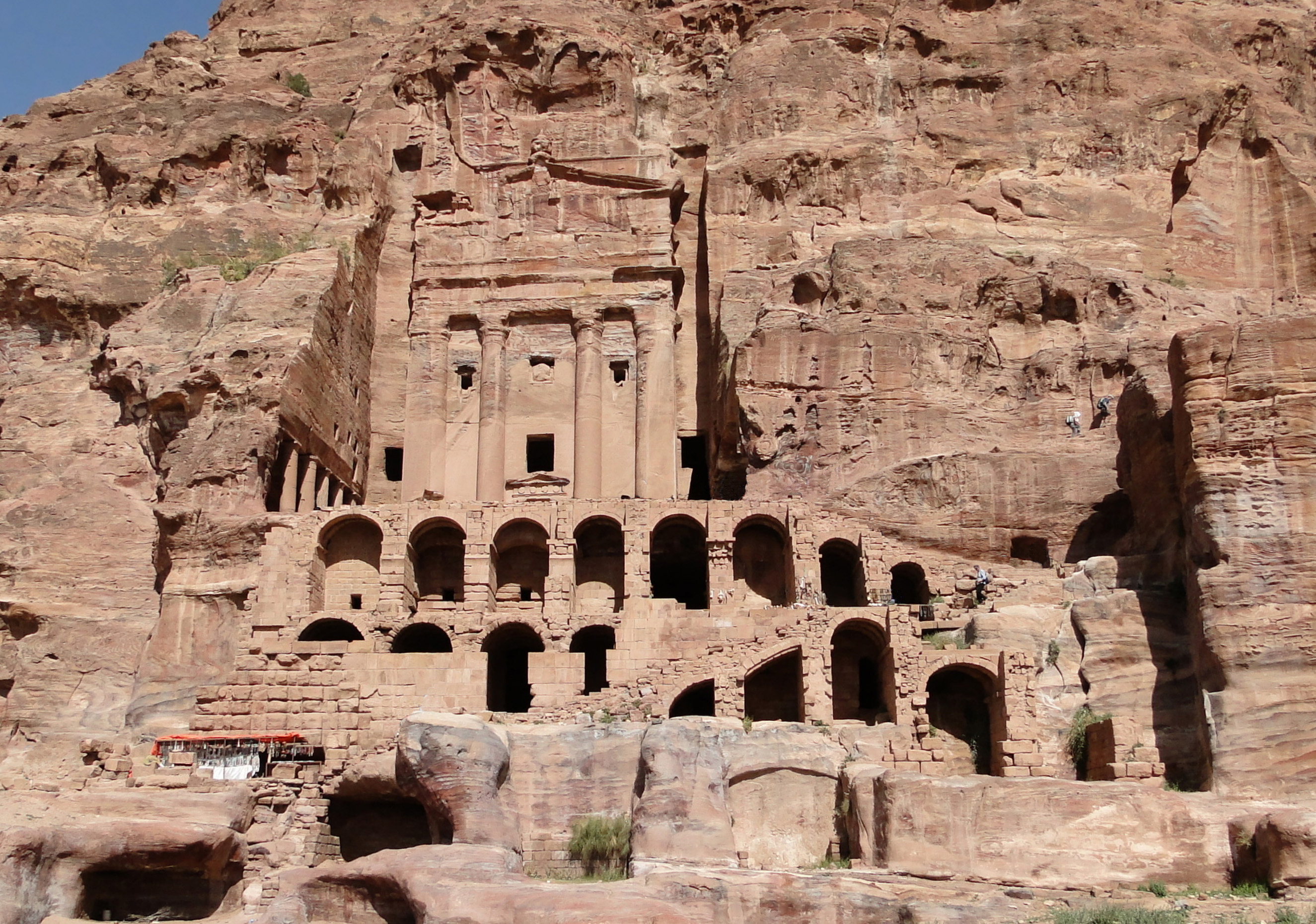
La tumba de las Urnas
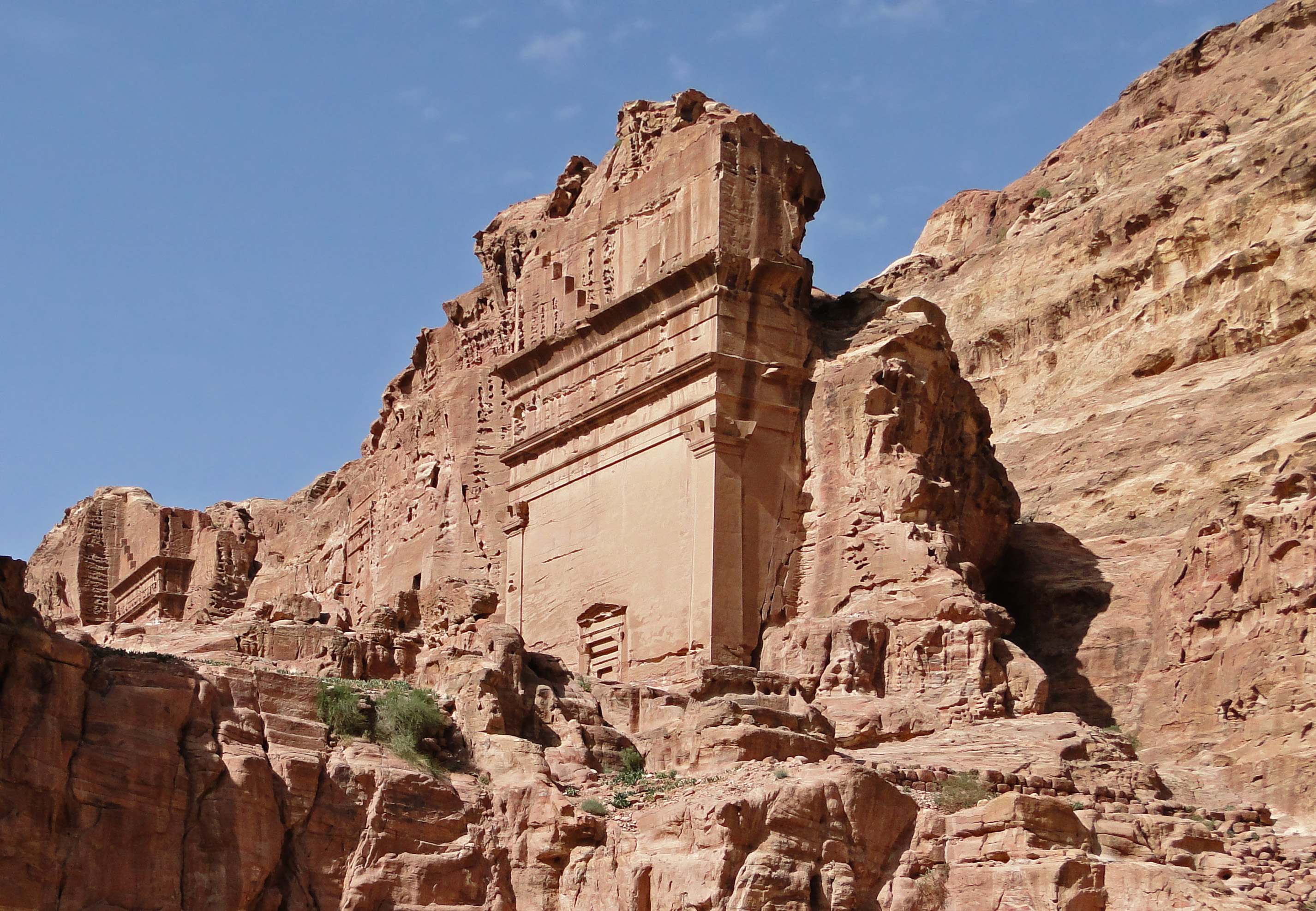
Tumba de Uneishu
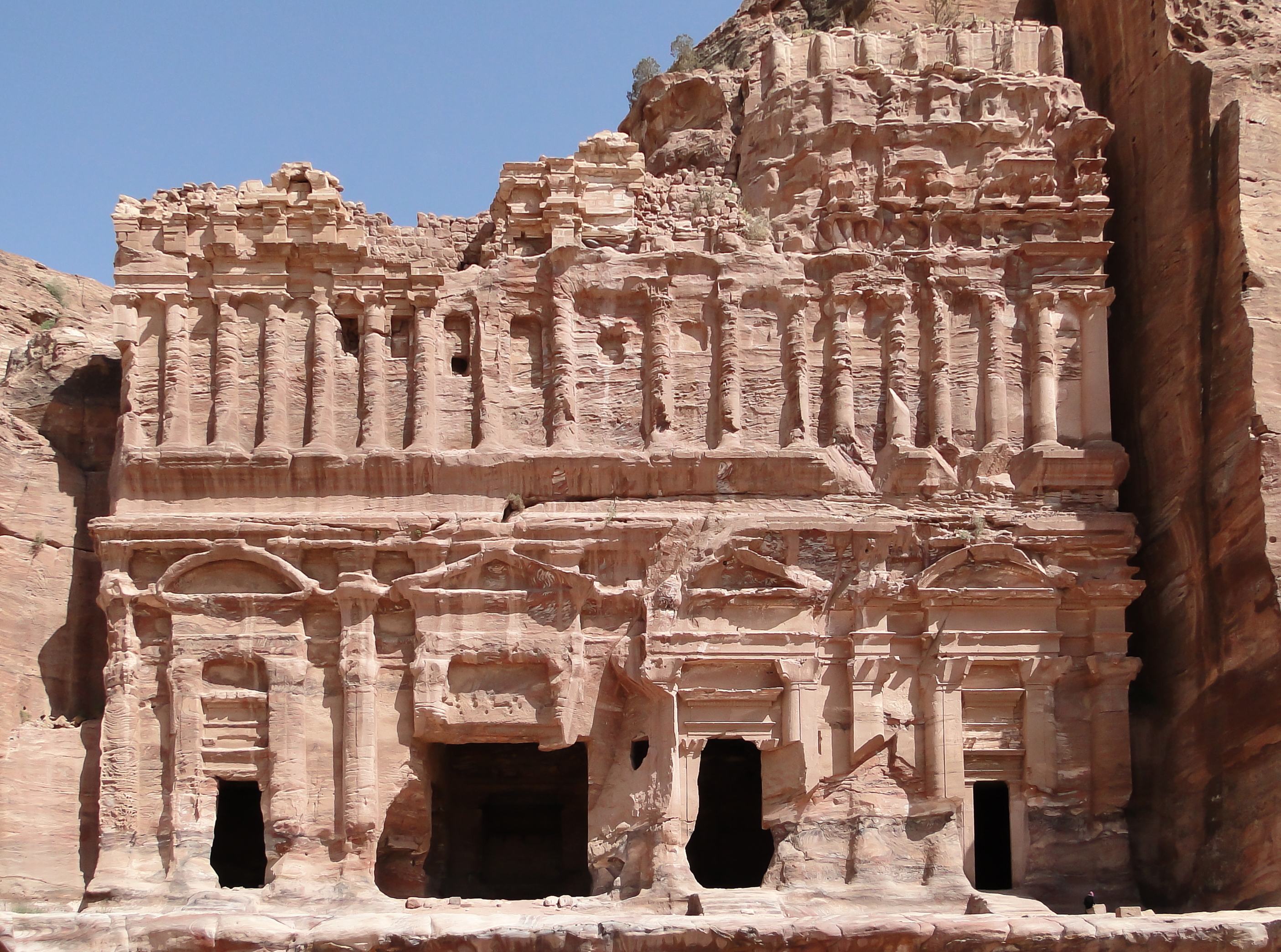
Tumba de Palacio
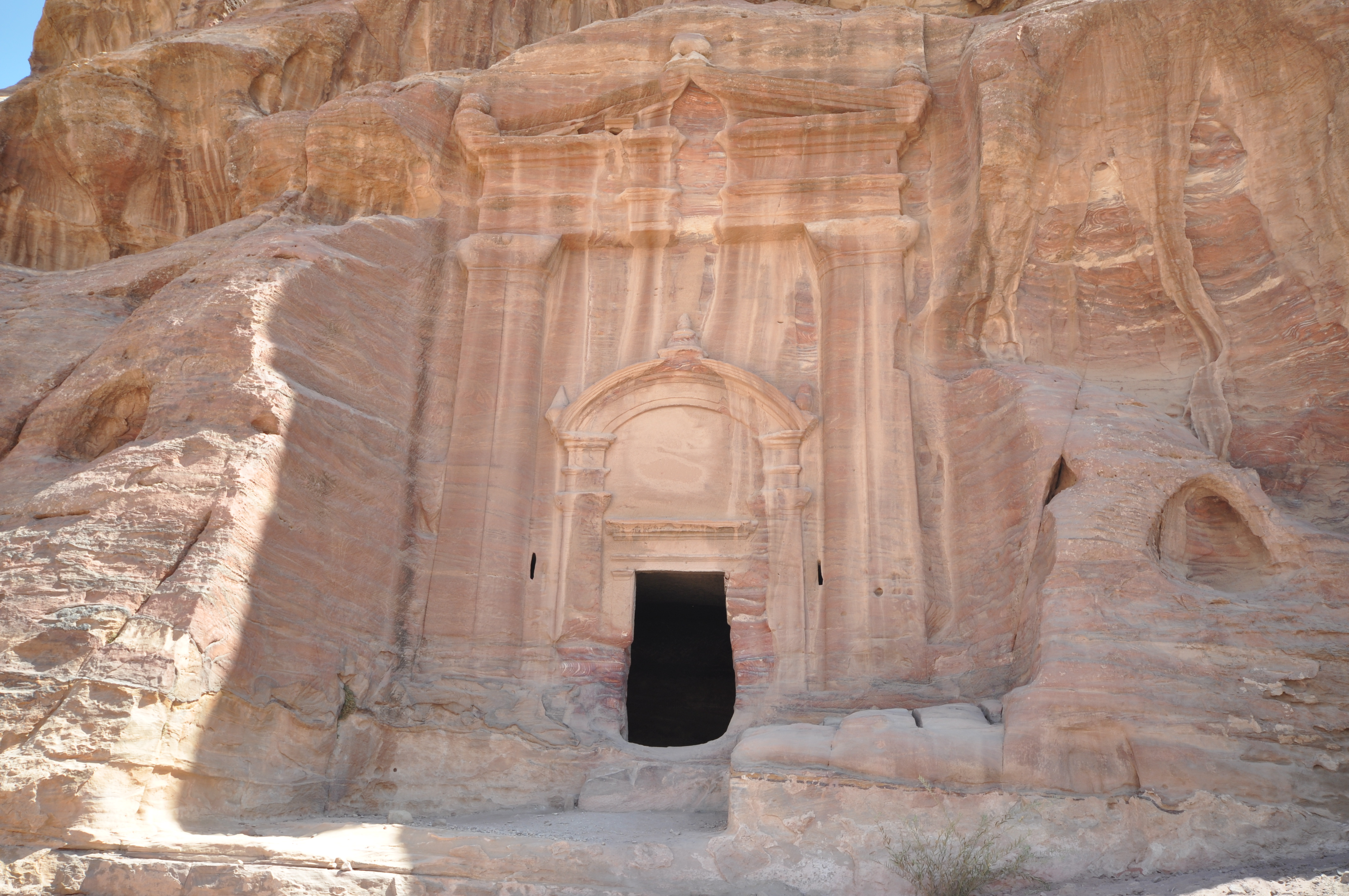
Tumba renacentista

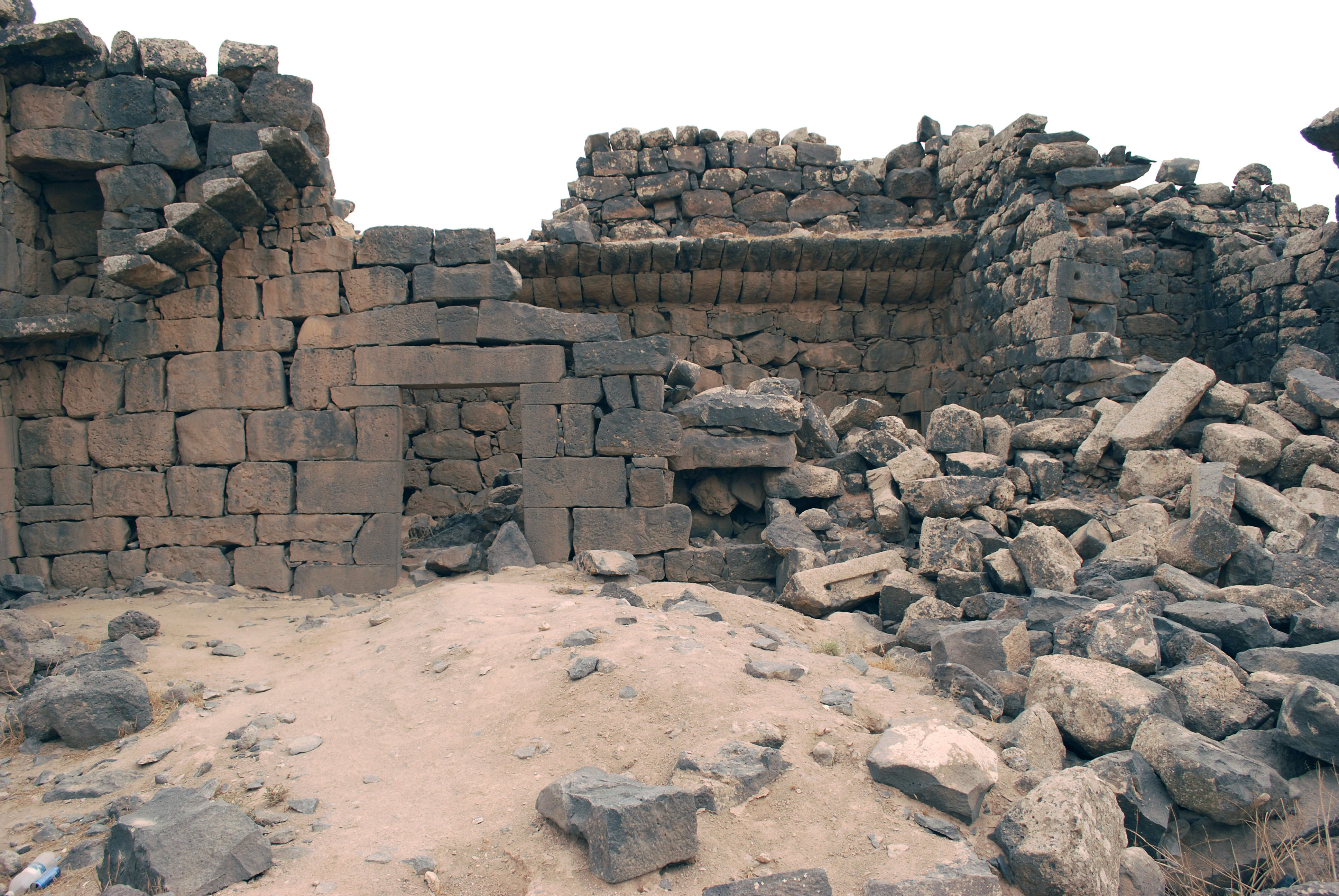
Rovine del tempio nabateo a Umm al Jamal
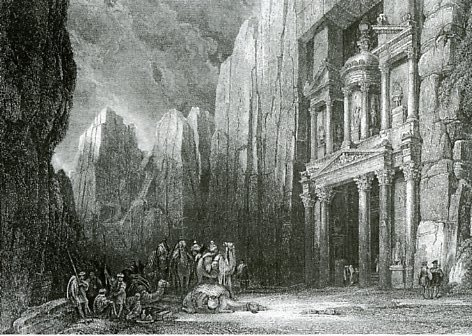
Rovine di Selah (Petra) incisione datata 1836
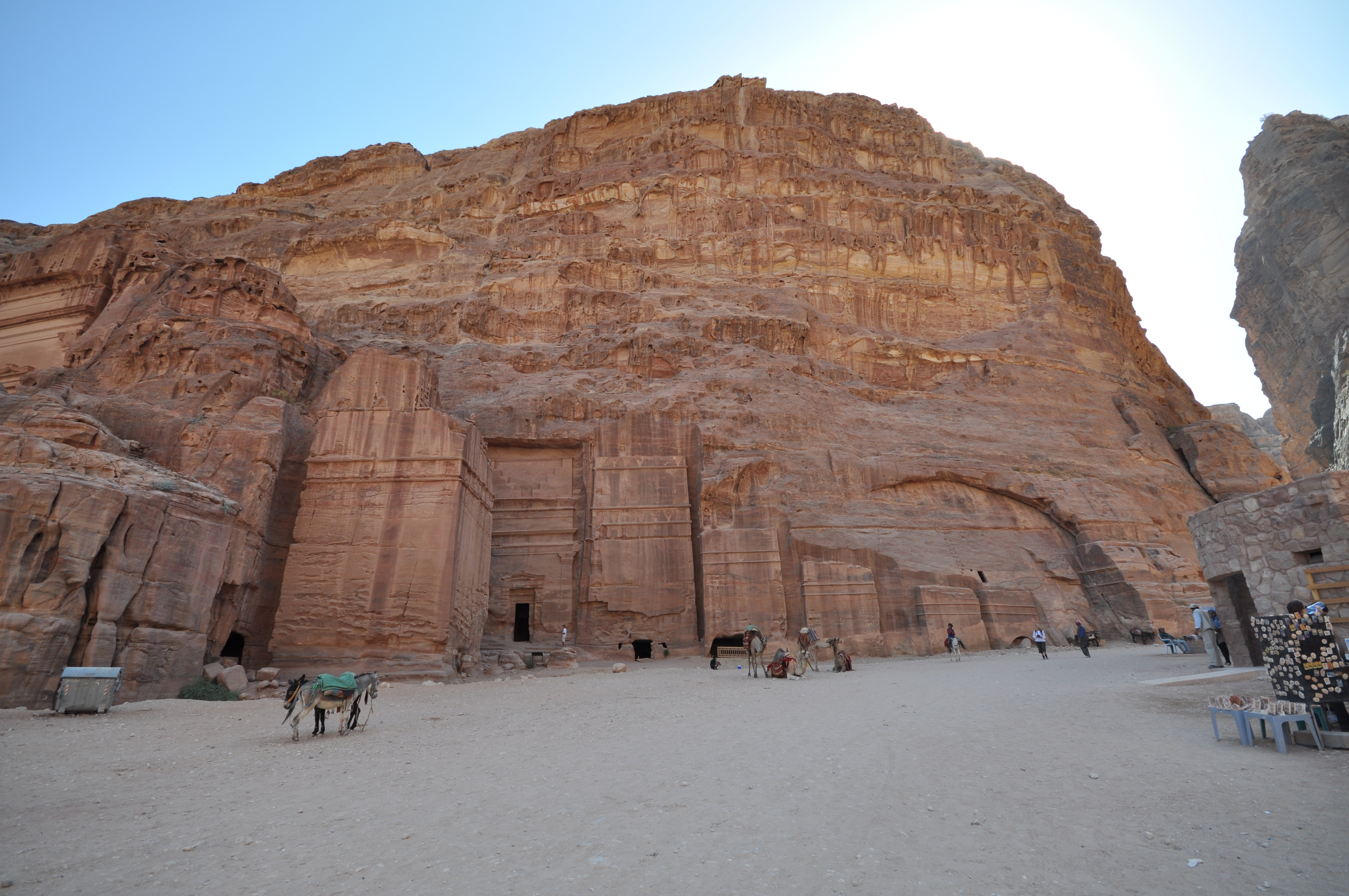
"Calle" nabatea
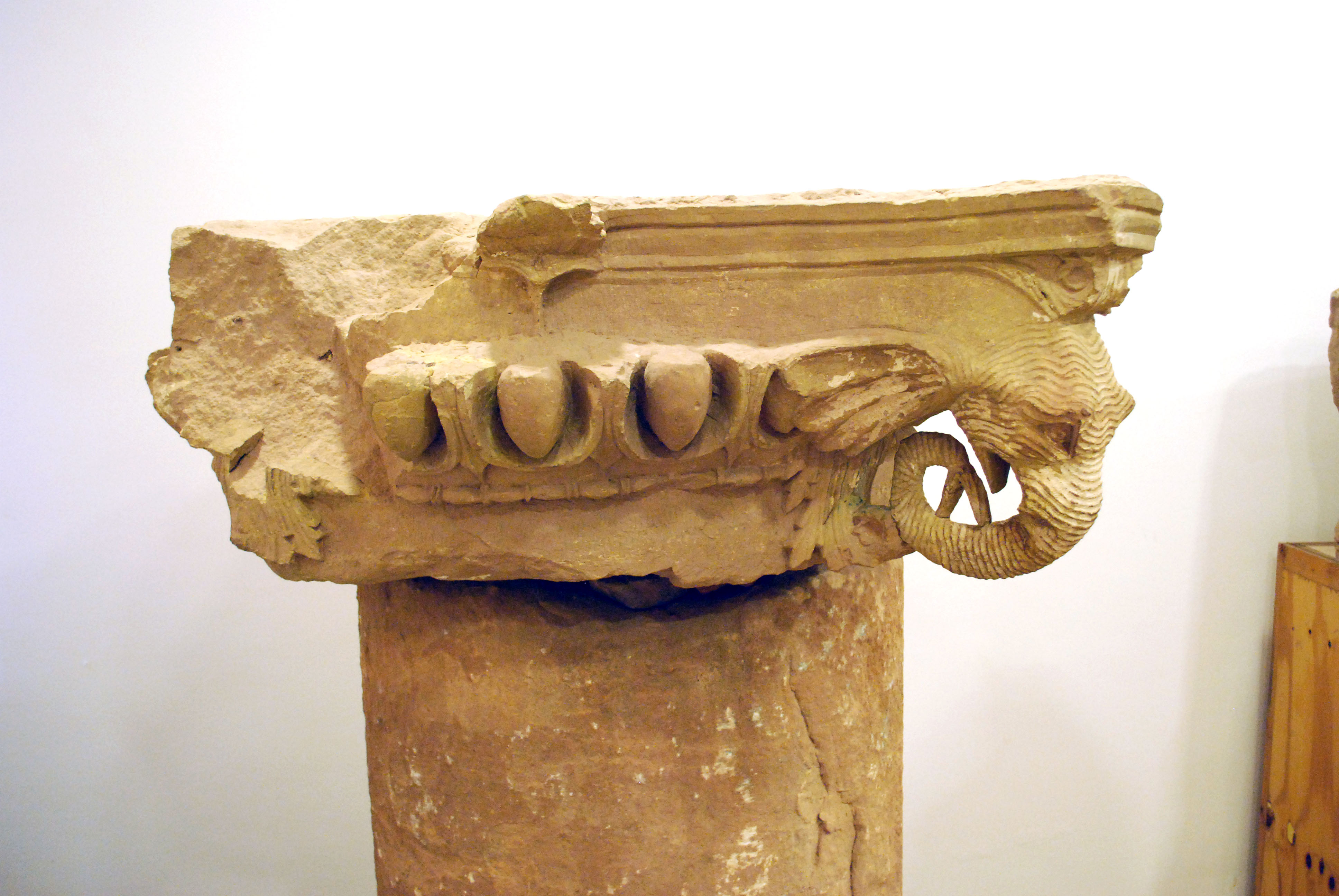
Un capitel de elefante en arenisca esculpido ca. siglo I-II d. C. en el Museo Arqueólogico de Petra
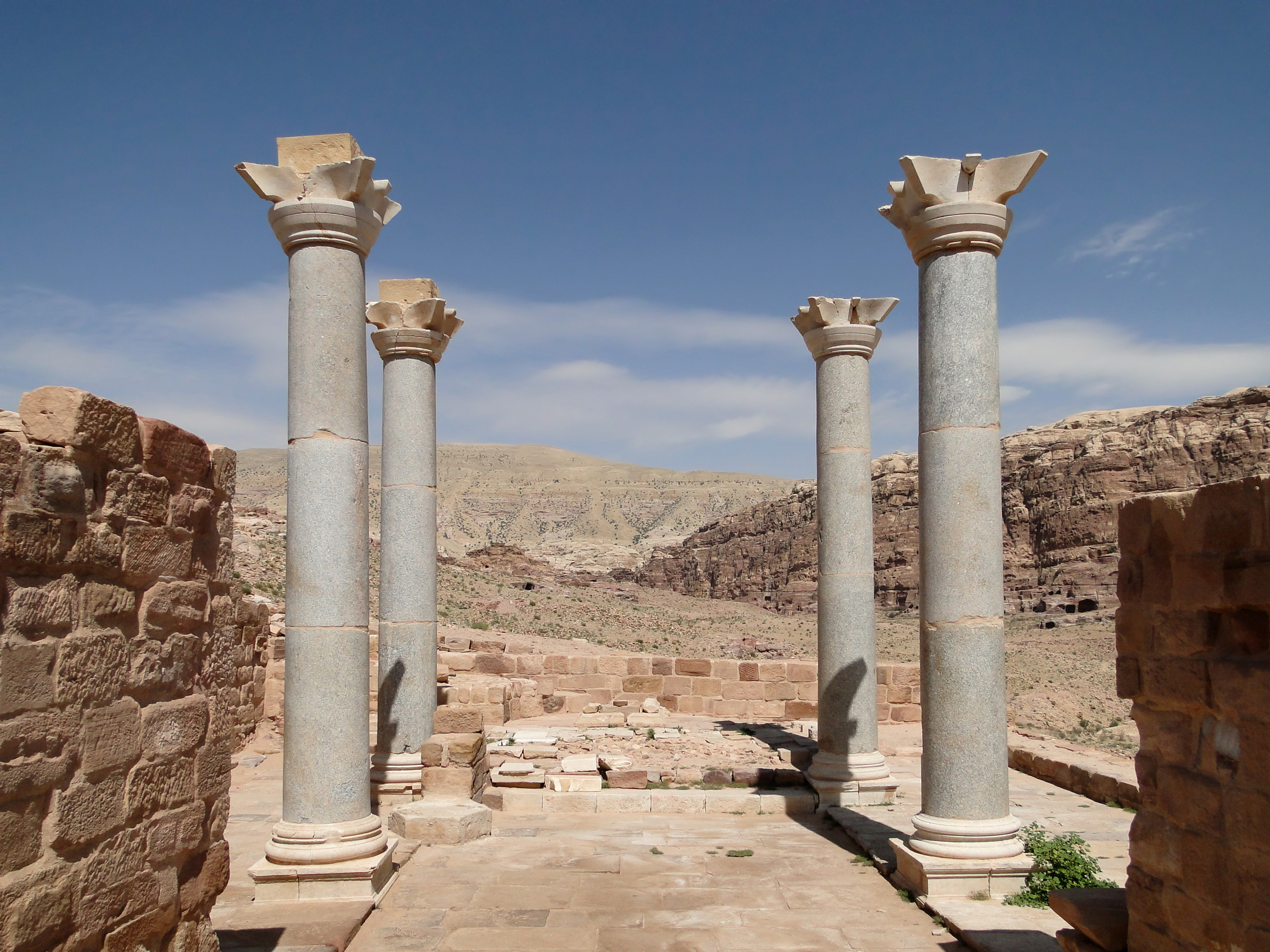
Capilla azul en Petra, datada en los siglos V-VI
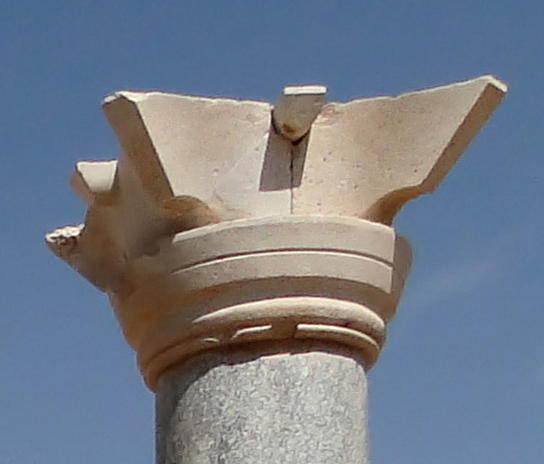
Detalle de la capilla azul

## Elementos decorativos

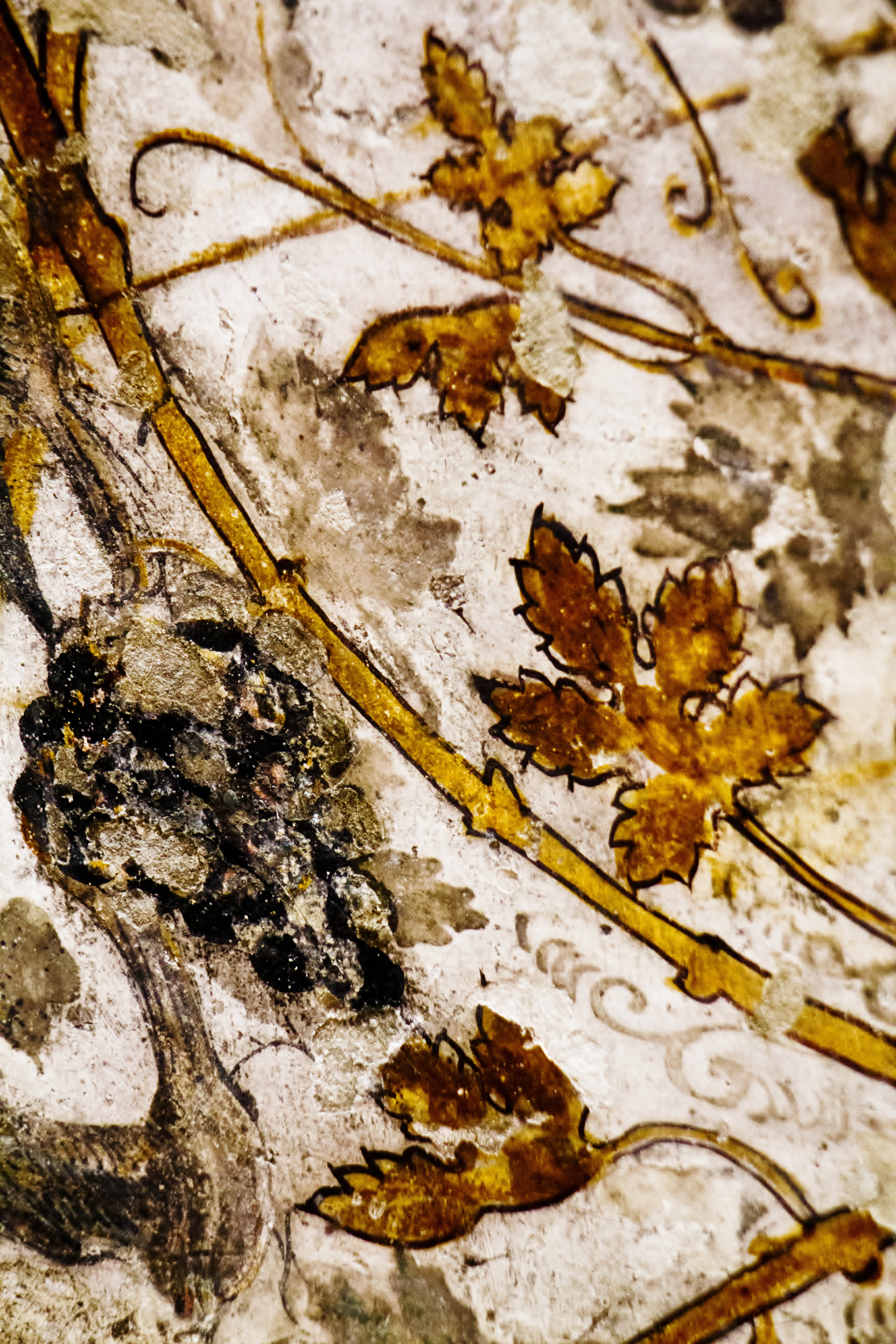
Detalle de uno de los frescos del Biclinium, que muestra una parra

Han sobrevivido pocos ejemplos de pintura nabatea. La mayoría son fragmentos de pinturas interiores puramente decorativas, suficientes para demostrar que seguían el estilo helenístico contemporáneo, del que quedan pocas pinturas.
En 2010, se reveló que un biclinio, ahora conocido coloquialmente como la Casa Pintada, en Pequeña Petra (Jordania), tenía extensos frescos en el techo, que habían estado ocultos durante mucho tiempo bajo el hollín de las fogatas beduinas, y de otras inscripciones de los siglos posteriores. Tras un proyecto de restauración de tres años se recuperaron y son ahora visibles. Representan, con gran detalle y con una variedad de medios, incluidos esmaltes y pan de oro, imágenes como vides y putti asociados con el dios griego Dionisios, lo que sugiere que el espacio podría haber sido utilizado para el consumo de vino, tal vez con los comerciantes visitantes. Además de ser el único ejemplo conocido de pintura figurativa interior nabatea in situ, es uno de los pocos ejemplos existentes de pintura helenística, considerado superior a las imitaciones romanas posteriores del estilo en Herculano.
Las pinturas murales del Biclinio Pintado se pueden agrupar en dos grandes escenas. La cámara mayor tiene el muro meridional decorado con estuco, creando falsos elementos arquitectónicos que recuerdan a algunas pinturas murales pompeyanas. La habitación interior tiene una decoración pintada en un estilo completamente diferente al de la habitación exterior mayor. En lugar de adornos arquitectónicos, las paredes y el techo abovedado de esta sala muestran un programa complejo de enredaderas, flores, figuras, diversas variedades de aves locales e insectos entrelazados. Varios erotes —pequeños dioses alados asociados con el amor y ocasionalmente con el cultivo del vino— se ven participando en el manejo de la viticultura, usando escalas y podaderas, cargando canastas de uvas recolectadas y defendiendo las vides de las aves carroñeras. Los erotes están armados con arcos, flechas y lanzas. Además de las vides de uva domesticadas y cosechadas, vides silvestres de frambuesa y flores de enredadera envuelven la escena para rendir homenaje a la flora local del interior del norte de Petra. Twaisi et al. (2010) identificaron una figura antropomórfica más en la escena además de los erotes, que interpretaron como una representación de la diosa egipcia romanizada. Sin embargo, la escena iconográfica general y los paralelismos arquitectónicos con otras partes del área de Petra dan peso a la atribución del espacio como un centro de culto dionisíaco.
Además de la pintura figurativa y floral dentro de la sala interior del Biclinio Pintado, la sala parece haber sido embellecida aún más con un intrincado programa de decoración estucada. Se conservan restos de un entablamento en las paredes este y oeste de la sala, y el centro de la bóveda alguna vez tuvo un medallón de estuco.

Frescos árabes nabateos
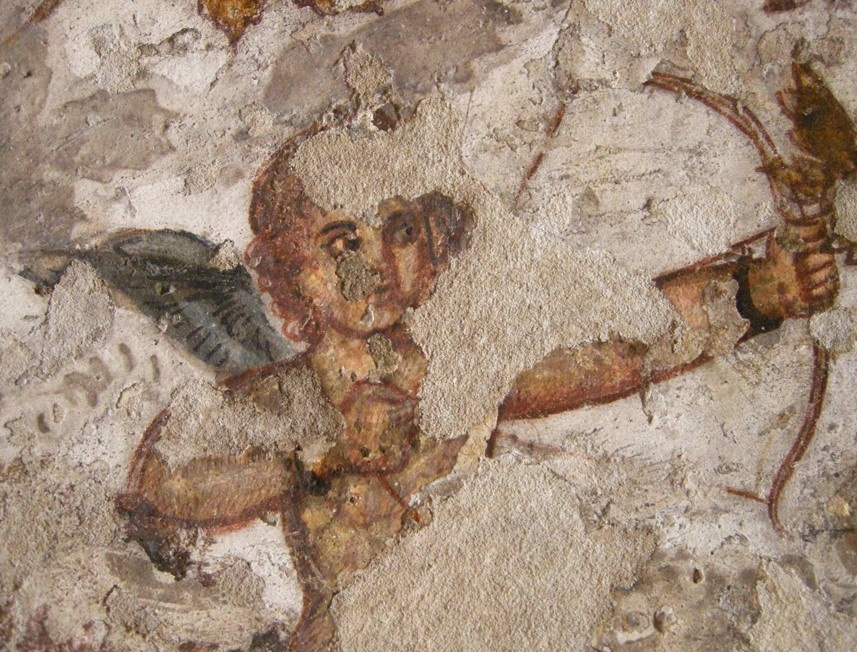
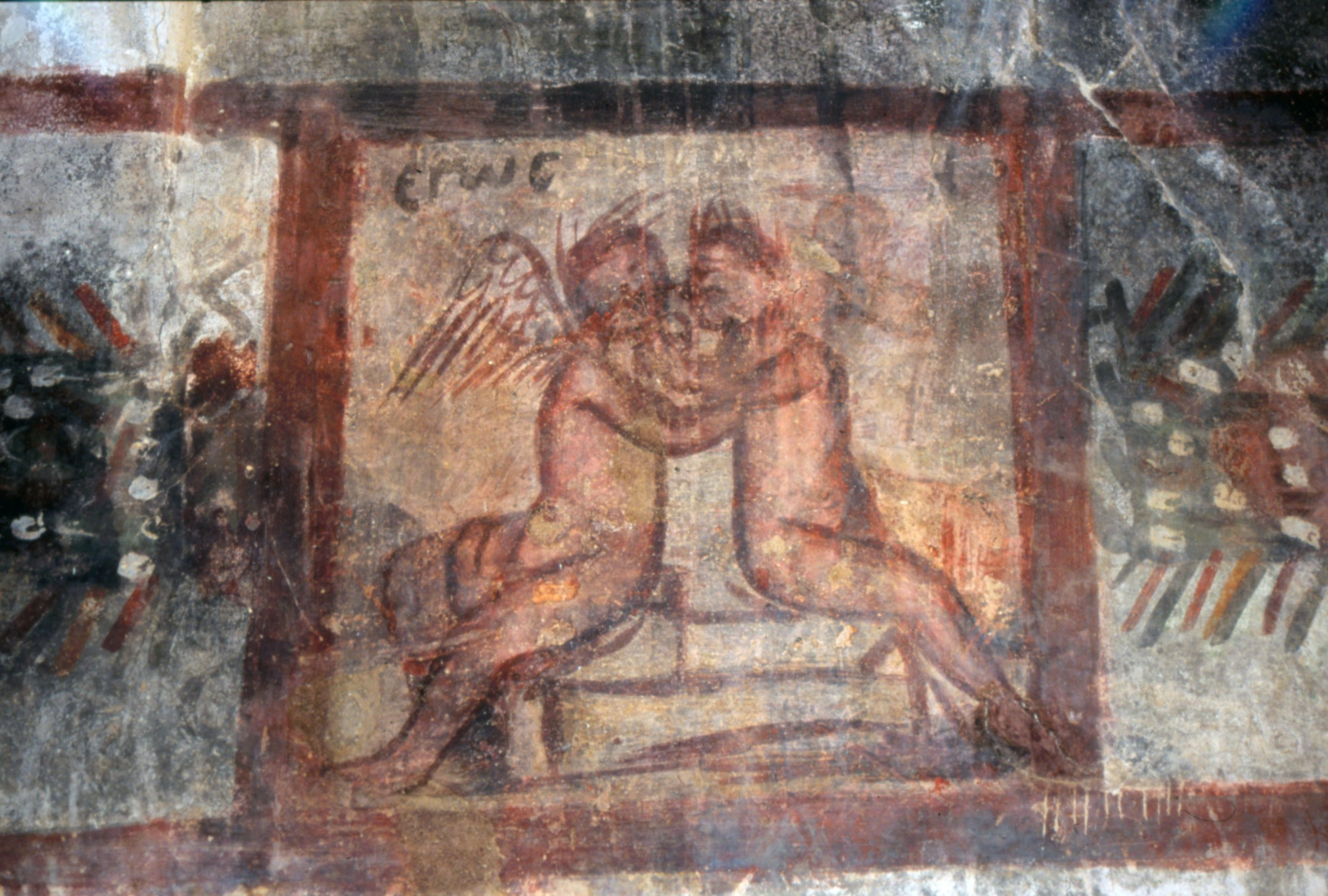
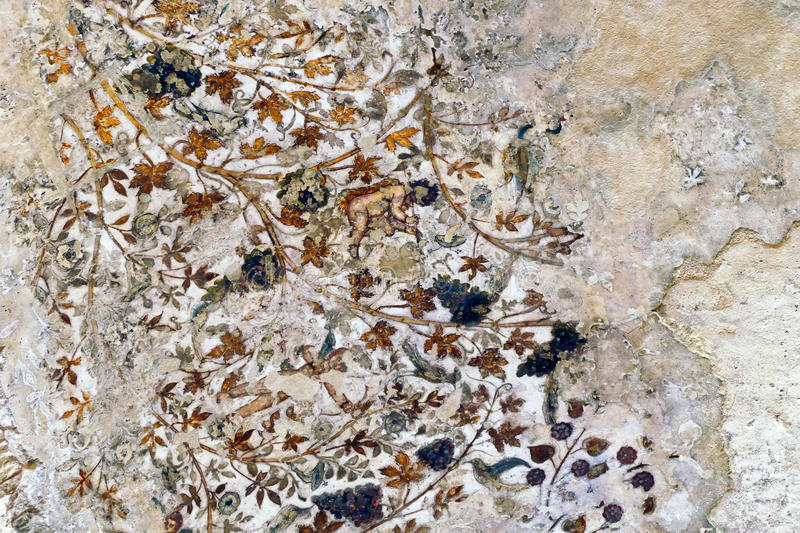

### Significado
La importancia de estas pinturas radica en sus elementos figurativos, un tema que a menudo está ausente en la pintura nabatea preservada y otros medios. Si bien se encontró un pequeño fragmento de un rostro humano durante las excavaciones del Gran Templo y la excavación del Templo de los Leones Alados sacó a la luz otros fragmentos selectos, los frescos en el Biclinio Pintado forman tanto la escena pintada más completa del registro arqueológico nabateo y el único que queda in situ. Las características de la composición figurativa, incluidos los ojos almendrados y las barbillas redondas, tienen paralelismos con otras piezas de pinturas y mosaicos helenísticos, mientras que los temas florales y faunísticos son claramente locales. Además, aunque el registro arqueológico que apunta al culto dionisíaco parece prolífico entre la élite nabatea, pocos contextos conservan algún registro de esta práctica fuera de la arquitectura y la cerámica. El Biclinio Pintado proporciona un elemento colorido para la de esa tradición religiosa en el rico paisaje semiárido cultivado alrededor de Petra.

## Infraestructuras asociadas con la gestión del agua

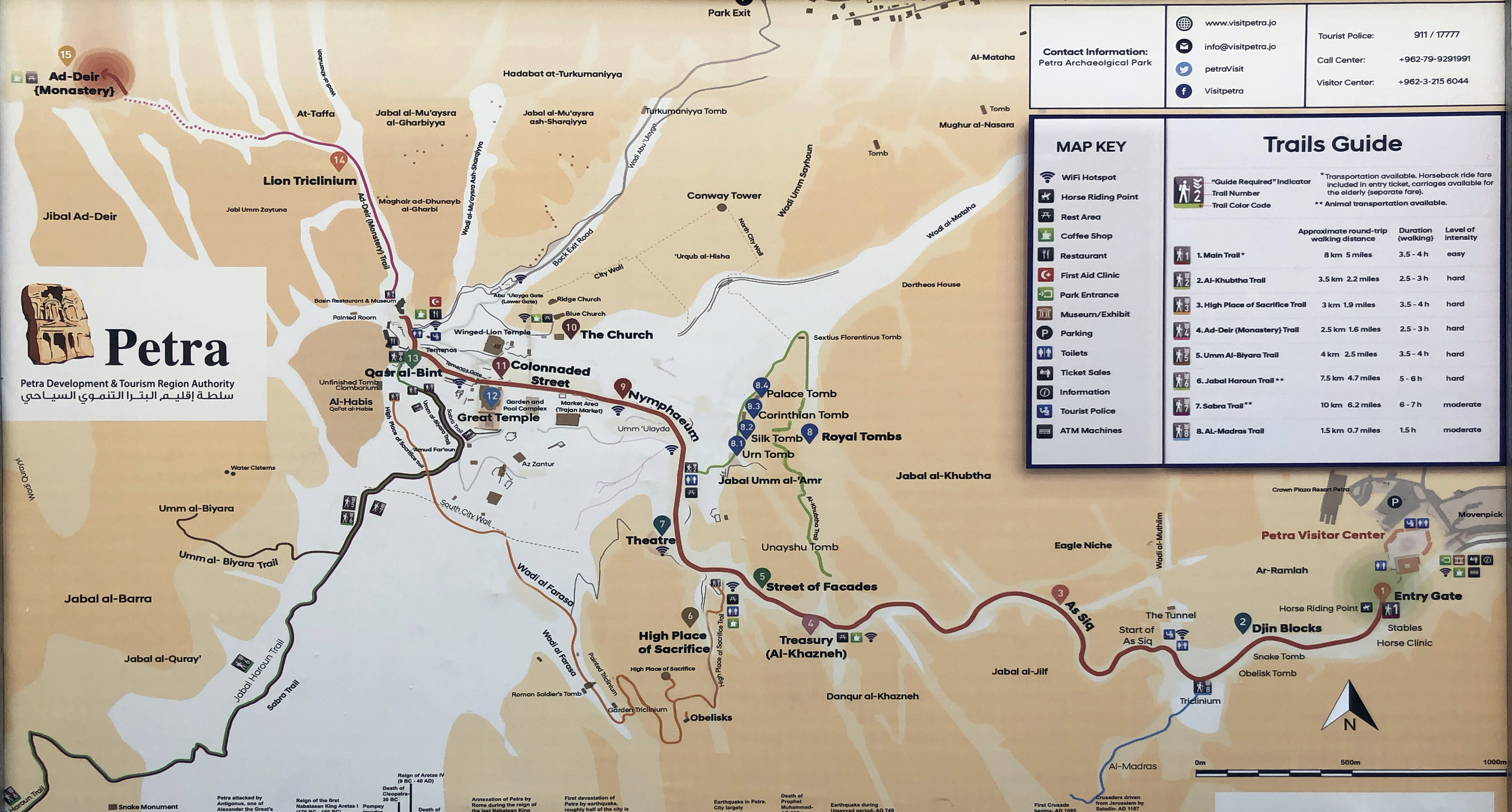
Mapa de Petra

El sistema de ingeniería de abastecimiento de agua fue el logro más importante de la civilización nabatea en su capital, que hizo posible la vida en la región seca del desierto jordano. Ese sistema incluía métodos de conservación de agua y represas que recogían el agua de lluvia durante el invierno. Los nabateos también utilizaron un sistema controlado de canales y tuberías de arcilla para distribuir el agua por toda la ciudad.
Las excavaciones han demostrado que fue la capacidad de los nabateos para controlar el suministro de agua lo que condujo al surgimiento de la ciudad del desierto, logrando crear un oasis artificial. El área sufre inundaciones repentinas, pero la evidencia arqueológica muestra que los nabateos controlaron esas inundaciones mediante el uso de presas, cisternas y conductos de agua. Esas innovaciones permitieron almacenar el agua durante los períodos prolongados de sequía y también que la ciudad prosperara gracias a su venta.

### Hidrología e hidráulica

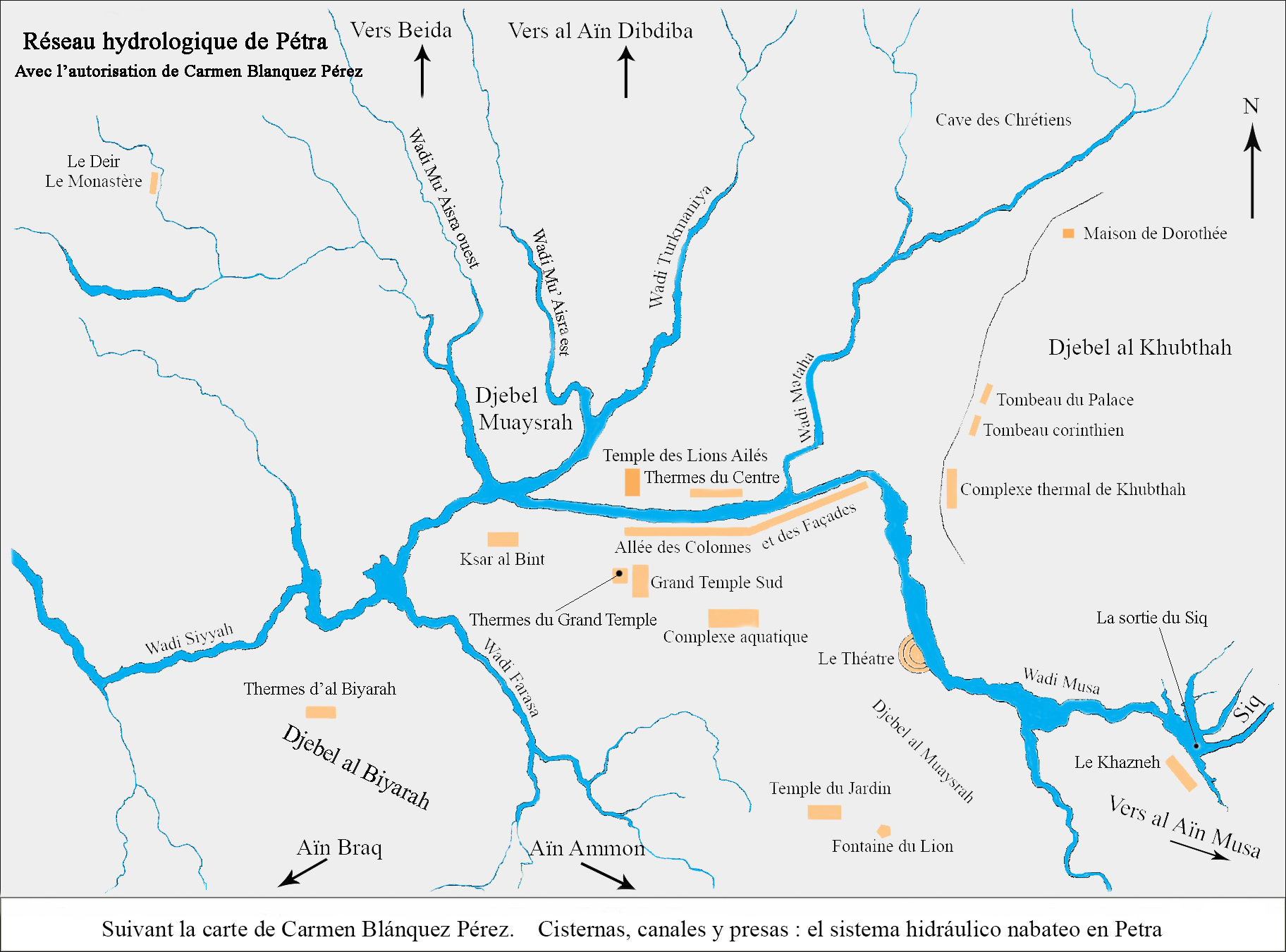
Mapa que muestra la red hidráulica de Petra

El agua, con la comprensión de su hidrología e hidráulica, fueron los principales motores de la ciudad de Petra. La ciudad está construida en un valle rodeado de montañas, atravesado por el wadi Musa, un torrente que fluye de este a oeste y que divide la ciudad en dos y constituye su columna vertebral. Estrabón, geógrafo griego del siglo I a. C., en su recorrido hacia Oriente pasó por Petra e indicó que el núcleo urbano «(…) se sitúa en su conjunto en un terreno llano y uniforme (…) protegido en un círculo por escarpadas y abruptas rocas».

El camino que conduce a Al-Deir (اَلدَّيْر, el monasterio)
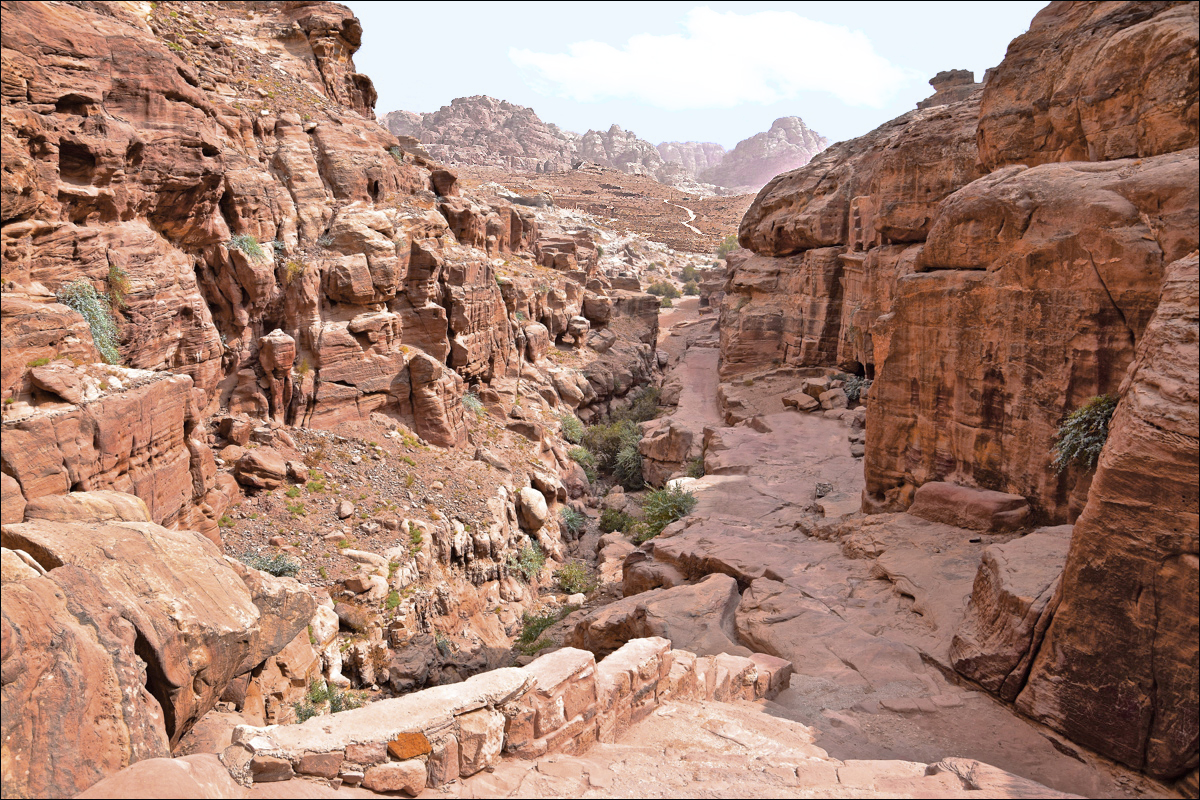
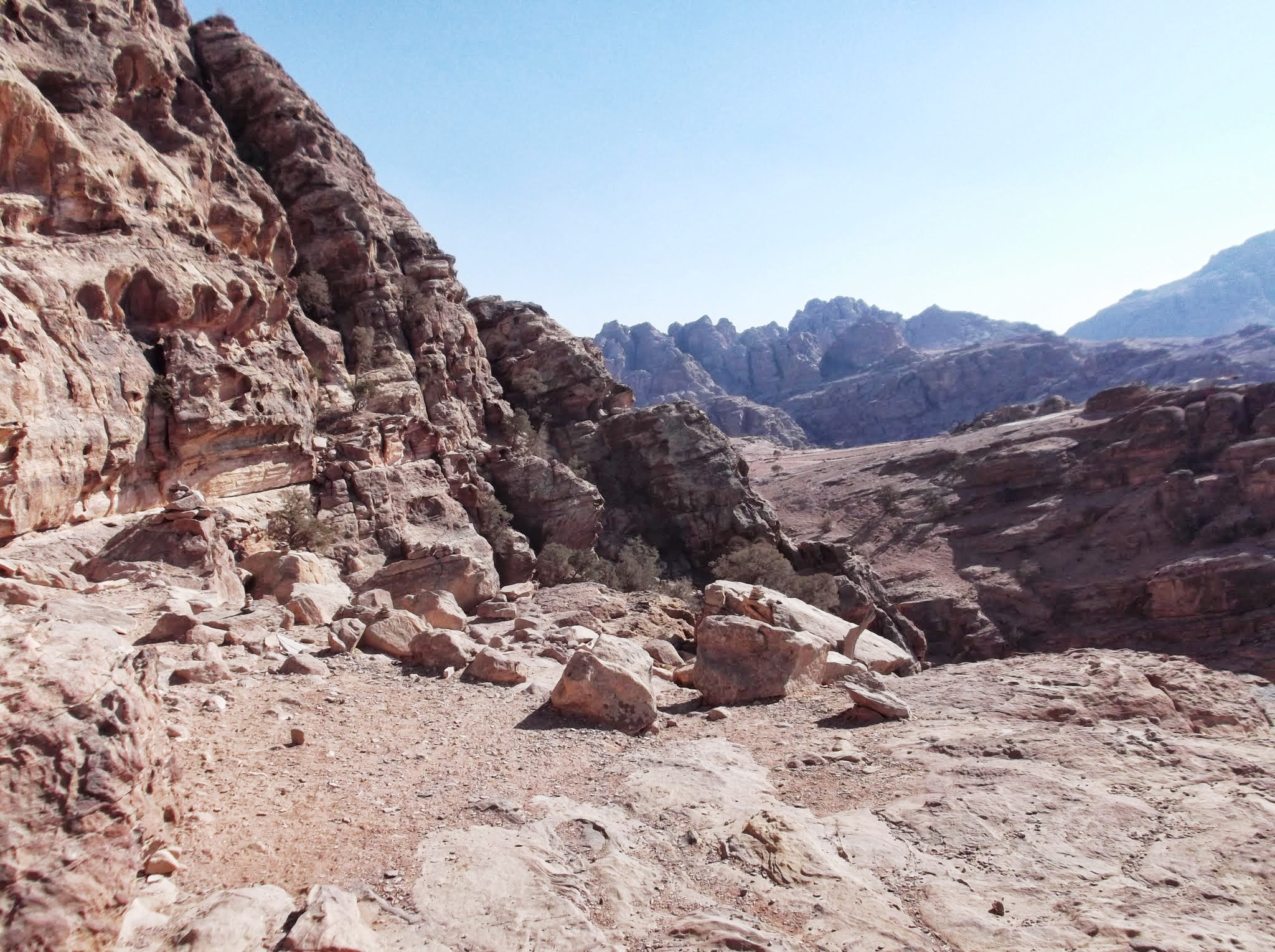
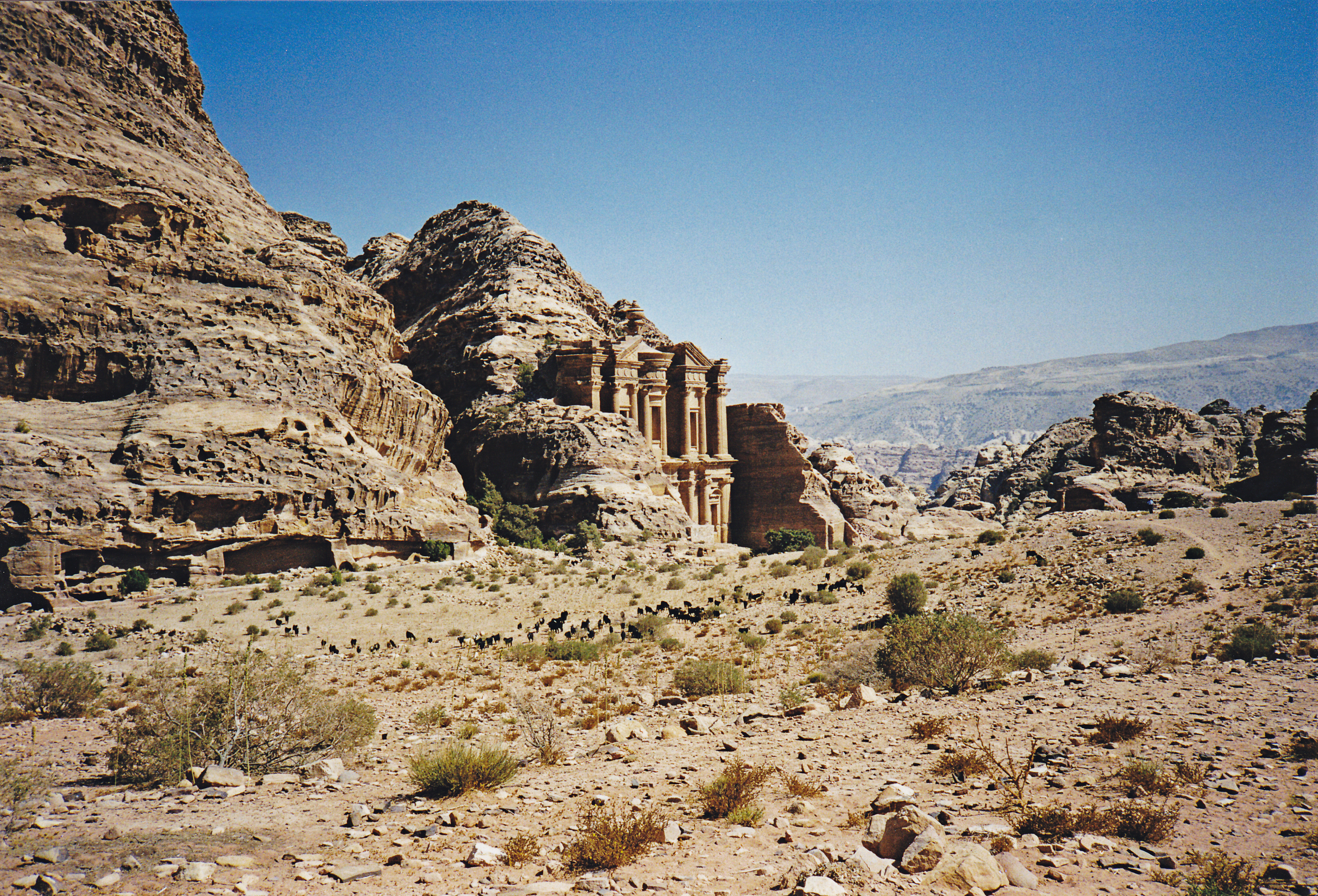
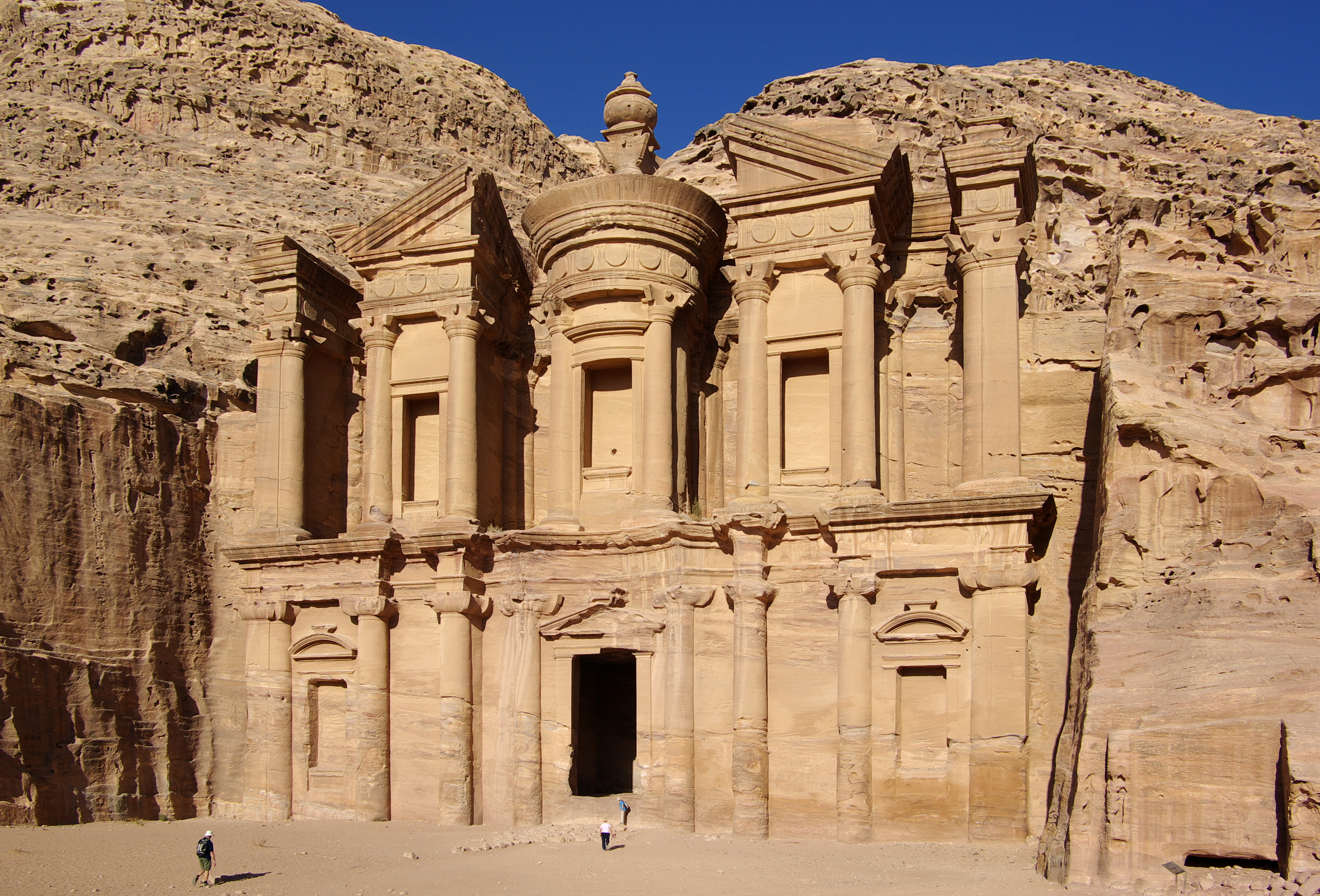
Monasterio de Al Deir

Aparte de unos pocos manantiales, algunos de ellos de bajo caudal, todo el sitio de Petra está desprovisto de flujos de agua perennes, insuficientes para las necesidades de una ciudad que siguió creciendo durante casi un milenio. Charles Ortloff, arqueólogo de la Universidad de Chicago, ha estimado que en su apogeo, la población urbana de Petra alcanzó los 30.000 habitantes. «Por lo tanto, debemos apelar a las construcciones humanas para que la vida sea posible en un medio natural donde hay escasez de agua en la superficie...». Petra recibe cantidades importantes de agua de lluvia durante varios meses al año, lo que motivó la construcción de infraestructuras hidráulicas para permitir la captación del agua de lluvia, su almacenamiento y su distribución para atender las necesidades de la ciudad.

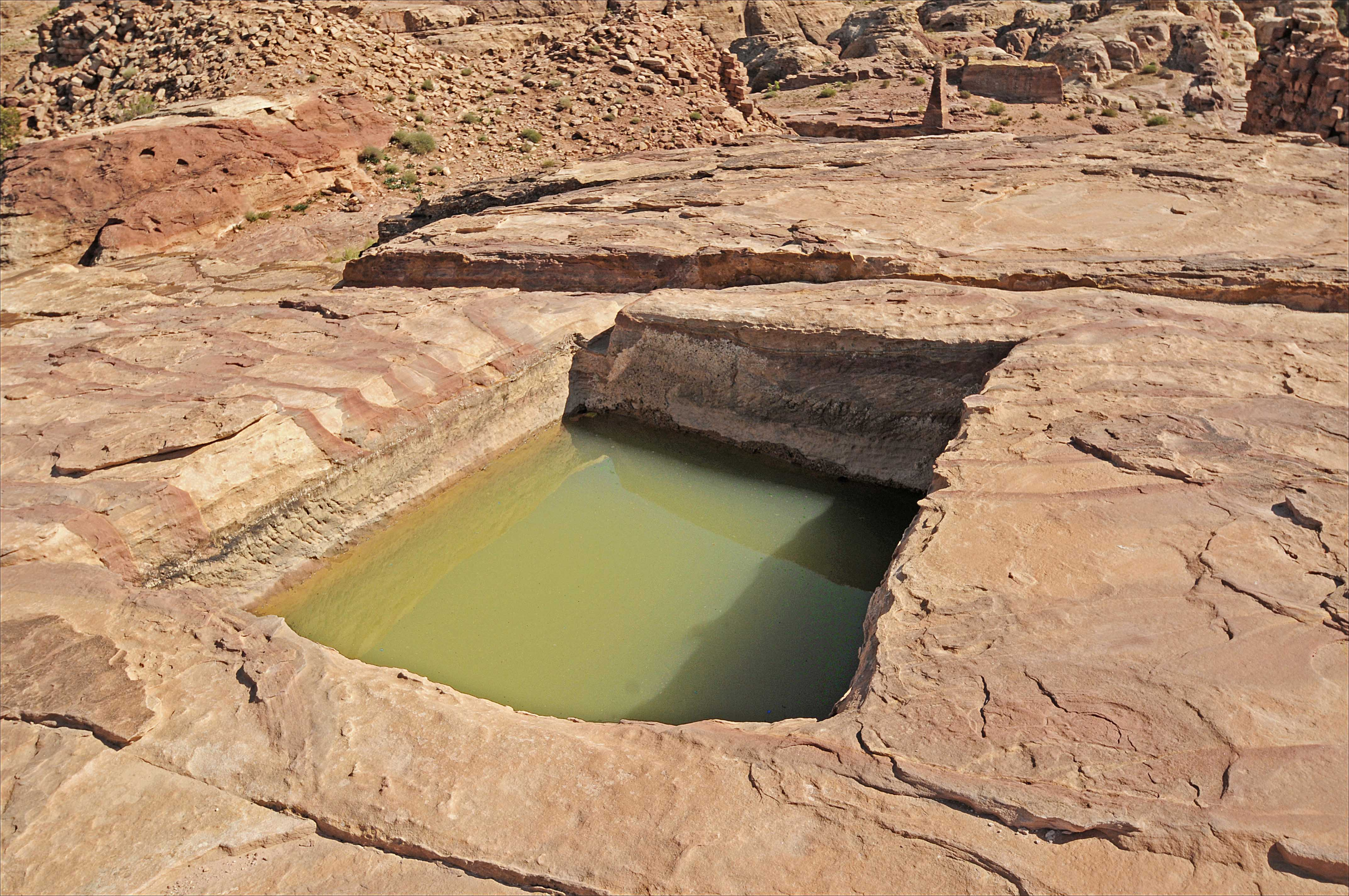
Tanque de almacenamiento de agua, excavado en el suelo rocoso del desierto alrededor de Petra

Varias montañas, como las montañas Sharah que se elevan a 1550 m en la parte occidental de la ciudad, tienen fuentes de agua —Aïn Musa, Aïn Debdebeh, Aïn Umm Sar'ab, Aïn Ammon, Aïn Beidha, Aïn Bebdbeh y Aïn Braq— cuyas aguas se canalizan a Petra. «Las soluciones adoptadas, los métodos y las técnicas empleadas, confirman que el diseño hidráulico nabateo podía satisfacer, si no superar, las necesidades de Petra y fue una de las principales razones de la prosperidad de la ciudad durante siglos».' El agua escaseaba en Petra, especialmente durante la estación cálida y seca de junio a septiembre, cuando las plantas, los animales y los humanos más la necesitan. Los primeros trabajos, realizados con herramientas rudimentarias, fueron de pequeñas dimensiones  —cisternas, trincheras, acueductos— y realizadas en los llanos o en terrenos de escasa resistencia a la excavación. «Tan pronto como se encuentra un desarrollo de cualquier tamaño y regularidad, una canalización o una cuenca construida, se ven inmediatamente las marcas del helenismo orientalizado primero, luego de Roma y, más tarde, de Bizancio...»..

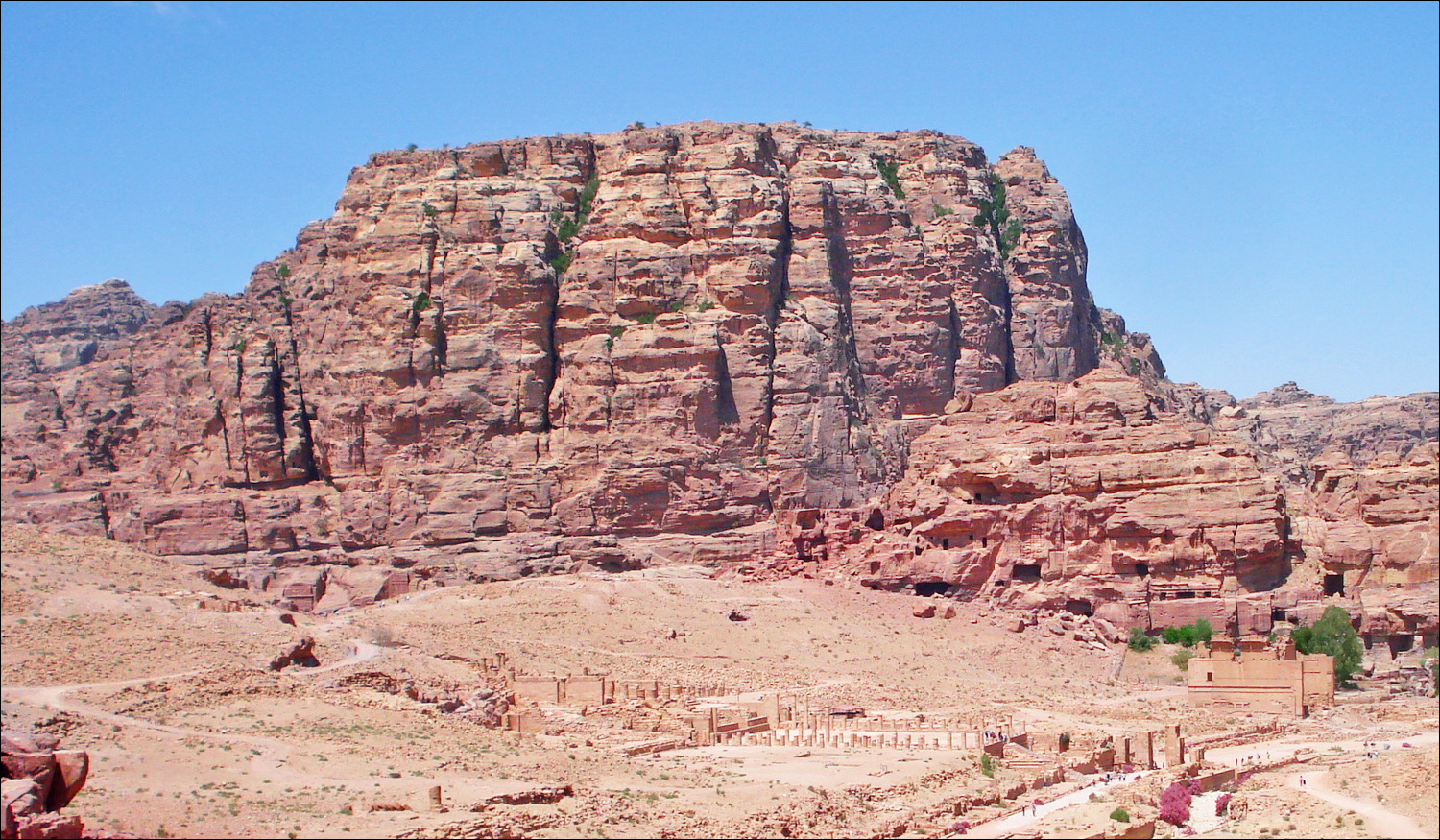
La montaña de Al Biyara —la «madre de las cisternas»— con el centro de Petra.

Estrabón también habló de las aguas de manantiales abundantes: «(...) y la parte interior de la ciudad teniendo manantiales en abundancia, tanto para las necesidades domésticas como para el riego de los jardines...». Para captar agua dulce de los pocos manantiales disponibles y retener las aguas torrenciales que fluían desde las montañas hacia el valle, desde noviembre a abril, los habitantes erigieron infraestructuras allí a lo largo de los siglos para la captación, almacenamiento y distribución de esas aguas que llegaba del cielo o del subsuelo. También se pueden encontrar varios arcos que sostienen estrechos acueductos para cruzar de un acantilado a otro, sin cambiar de nivel, y qanats excavados en las profundidades de la montaña.
«(...) Umm al-Biyara [la madre de las cisternas], es una vasta área rocosa que domina la ciudad hacia el oeste. Los numerosos vestigios de cisternas excavadas en arenisca o caliza, atribuidas a los edomitas, de mediados del primer milenio a. C. y probablemente anteriores, tienen generalmente forma de botella, un cuello estrecho en la boca, con un ensanchamiento en la profundidad luego». Para la captación del agua, su filtración y almacenamiento, su transporte a veces a largas distancias, los hidráulicos y fontaneros árabes nabateos de Petra se inspiraron en técnicas ya utilizadas unos milenios antes, en las ciudades del valle del Indo. - Mohenjo Daro, Harappa, y los de Jerusalén, o para el abastecimiento del palacio de Knossos en la isla de Creta. Sin embargo, las condiciones geográficas e hidrológicas de la ciudad, obligaron a repensar nuevas técnicas hidráulicas, más adecuadas a las necesidades de los pobladores de Petra como residentes permanentes o simplemente los caravaneros, comerciantes de Mirra y viajeros.
«(...) Medios técnicos para capturar y almacenar una fracción de la escorrentía de lluvia mediante presas y cisternas, así como la construcción de sistemas de control de inundaciones, tuberías y canales para traer agua desde fuentes distantes y la gestión de esos recursos para el suministro continuo de agua a la ciudad, es crucial para comprender las contribuciones nabateas a la ciencia hidráulica. [...] Si bien el almacenamiento de agua fue una de las claves para la supervivencia de la ciudad, una serie de fuentes internas y externas a la ciudad. [...] Ain Mousa, Ain Umm Sar'ab, etc., proveían agua que era canalizada hacia la ciudad. [...] Esta constituía la principal fuente de abastecimiento de agua para el centro urbano...».

Varios ejemplos de acueductos nabateos en Petra
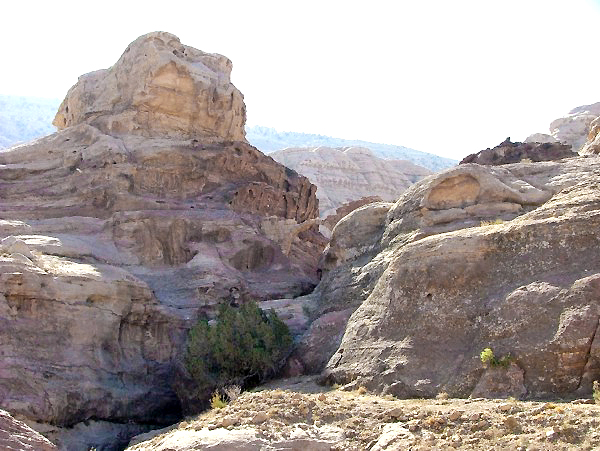
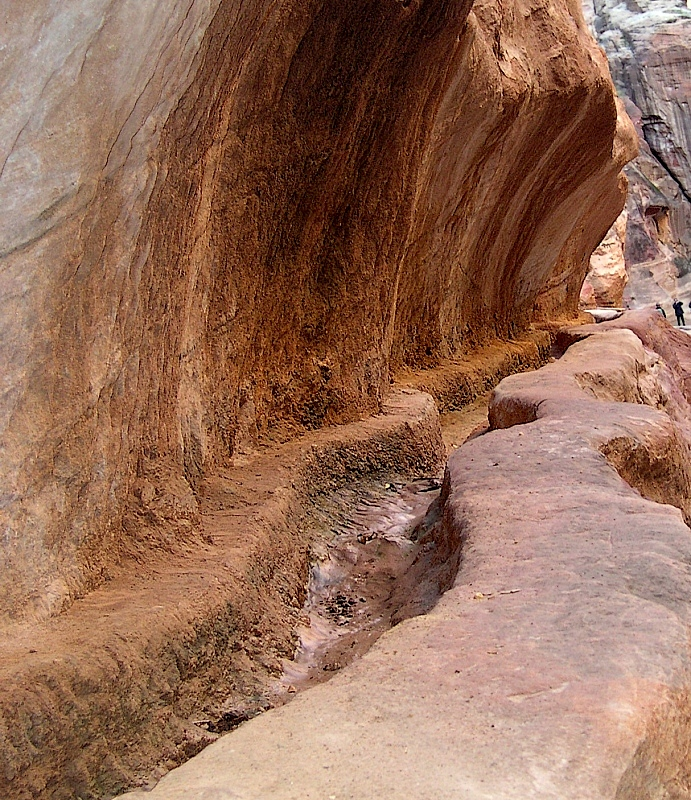
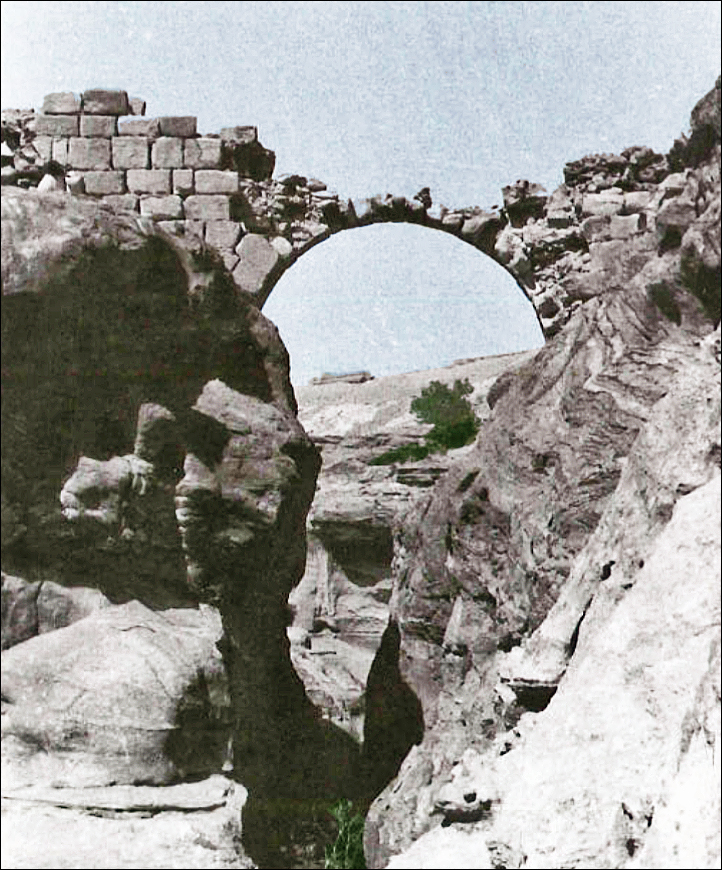
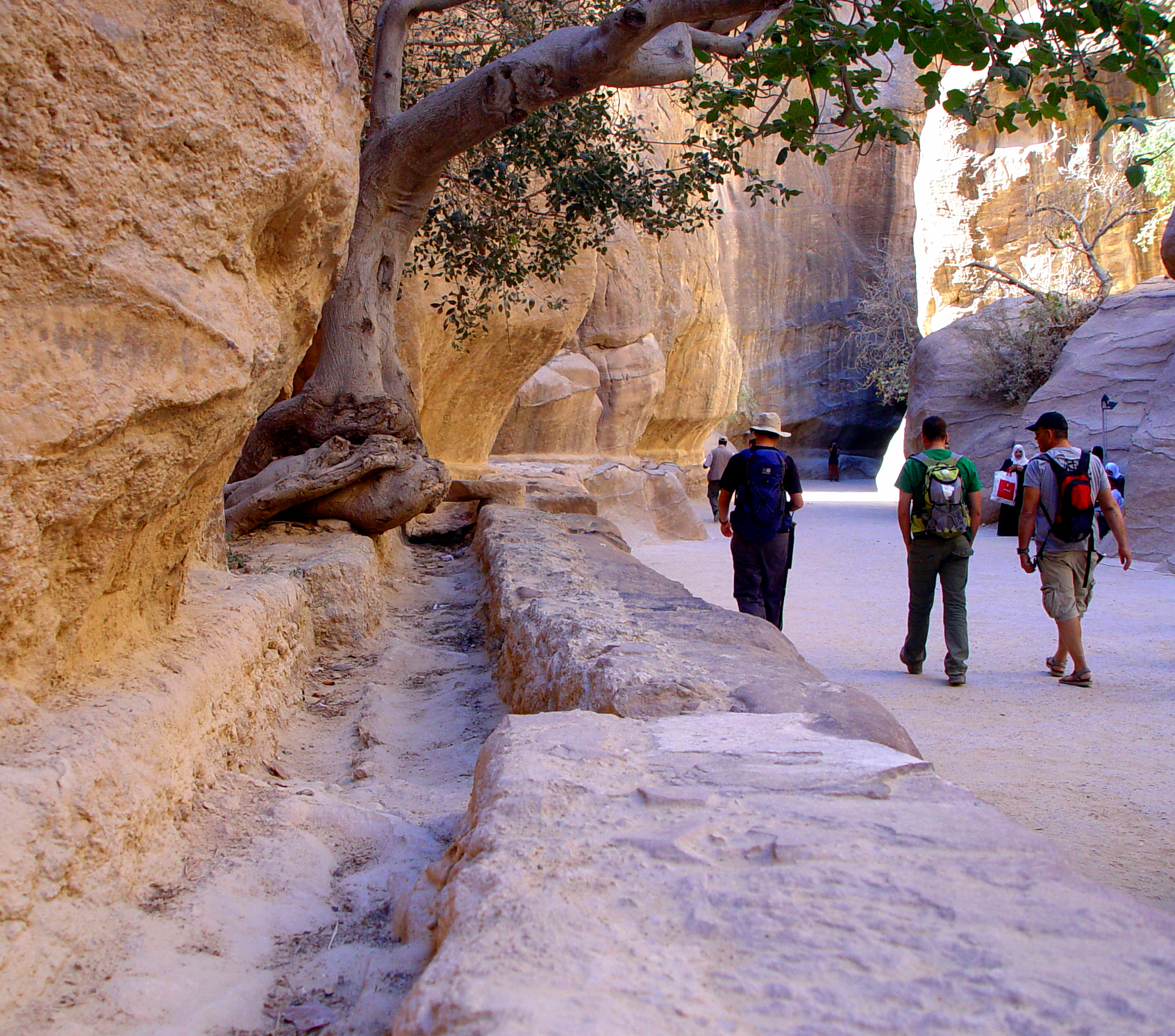

Charles R. Ortloff pudo reconstruir el plano de la red hidráulica de la antigua Petra e identificó un conjunto de 8 fuentes de agua, 40 presas y embalses de agua y más de 200 depósitos y cisternas, con un conjunto de canalizaciones superior a los 200 km. No se incluyen los despósitos de agua en las laderas de las montañas, con la construcción de muros de piedra para la construcción de terrazas para cultivos. Ese principio árabe de captación tradicional de agua es el sistema más antiguo que se conoce, tanto de captación como de almacenamiento de agua de lluvia para fines agrícolas.

### Captación de agua

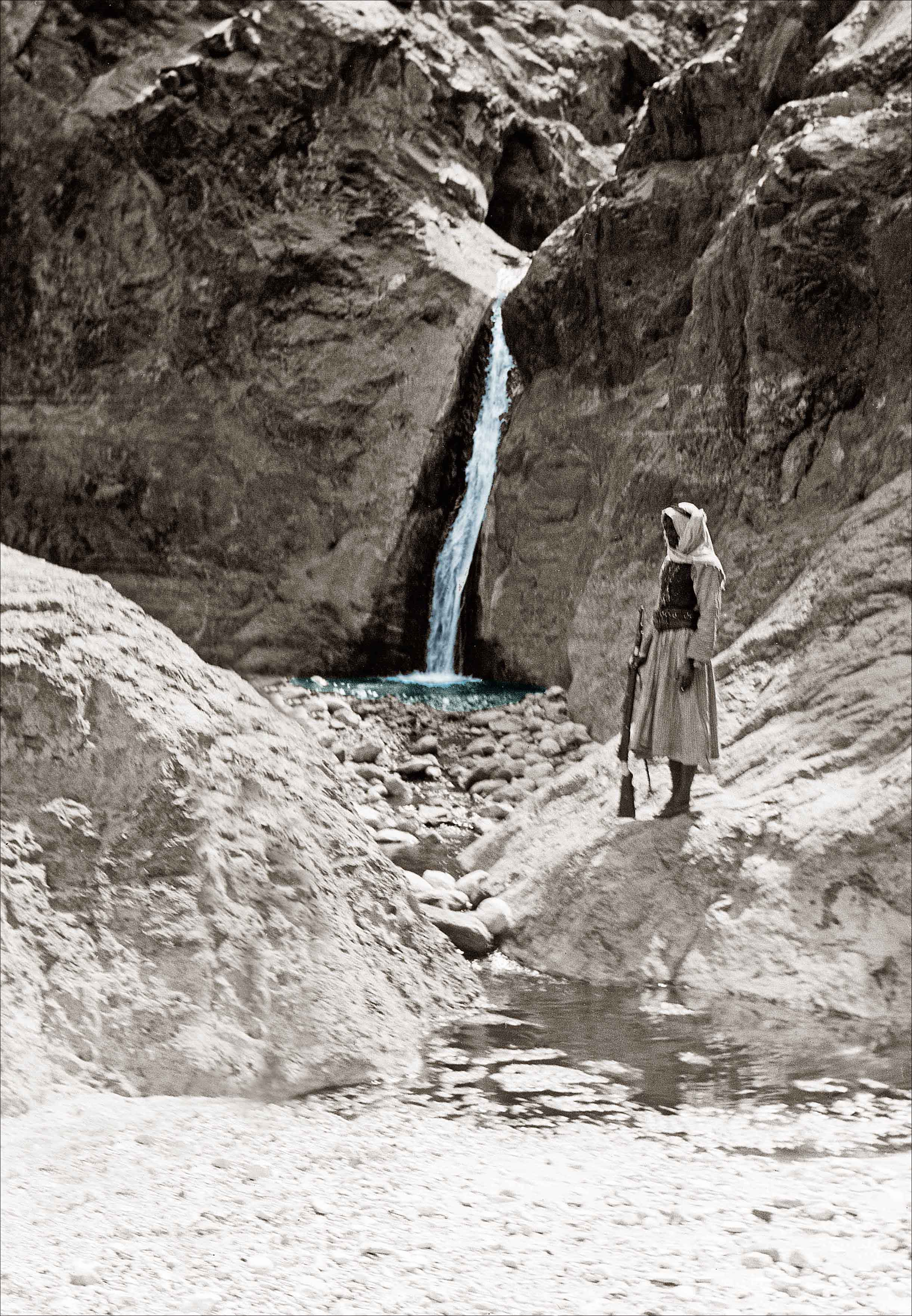
Una cascada en Wadi Siyyagh alrededor de 1900

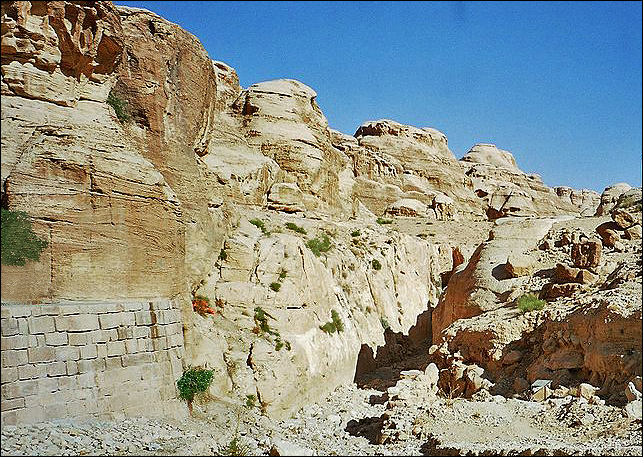
Antigua presa a la entrada del Siq, con desviación hacia el túnel

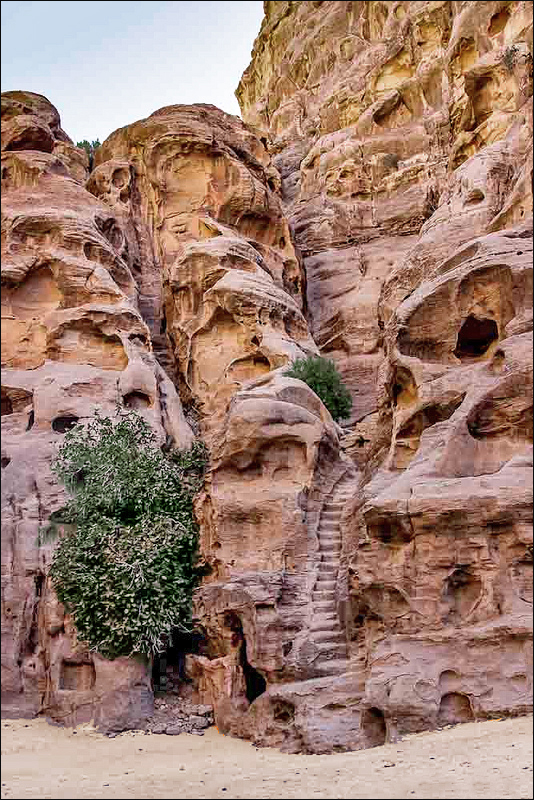
Montaña horadada por agujeros cavados por el agua, Petra.

La captación de agua de lluvia fue el comienzo del sistema de distribución hidráulica nabateo; en el período temprano de los asentamientos nabateos, sectores enteros de la región de Petra carecían de manantiales, y el suministro principal de agua de manantial procedía de un amplio canal de piedra dispuesto en el suelo procedente de la fuente de 'Ain Moussa (lit.: 'fuente de Moses'), situada a unos 7 km al este de Petra, tomando las aguas de la fuente de Ain Umm Sar'ab y llevándolas al Siq que atravesaba Petra. Posteriormente, dependiendo de las necesidades de la ciudad, canalizaron varias fuentes más hasta el centro de Petra: Ain Braq, Ain Dibdiba, Ain Ammon, al Beidha, Ain Bebdbeh.
La captación generalmente se realizaba mediante presas o coferdanes en la parte baja de los valles, o torrentes que descendían de las montañas circundantes. Este sistema de captación permitía la retención y regulación del agua durante las lluvias torrenciales, que desmoronaban las montañas y destruían los cultivos y edificaciones en los valles. Esas presas y embalses aumentaron las superficies de regadío y por tanto las superficies cultivables tras el depósito de limos, técnica quizás copiada del valle del Nilo.
«Esta técnica consiste en hacer construir el campo con los depósitos aluviales de agua corriente, luego usar el campo para absorber el agua retenida detrás de pequeños diques.» Poco antes de la entrada en el Siq, un túnel nabateo de desvío de 80 m excavado bajo la montaña dirigía las aguas del wadi Mousa hacia el wadi Muhlima, lo que permitía reducir el riesgo de inundaciones en el centro de Petra, cuyas aguas antes pasaban directamente por el Siq. La captación de agua de la sierra también se hacía mediante canaletas o canales excavados en la mitad o en la parte baja de la ladera, que luego permitían conducir esa agua a los embalses o cisternas, ambos utilizados para el almacenamiento de agua, y también para su decantación, con el fin de eliminar las partículas sólidas.
"...This technique consists of having the field built by the alluvial deposits of flowing water, then using the field to absorb the water retained behind small dikes

### Decantación

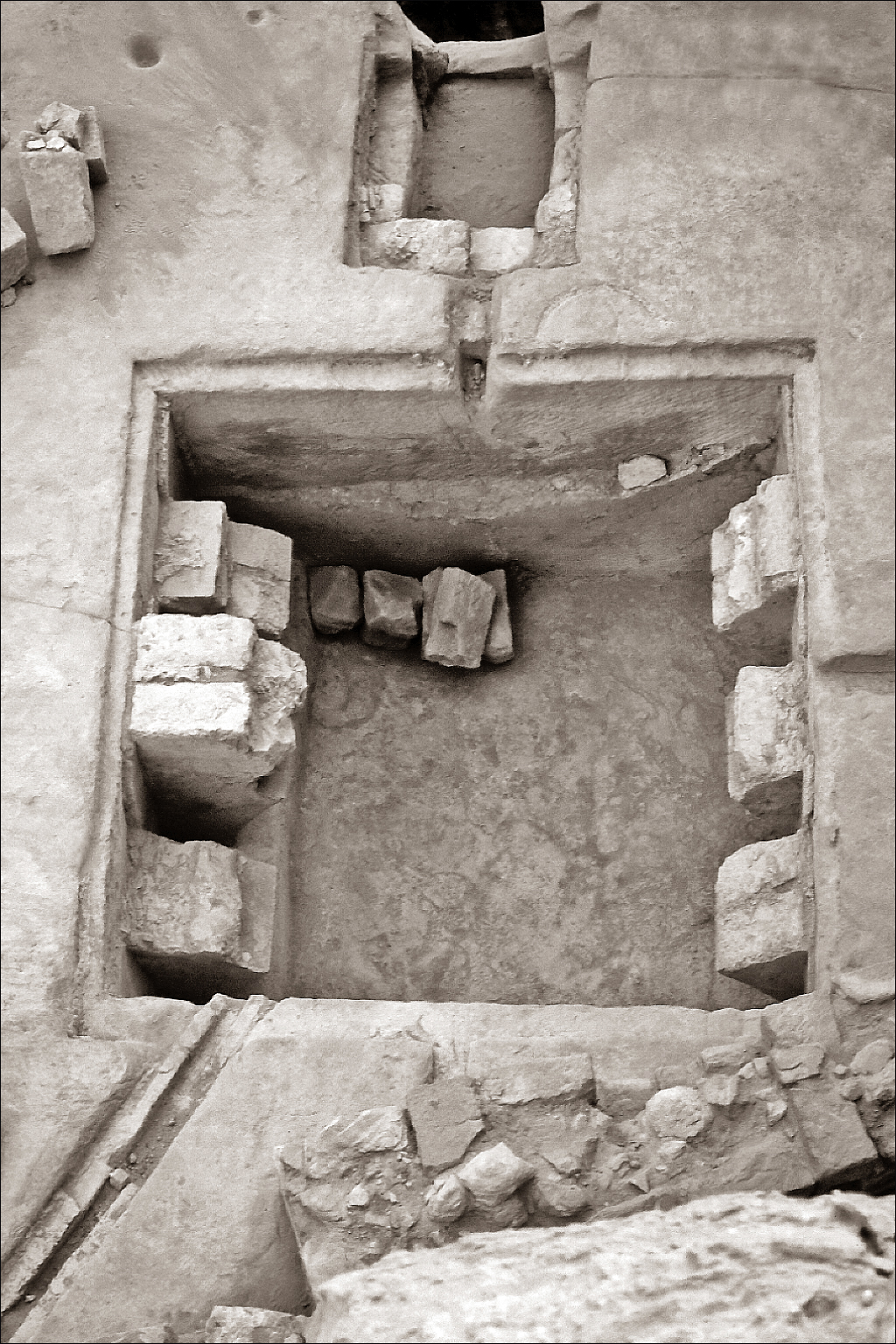
El castellum divisorium en el wadi Farasah, utilizado para la decantación y la redistribución del agua

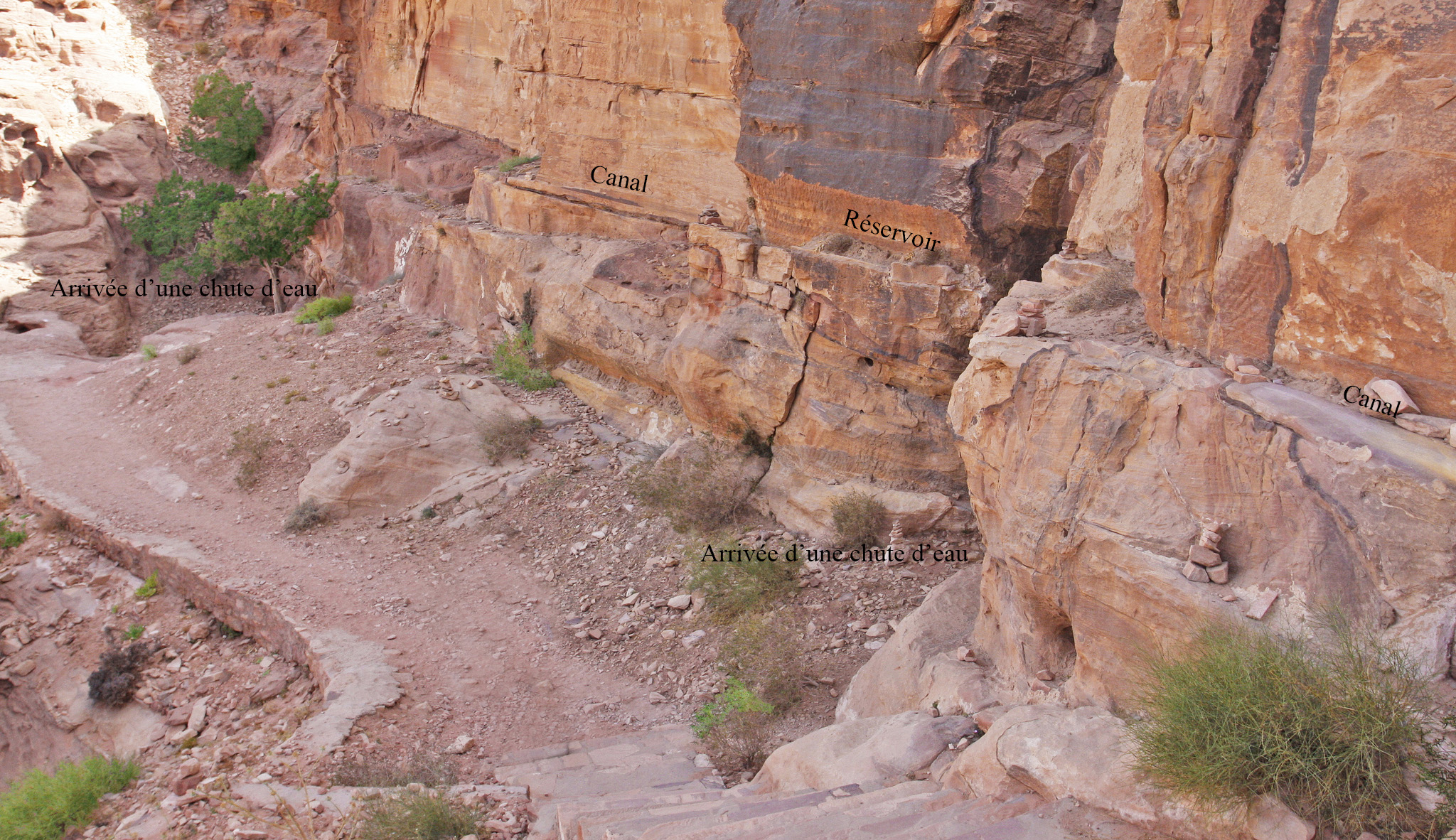
Canales y embalses excavados en la parte baja de la montaña

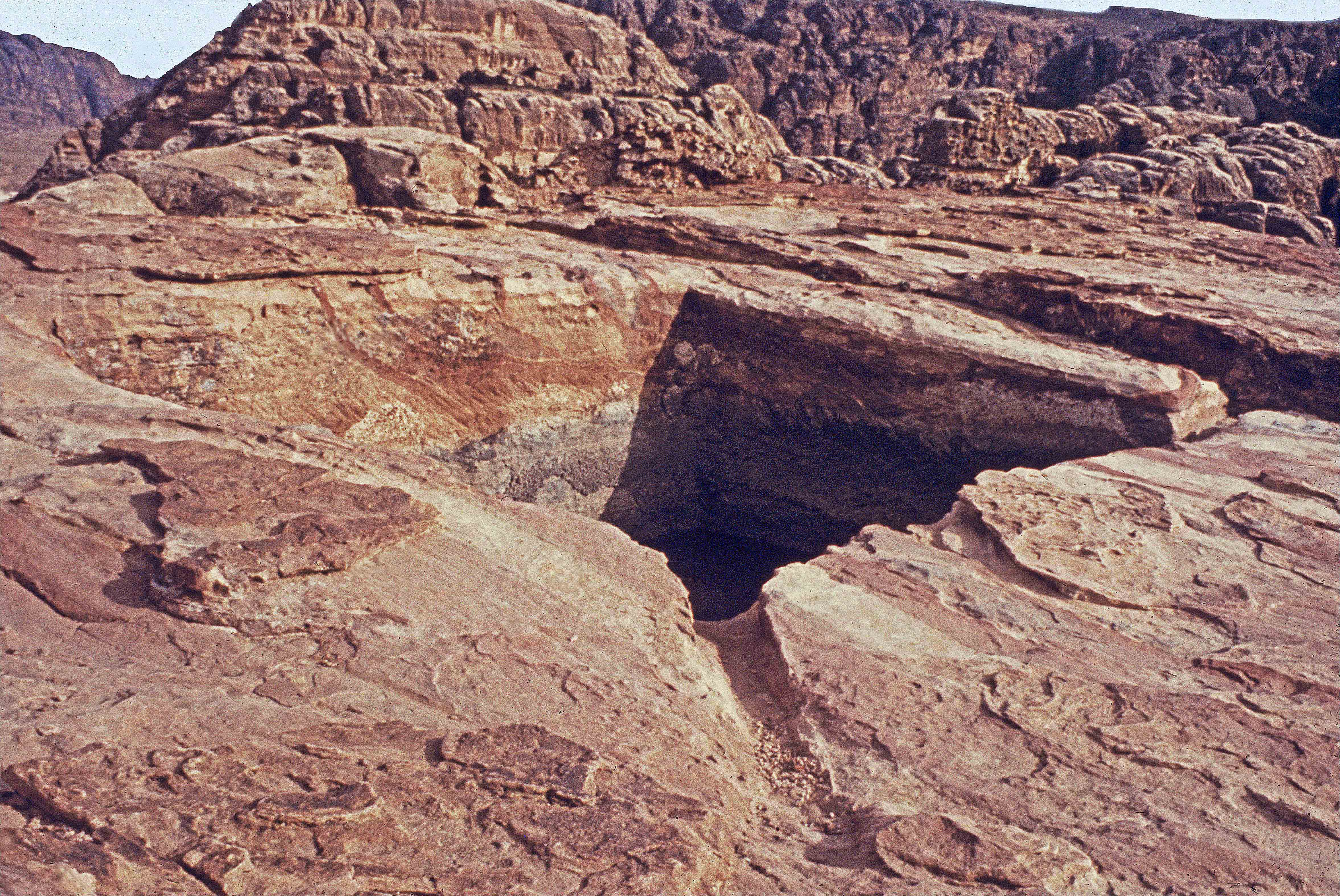
Depósito excavado en el desierto rocoso con los canales de suministro de agua

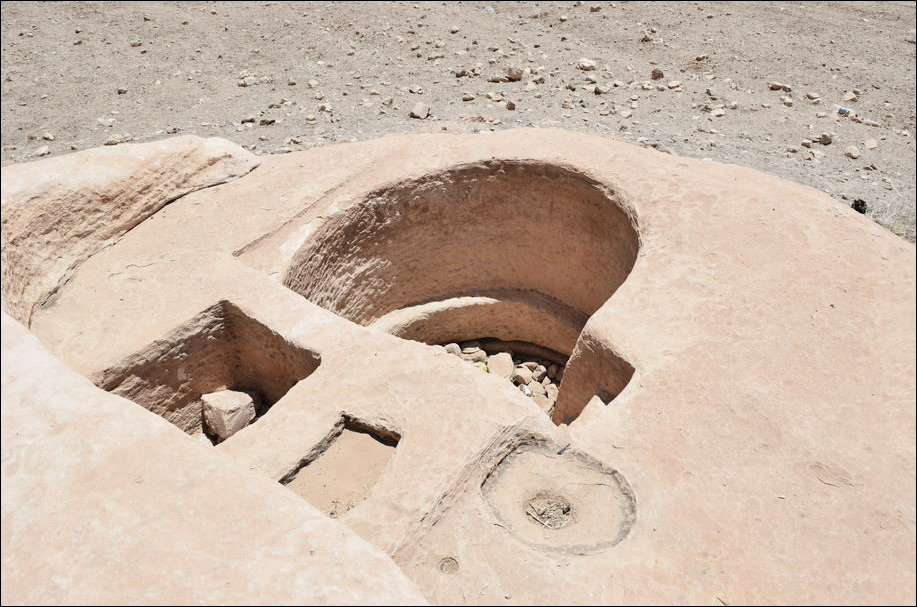
Cisterna en la roca del desierto con tanque de decantación

La decantación del agua después de su captación estaba a cargo de los habitantes responsables de la gestión del agua de la ciudad, incluido el «Señor del Agua». Se hacía no solo con el fin de preservar su claridad y potabilidad, sino también para limitar la evaporación excesiva en el tiempo, y también para regular su uso según las necesidades de la ciudad. Esa técnica también se había utilizado ya en ciudades aún más antiguas como Mohenjo Daro, Knossos, Harapa, etc. La purificación del agua se hacía conduciendo  el agua después de su captura a una o más piscinas consecutivoa. Este proceso reducía mucho la velocidad del agua y facilitaba la sedimentación de las partículas pesadas en el fondo del embalse, que eran posteriormente retiradas. Este sencillo sistema de filtrado permitía una mejor conservación del agua para las necesidades domésticas, especialmente en el caso de tanques de almacenamiento enterrados; y evitaba los depósitos sólidos en tuberías y canaletas.
Cada cisterna y embalse generalmente tenían un pozo de sedimentación adjunto a la entrada de agua y una pared baja en la entrada del depósito que permitía reducir la velocidad del agua para facilitar el depósito de partículas más pesadas, pero también para evitar la agitación y que los depósitos en el fondo aumentaran la turbidez del agua. El volumen de la cisterna no siempre refleja el volumen de agua disponible; al final de la estación seca, el agua del fondo de las cisternas no era apta para el consumo, se estancaba allí durante varios meses y algunas cisternas solo se limpiaban parcialmente o nunca.

### Almacenamiento del agua
El almacenamiento de agua era un elemento fundamental para el desarrollo y la supervivencia de la ciudad, ya que permitía disponer de un volumen suficiente de agua durante todo el año. Cientos de cisternas enterradas y piscinas  abiertas se han construido en el sitio de Petra desde su ocupación por los edomitas. Estos almacenes fueron excavados en la roca de la montaña o construidos en el suelo. Los muros interiores de estos aljibes y depósitos se dejaban como estaban o se recubrían con un mortero impermeable, según la naturaleza y porosidad de la roca. Las cisternas y los embalses tienen dimensiones variables y se adaptan al terreno en el que se excavan o construyen. Uno de los tanques tiene 32 m de largo por 2 m de ancho y 3 m de profundidad; algunos embalses pueden tener una capacidad de hasta 2500 m³. Varias cisternas sucesivas podían conectarse entre sí por su rebosadero, tanto para permitir una forma más eficiente de decantación, como para aumentar el almacenamiento de agua en el caso de una alta concentración de hábitat.
Durante el período prehistórico y la ocupación de Petra por tribus nómadas, los nabateos conocían la ubicación de esas cisternas enterradas que se utilizaban para almacenar agua. Pero esas cisternas en forma de botella con entradas estrechas también podían servir como sistema de defensa y refugio en caso de necesidad. Diodoro de Sicilia, un historiador griego antiguo del siglo I a. C., habló en sus escritos sobre el comportamiento de los nabateos frente a un enemigo, una descripción que se corresponde bastante bien con el conocimiento actual que los académicos tienen sobre las cisternas enterradas alrededor de Petra: «...huyeron al desierto que les sirve de fortaleza: la falta de agua lo hace inaccesible a otros, pero sólo para ellos, que han excavado depósitos en la tierra cubierta con un enlucido de cal, es un refugio seguro. [...] Después de haber llenado esos depósitos con agua de lluvia, taponan las aberturas y allanan el terreno a su alrededor, dejando señales conocidas por ellos, pero imperceptibles para los demás».

Antiguos pozos y cisternas árabes nabateos en Negev (Israel)
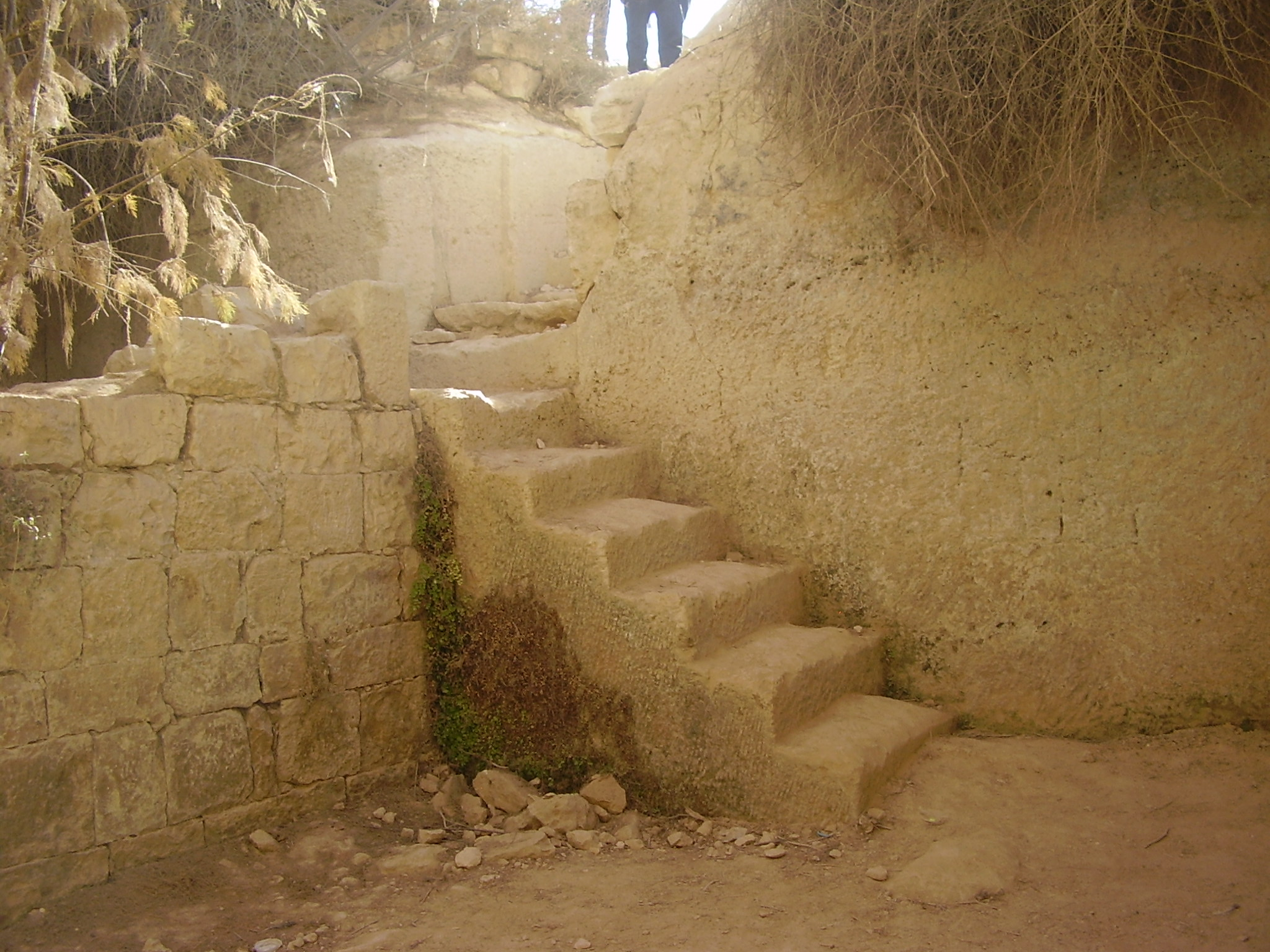
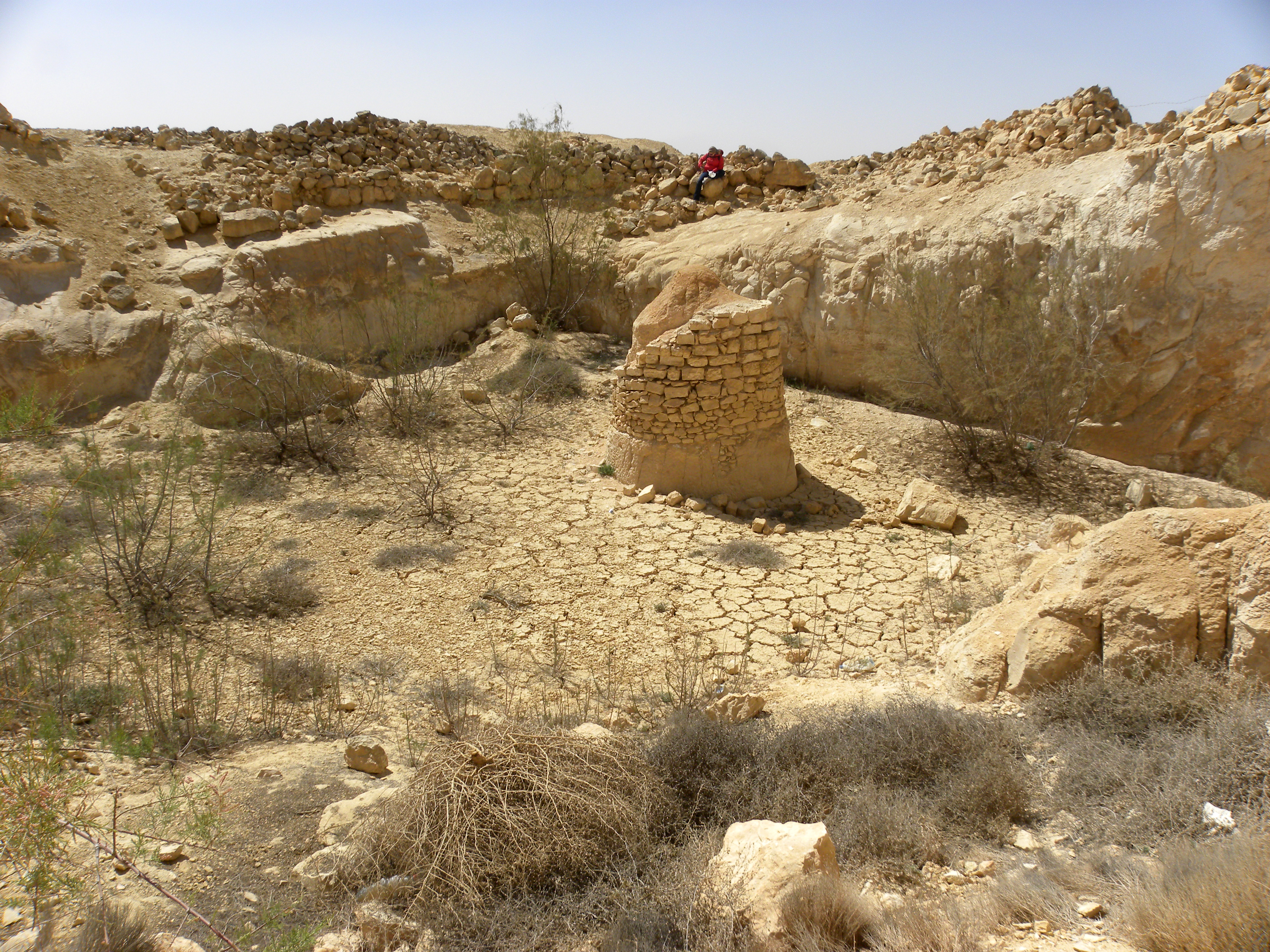
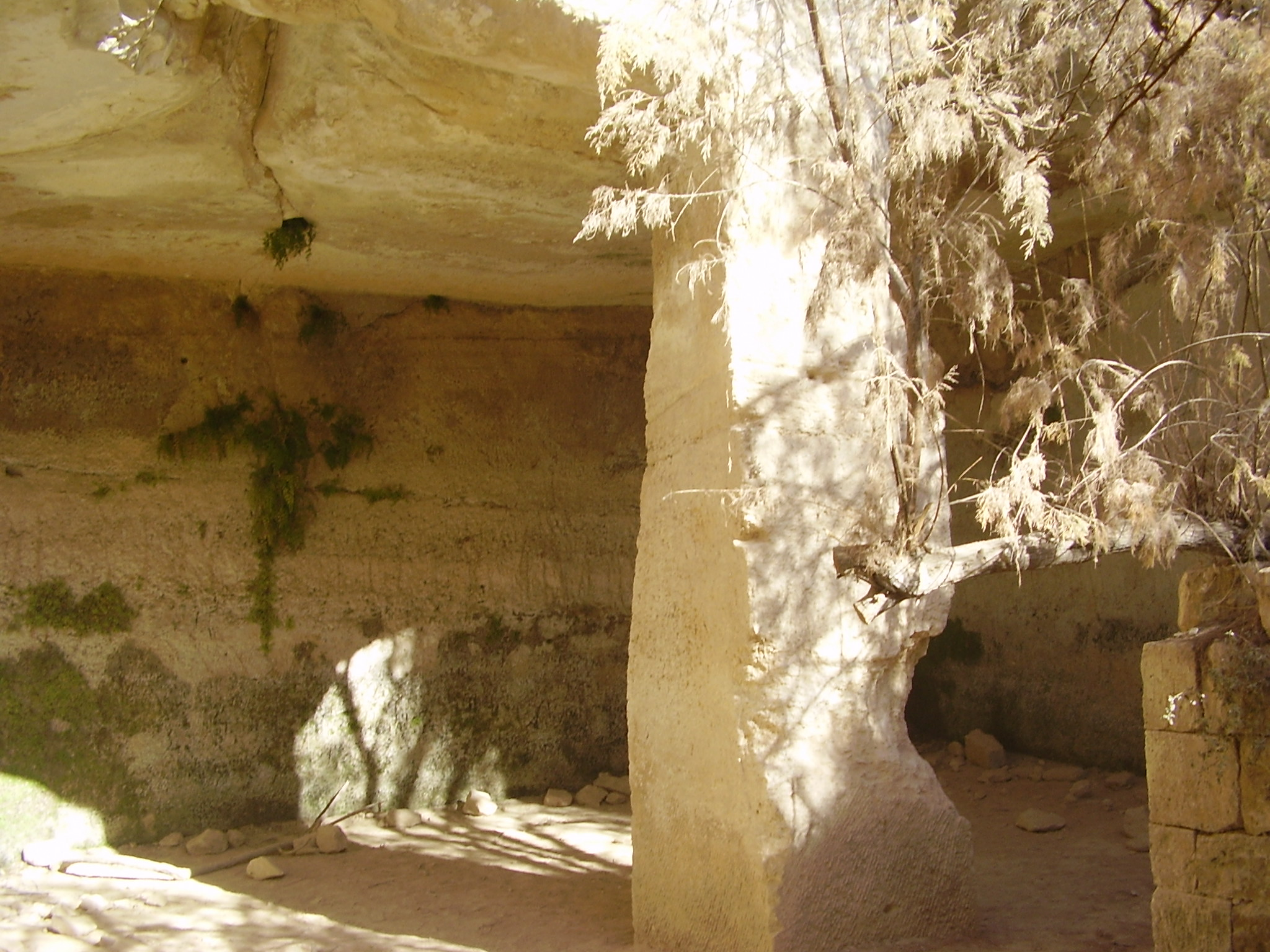

### Distribución del agua

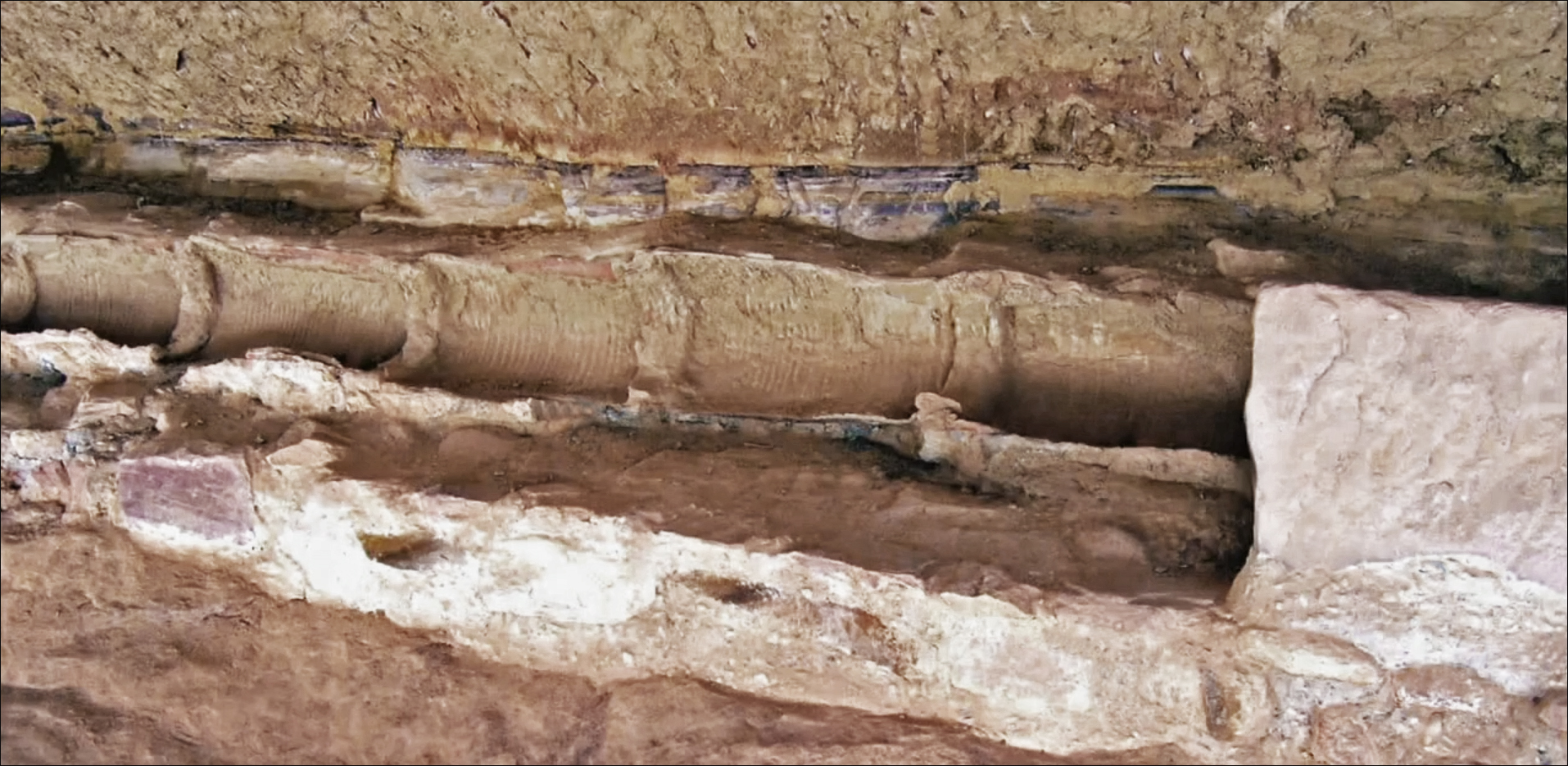
Tubería de terracota nabatea colocada en un canal con protección de piedra a la derecha

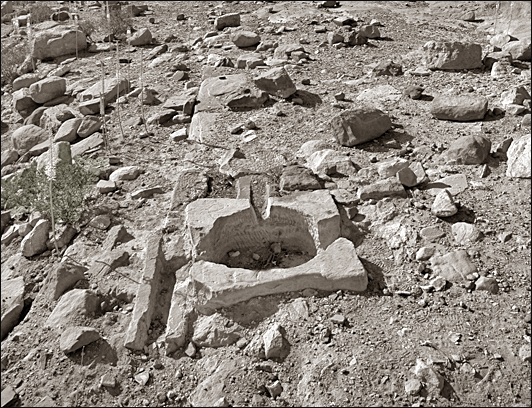
Depósito de recogida y distribución de agua en Wadi Farasah

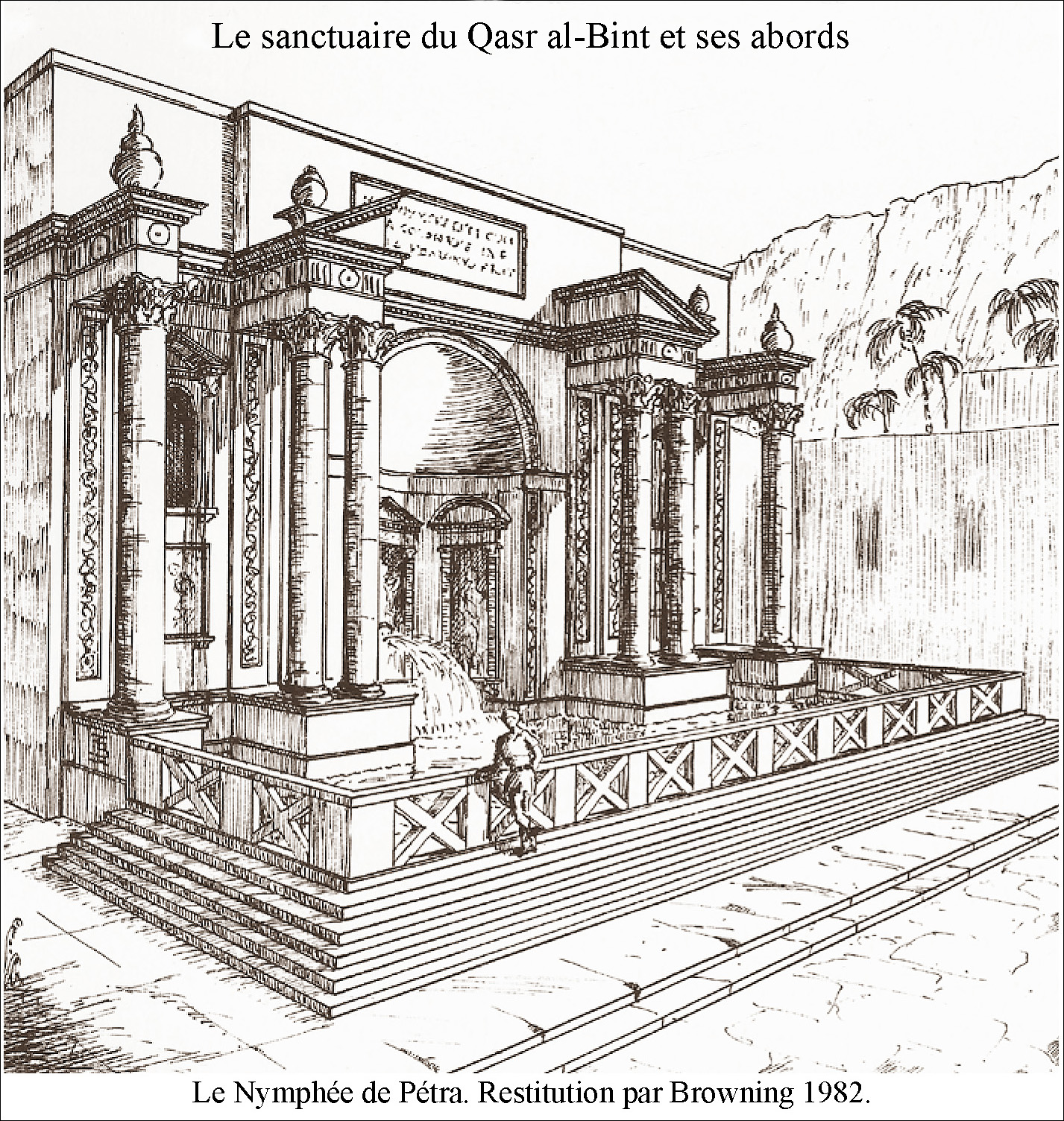
El Ninfeo de Petra. Restitución por Browning en 1982.

La distribución del agua en Petra tenía una morfología variable y utilizaba varias técnicas, algunas sencillas y otras más elaboradas. Investigaciones recientes indican que todas las redes hidráulicas de la ciudad  transportaban diariamente un volumen total de 40 000 m³ de agua.
Se excavaron muchos canales en la ladera de la montaña desde los manantiales, a veces muy lejos de los habitantes. La fuente de agua de Aïn Mousa está a 7 km del centro de la ciudad. Con el fin de recuperar el agua de esos manantiales a veces distantes, el trabajo para la construcción y el mantenimiento de tales canales y canalizaciones en la ladera de las montañas requirió un diseño y una construcción rigurosos por parte de trabajadores cuya experiencia excedía las habilidades del nómada medio, debiendo formarse profesionales nabateos en esas técnicas en las demás regiones del Cercano Oriente.

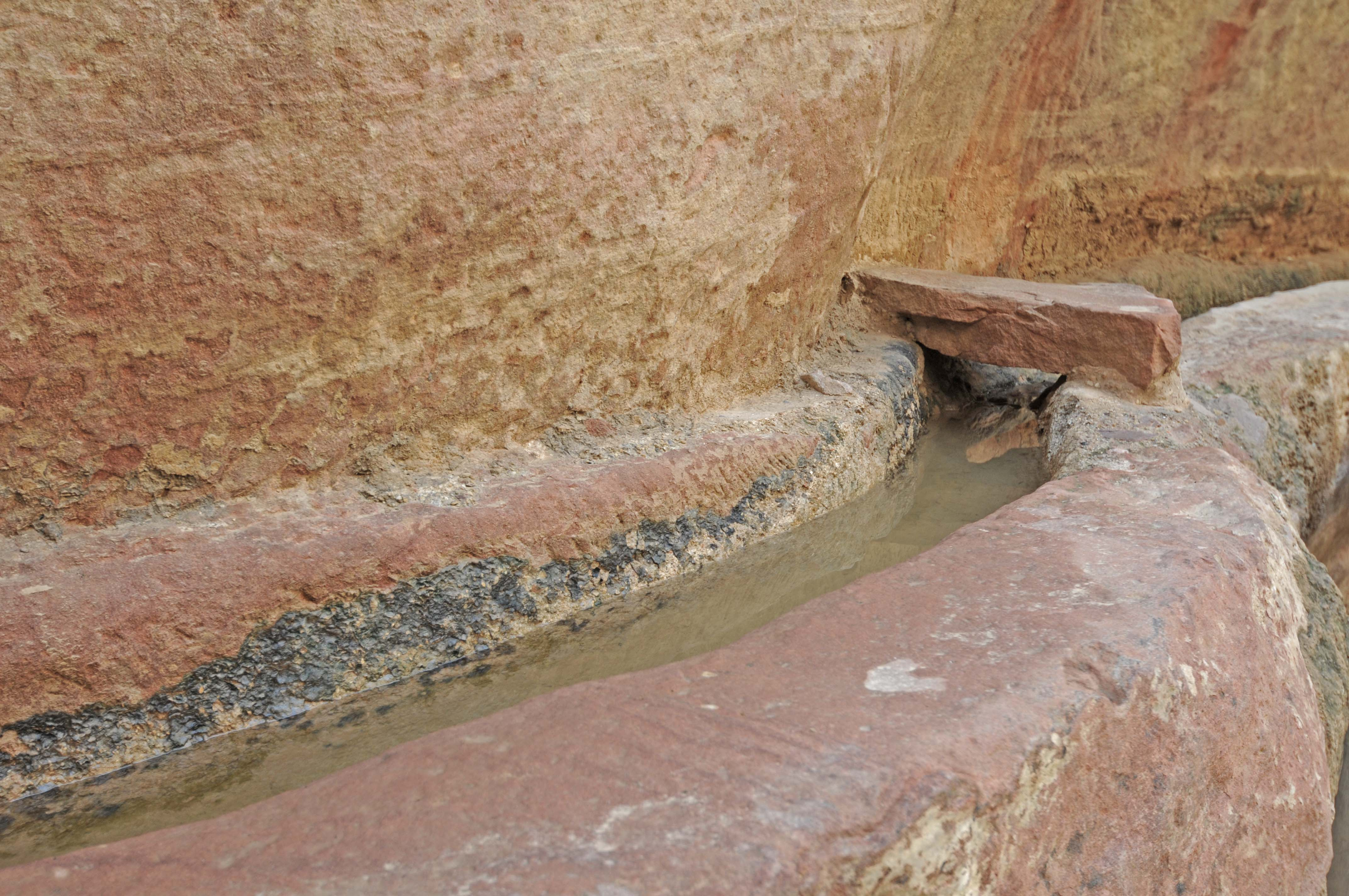
Canal con un inicio de una antigua cubierta de protección de piedra

Varios canales estaban hechos de piedra tallada a partir de bloques de marga o de piedra caliza local. De una longitud de 60 a 90 cm, ese tipo de canal se habría utilizado desde el siglo I a. C. hasta la época bizantina. El llamado sistema de gravedad fue el más utilizado, y las redes de tuberías presurizadas —tuberías de cerámica— fueron poco utilizadas para el transporte de agua a la ciudad de Petra.  La pendiente del canal se elegía para un flujo óptimo y según su curso, el canal estaba al aire libre o tapado con piedras planas. En el caso de pendientes demasiado pronunciadas, y para evitar desbordamientos y pérdidas de agua, se construyeron pozos a lo largo del cauce para "romper" la velocidad del agua, pero también para permitir el asentamiento de las partículas de arena y piedra que pudieran ser arrastradas por la corriente.
Según los arqueólogos, los canales revestidos de piedra servían para el transporte de agua para uso doméstico, mientras que los canales dejados a la intemperie se utilizaban para el transporte de agua destinada a la ganadería o a la huerta y la agricultura. En la época de la ocupación romana, la excavación de canales en la ladera de la montaña se vio reforzada por la colocación de tuberías de terracota, a veces dispuestas en los antiguos canales en el lado este del Siq. Esas nuevas redes estaban formadas por caños de terracota —tubos de arcilla de baja cocción— con casquillos y juntas de mortero, con espesores que pueden variar de 1−6 cm y diámetros de 15−25 cm.

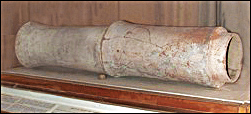
Tubo de cerámica o terracota de época romana, Petra.

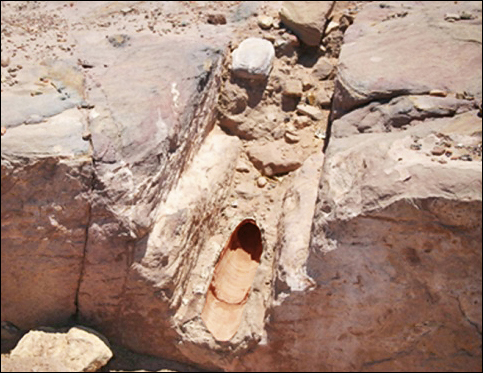
Restos de un tubo de terracota colocado en un canal de piedra.

«El arqueólogo Pilipp C. Hammond encontró tuberías hechas con casquillos de cerámica en el teatro». Algunas redes de tuberías estaban hechas de cerámica —tubos de arcilla cocida a alta temperatura— con un espesor de 5 mm o a veces menos y una longitud de 30 cm. La peculiaridad de estas redes de tuberías era doble: cada elemento de tubería, principalmente los de terracota, de 30 a 100 cm de largo, tenía una forma estrecha en el medio, como para crear un "venturi" durante el paso del agua, una forma específica que recuerda la forma de las tuberías de terracota del palacio de Knossos en Creta. Otra peculiaridad de ciertas tuberías de terracota colocadas en Petra son las ondulaciones sinusoidales en la parte interior de la tubería, realizadas en el momento de su fabricación y que, según los expertos, permitían aumentar el caudal de la tubería.
Probablemente durante la época romana, se utilizaron tuberías de plomo  para la distribución de agua a casas particulares, fuentes y ciertos baños termales. El uso de este material estaba reservado tanto para la conexión final de nuevas instalaciones o en el contexto de reparaciones de las redes. La red de tuberías al este del Gran Templo fue modificada en la época de la ocupación romana, para abastecer de agua a los zocos así como a los edificios comerciales a lo largo del Cardo tras su romanización. «Se instalaron secciones de tuberías de plomo en la base de la plataforma del Gran Templo y continuaron hacia el este [...] Las tuberías de plomo generalmente indican fabricación y uso por parte de los romanos antes y después de las modificaciones».
El proceso de colocación de las tuberías de terracota también fue único: generalmente dispuestas en un canalón excavado en la ladera de la montaña —es el caso de las tuberías en un lado del Siq— su pendiente fue calculada para permitir el máximo flujo con la tubería llena, dejando un espacio de aire en su parte superior con una mínima pérdida por rozamiento. (Fue una aplicación empírica del principio actual de la dinámica de fluidos computacional, CFD, una rama de la mecánica de fluidos que usa el análisis numérico y estructuras de datos para resolver problemas que involucran flujos de fluidos, con las leyes de conservación (conservación de masa, cantidad de movimiento y energía) que gobiernan el movimiento de los fluidos. John Peter Oleson, arqueólogo clásico e historiador de la tecnología antigua, habla de un tramo de unos 60 m dispuesto al final del acueducto de Ain Braq con tubería a presión, probablemente tuberías de cerámica de arcilla cocida a alta temperatura. La particularidad de este tramo radica en la creación de un «sifón invertido», técnica muy utilizada por los romanos, tanto en la Galia (sifones de Gier) como en otras partes del Imperio romano (Pérgamo, Almuñécar, Gades (Cádiz), etc.).
El abastecimiento de agua de Petra combinaba el uso de dos fuentes principales: el agua de lluvia, disponible en la temporada de invierno, y el agua de manantial, con un caudal más o menos regular durante todo el año. Este concepto del diseño dual de las redes de abastecimiento y distribución aseguraba que el agua proveniera de diferentes fuentes, dependiendo de las variaciones en los caudales de los manantiales y las precipitaciones, permitiendo el llenado de embalses y cisternas.

Canales de agua en el lado de Al-Siq
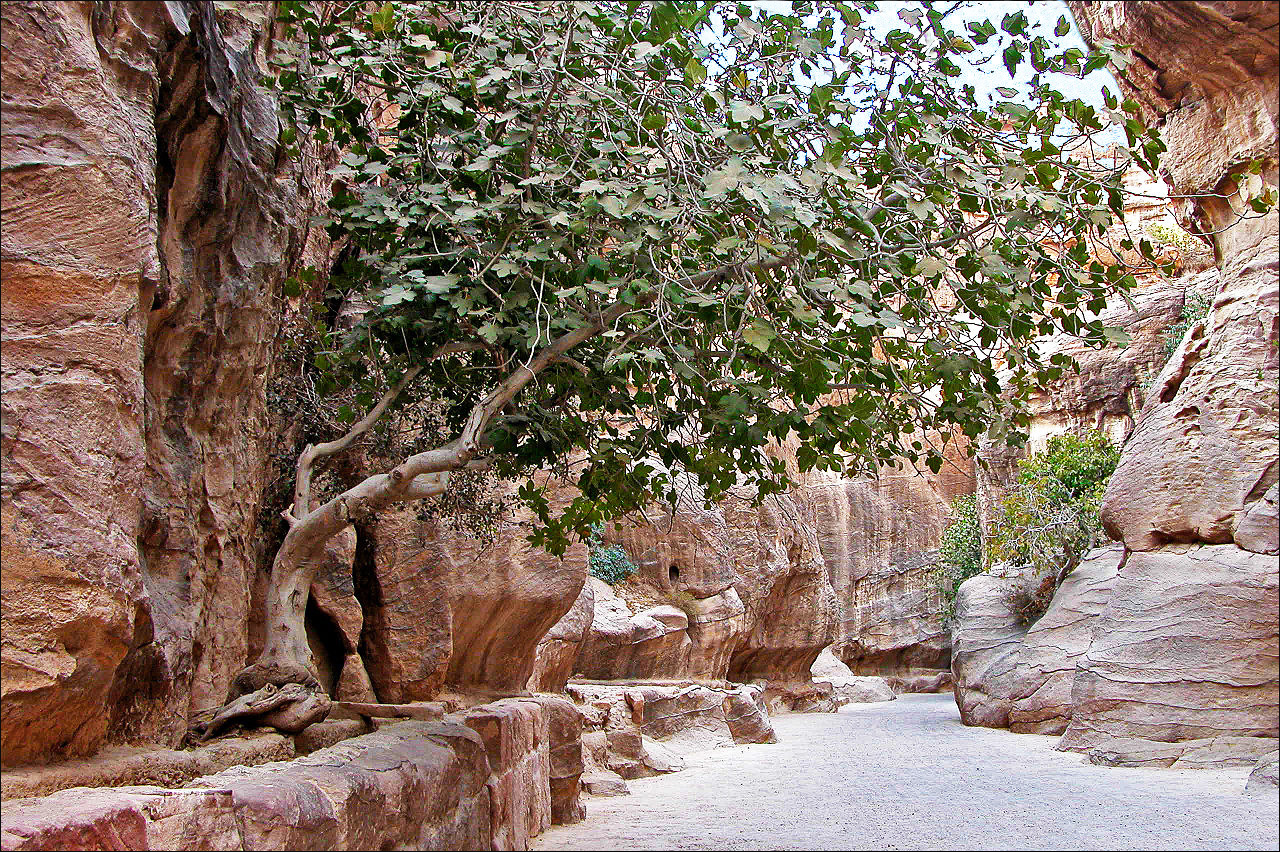
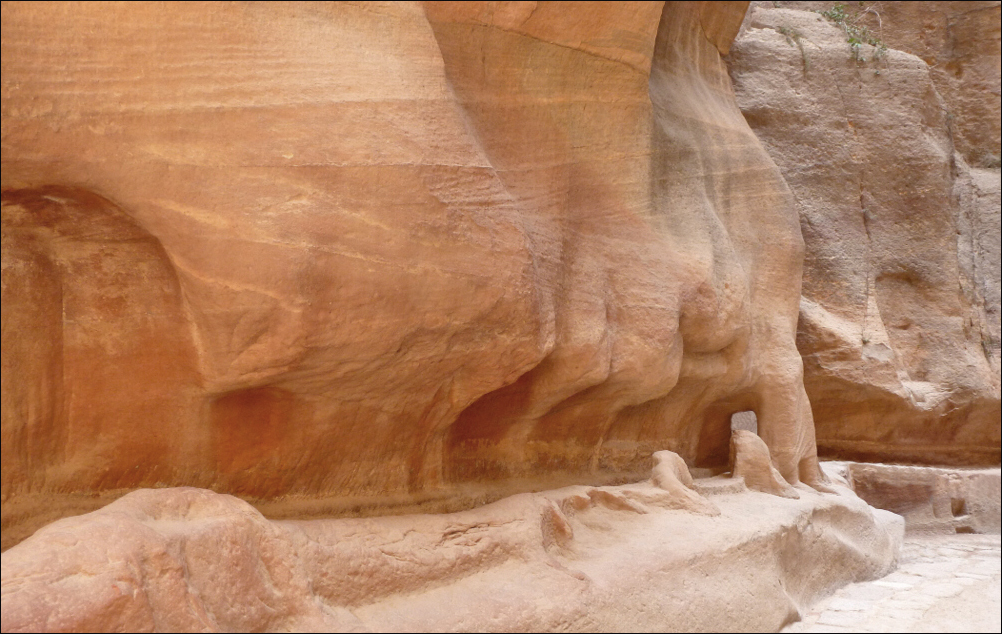

Complejo de templos Qasr al-Bint (ar: قَصْر الْبِنْت), Petra.
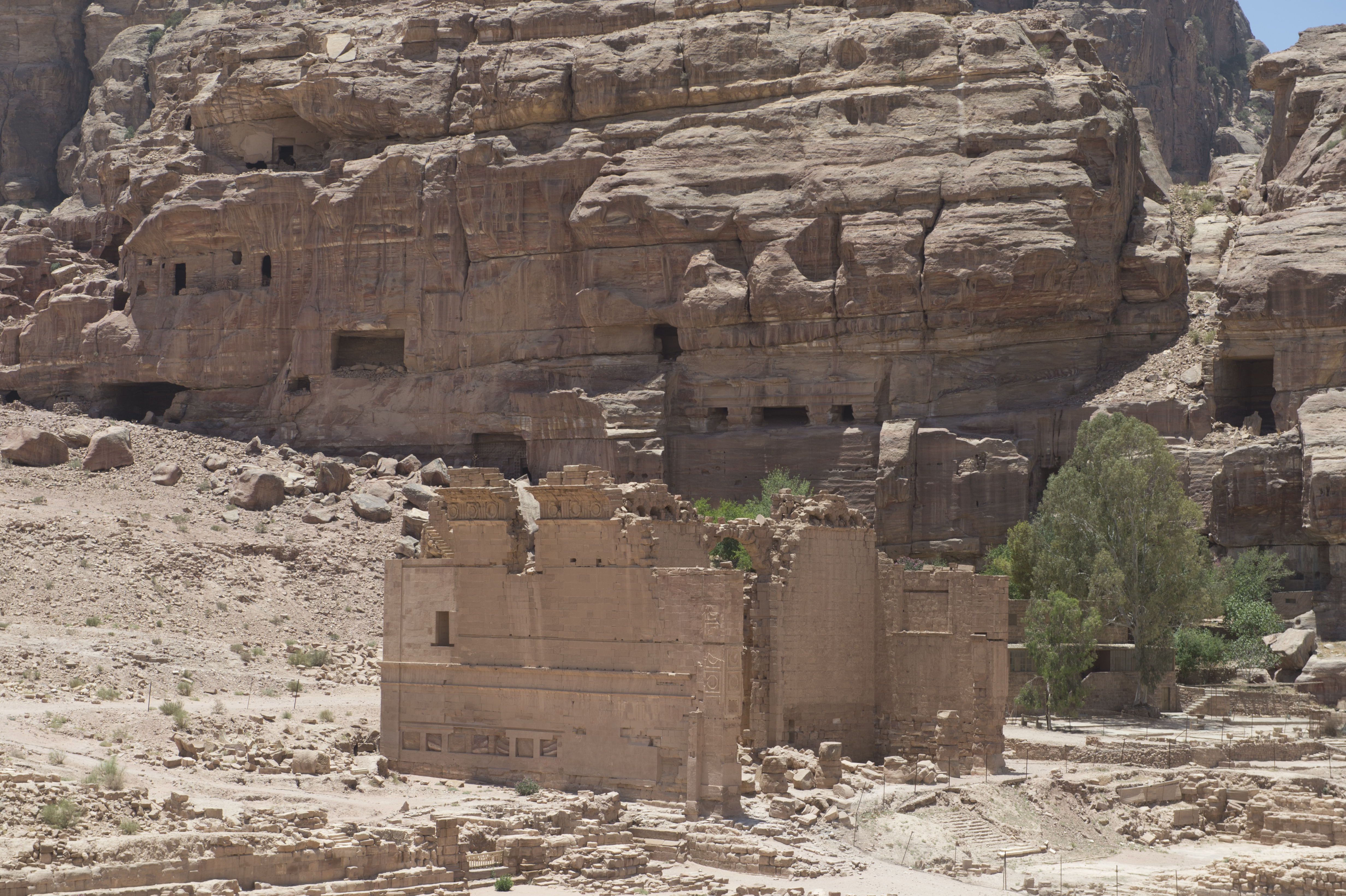
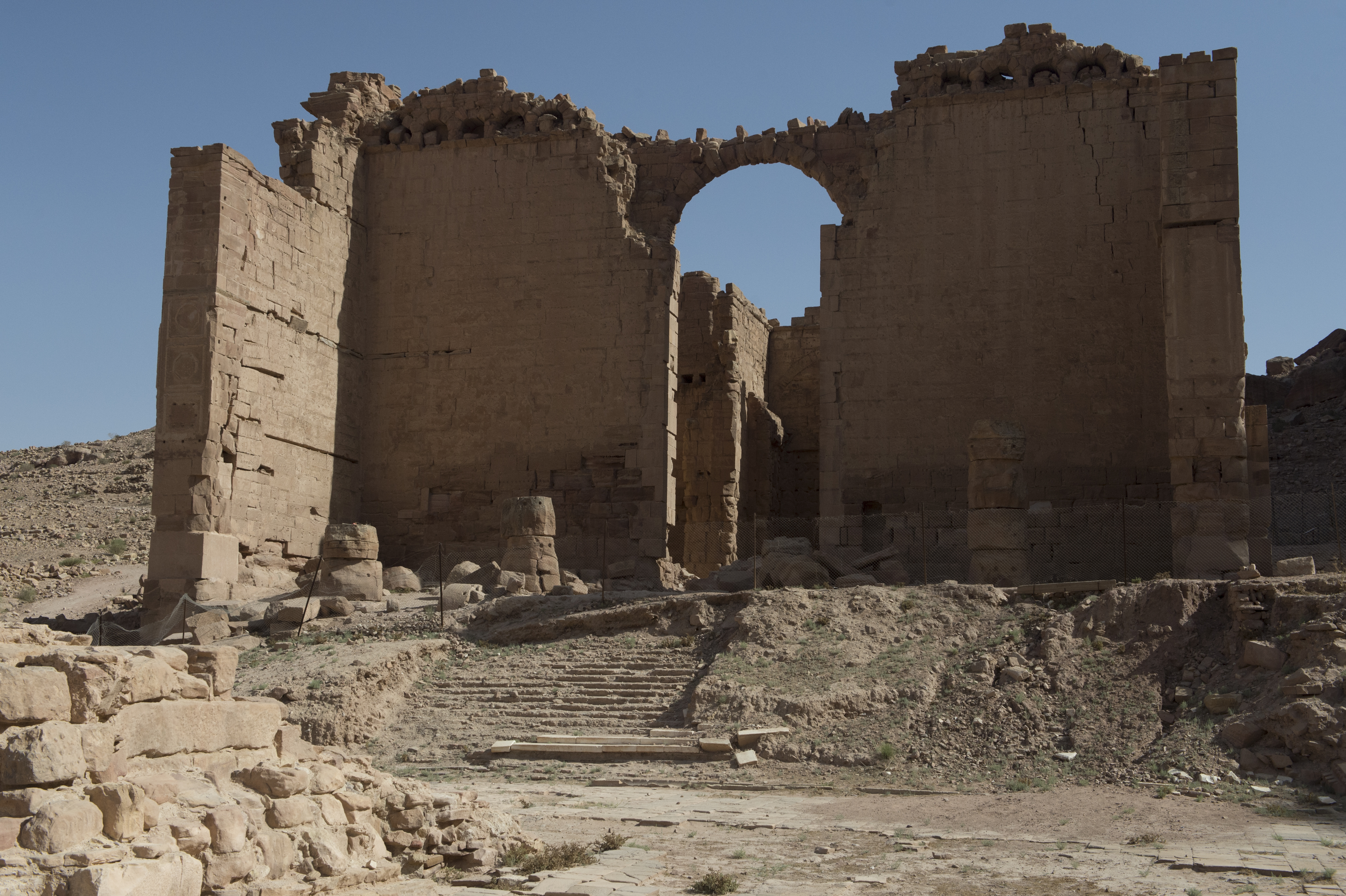

Restos de los Ninfeos, Petra
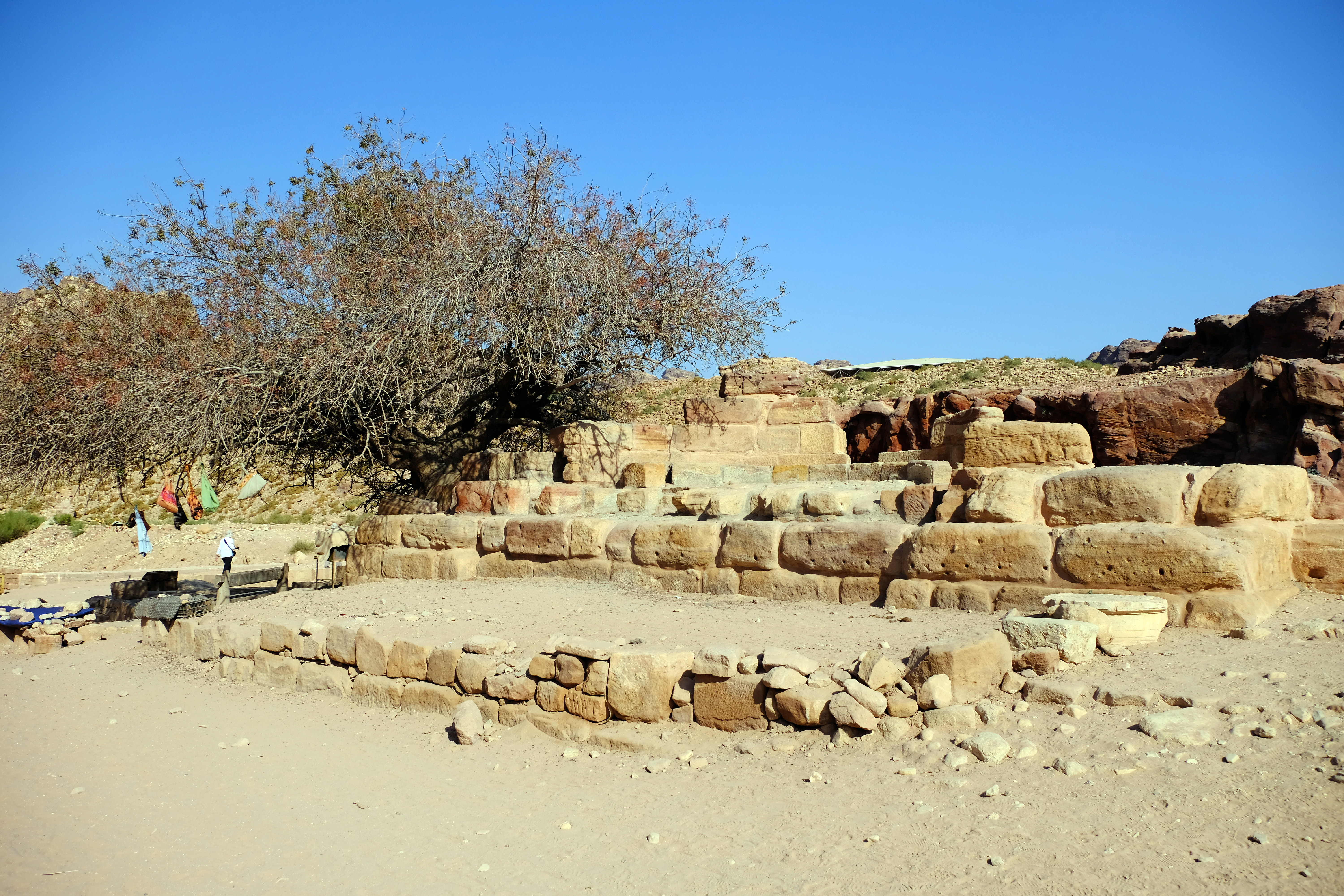
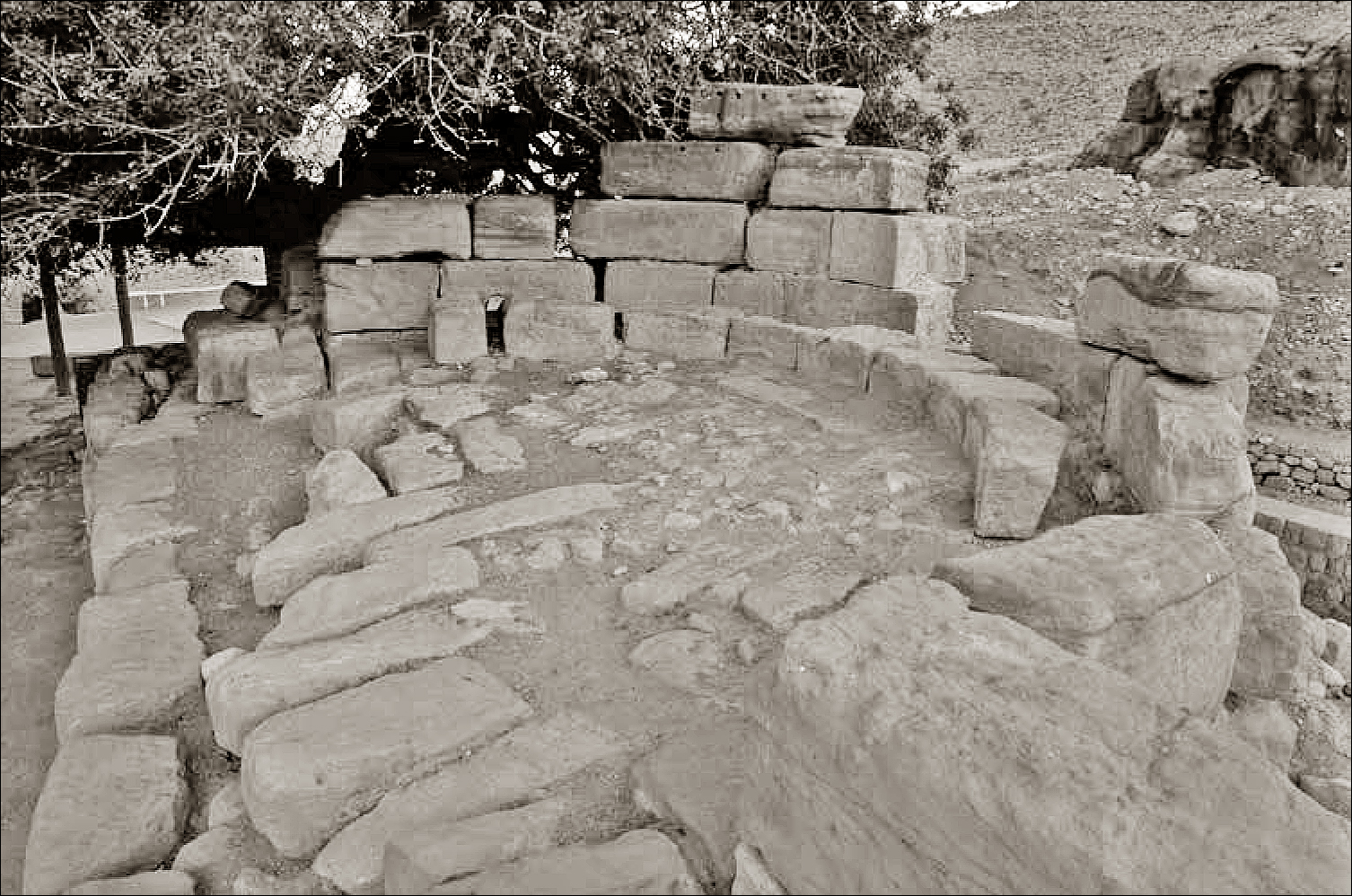
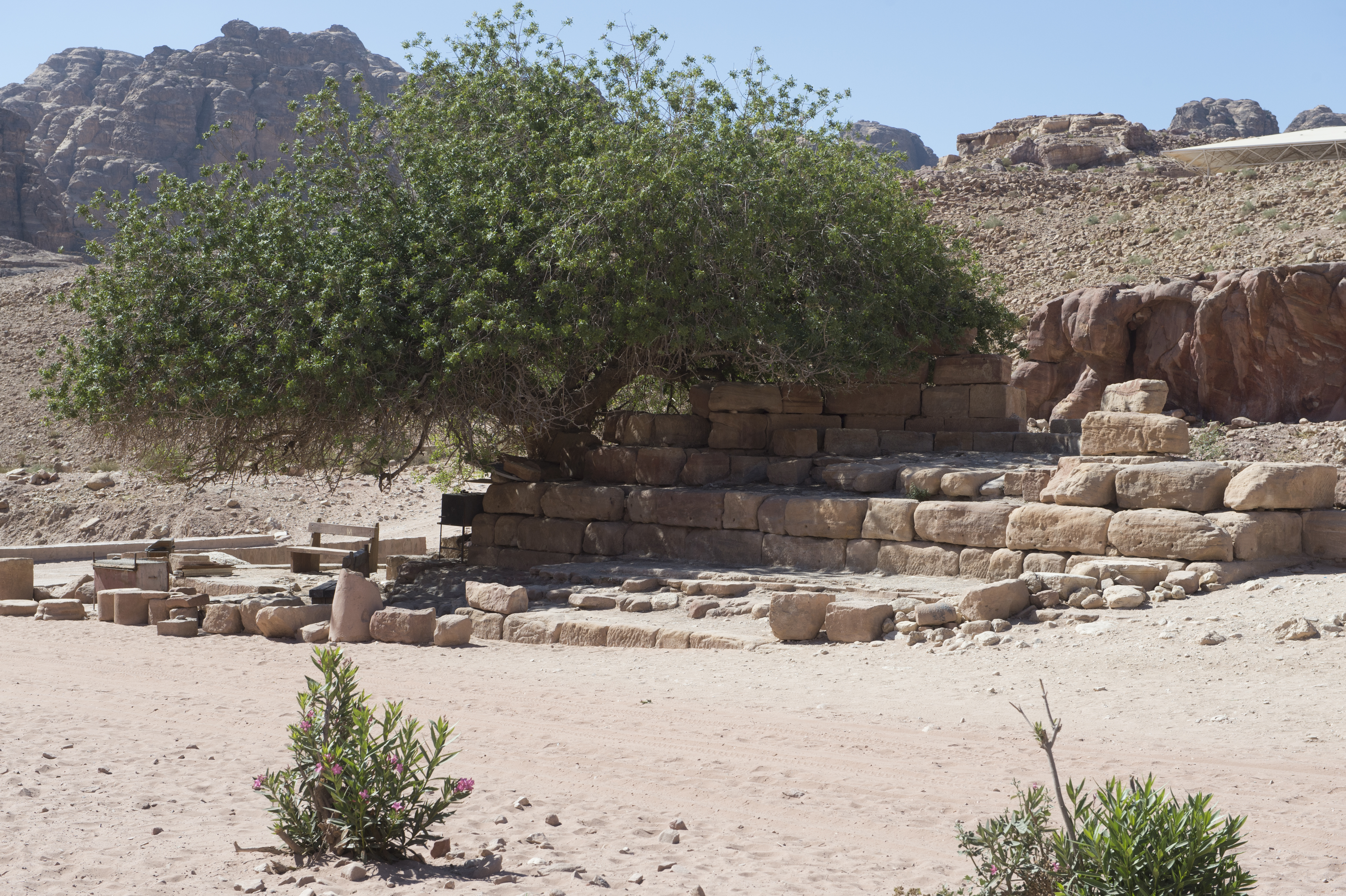

Con el fin de optimizar también el suministro de determinadas zonas de la ciudad o de ciertos edificios singulares como termas, ninfeos, lugares de culto, Paradeisos (en griego koiné, 'parques cerrados') y residencias privadas, la duplicación del suministro permitía satisfacer las necesidades hídricas, cualesquiera que fueran las variaciones de caudal de determinadas fuentes, o los aportes provenientes de la pluviometría. «... Si bien no hay duda de que el complejo de la Tumba del soldado romano contaba con un sistema de abastecimiento de agua de lluvia recolectada en una sofisticada red de múltiples cuencas y cisternas, interconectadas por tuberías que unían el wadi Farasah con el resto de la ciudad de Petra, es por otro lado más difícil determinar si el sitio se benefició de una importante suministro de agua dulce...[agua de manantial].»

Al-khaznah visto desde el Wadi Musa
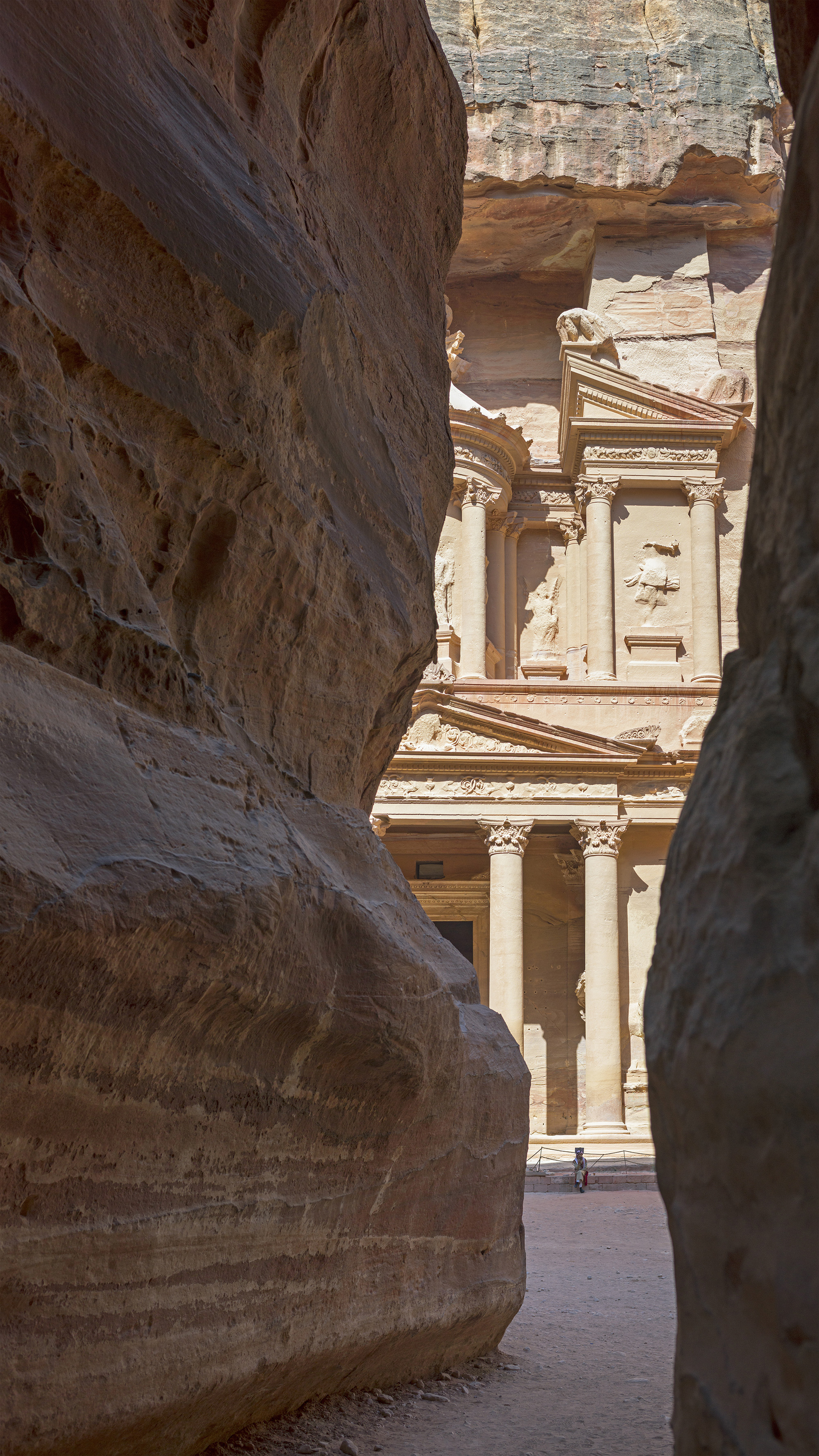
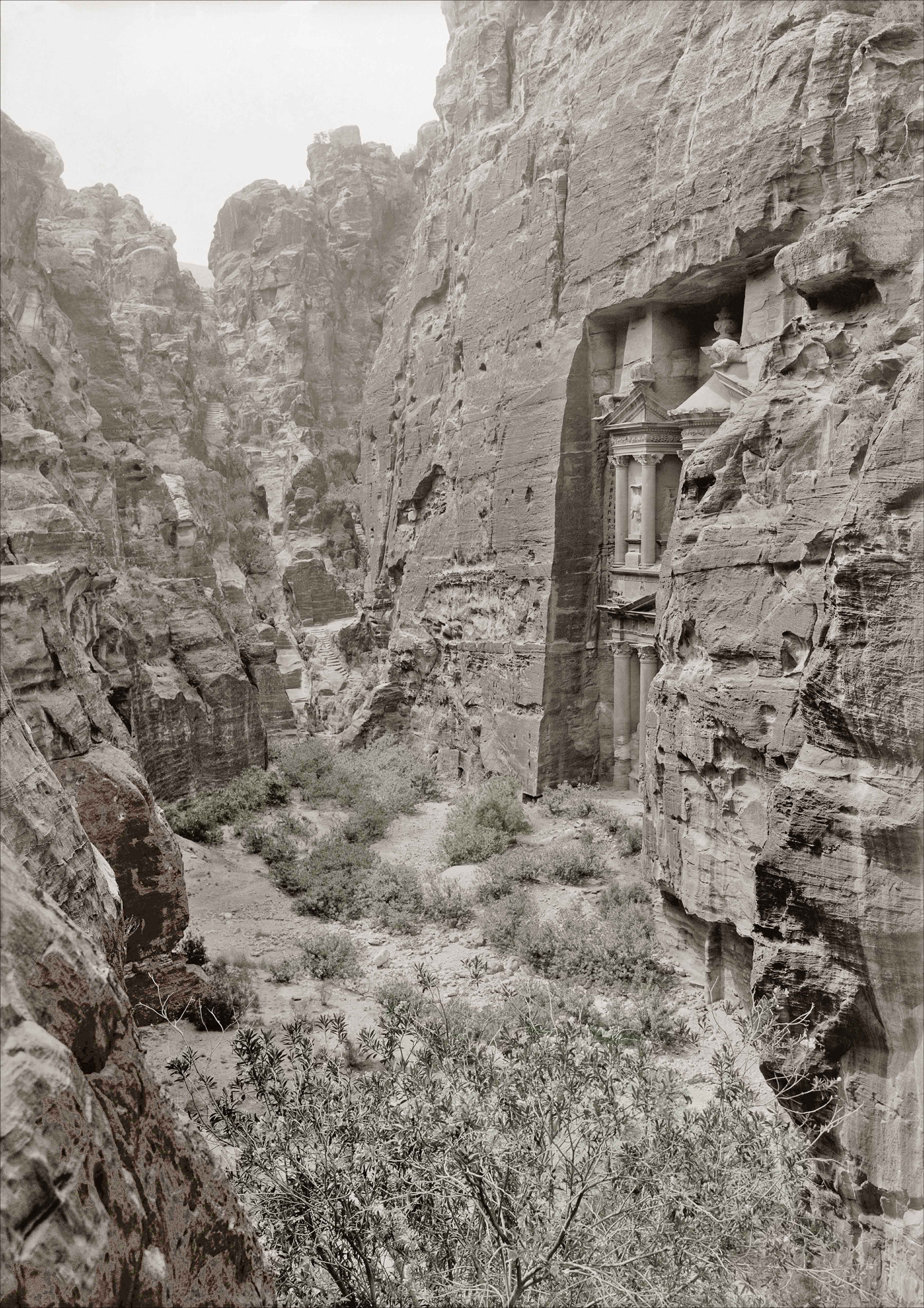

En el primer tramo del recorrido en el lado este del Siq, se encuentran los restos de varias decenas de metros de caños de terracota, que quedan sobre el camino y cuidadosamente entrelazados y articulados; estos caños se enterraban en un canalón excavado en la montaña y se cubrían con piedras y argamasa.
Al final del Siq, desde donde ya se puede ver el Khazneh, en uno de los lados de unos cincuenta metros de longitud, aún son visibles los restos de esa misma tubería de terracota que llevaba agua al centro de Petra. Las longitudes cortas de los elementos de tubería de terracota o de piedra tallada (de 30 a 60 cm, o incluso 1,0 m) permitían realizar curvas y cambios de dirección relativamente cortos, en particular para sortear colinas y montañas. En el lado opuesto del Siq, un canal abierto, perfectamente conservado, serpentea en casi todo su curso.

### Mantenimiento
El mantenimiento de las infraestructuras de todo el sistema hidráulico e hidrológico que abastecía a la ciudad de Petra se habría realizado según una gestión centralizada del agua de la ciudad. Debido a su complejidad, a las diferentes fuentes de captación de agua, al almacenamiento y a los medios de distribución, la red requirió el desarrollo y construcción de equipos perfectamente coordinados según las necesidades, evolucionando a lo largo de los siglos con la expansión de la ciudad, pero también requería un mantenimiento regular, bien gestionado y de calidad de las redes hidráulicas. «...es indiscutible que la gestión del agua en la región de Petra es un testimonio impresionante del establecimiento de una administración central eficiente, tanto más notable cuanto que fue establecida por antiguos nómadas».
Para ello, fue necesario formar y mantener una mano de obra árabe nabatea cualificada para la construcción y el mantenimiento de ese conjunto hidráulico. «... La realización de los proyectos dependía en última instancia de una autoridad decisoria y reguladora que suponía una organización política estructurada...». El diseño e instalación de esas complejas redes en distancias tan largas fue obra de los habitantes nabateos expertos en las técnicas de tendido de complejas redes de tuberías para el abastecimiento de la ciudad de Petra, más que del trabajo del segmento nómada de la población.

## Infraestructuras asociadas con la producción de calor

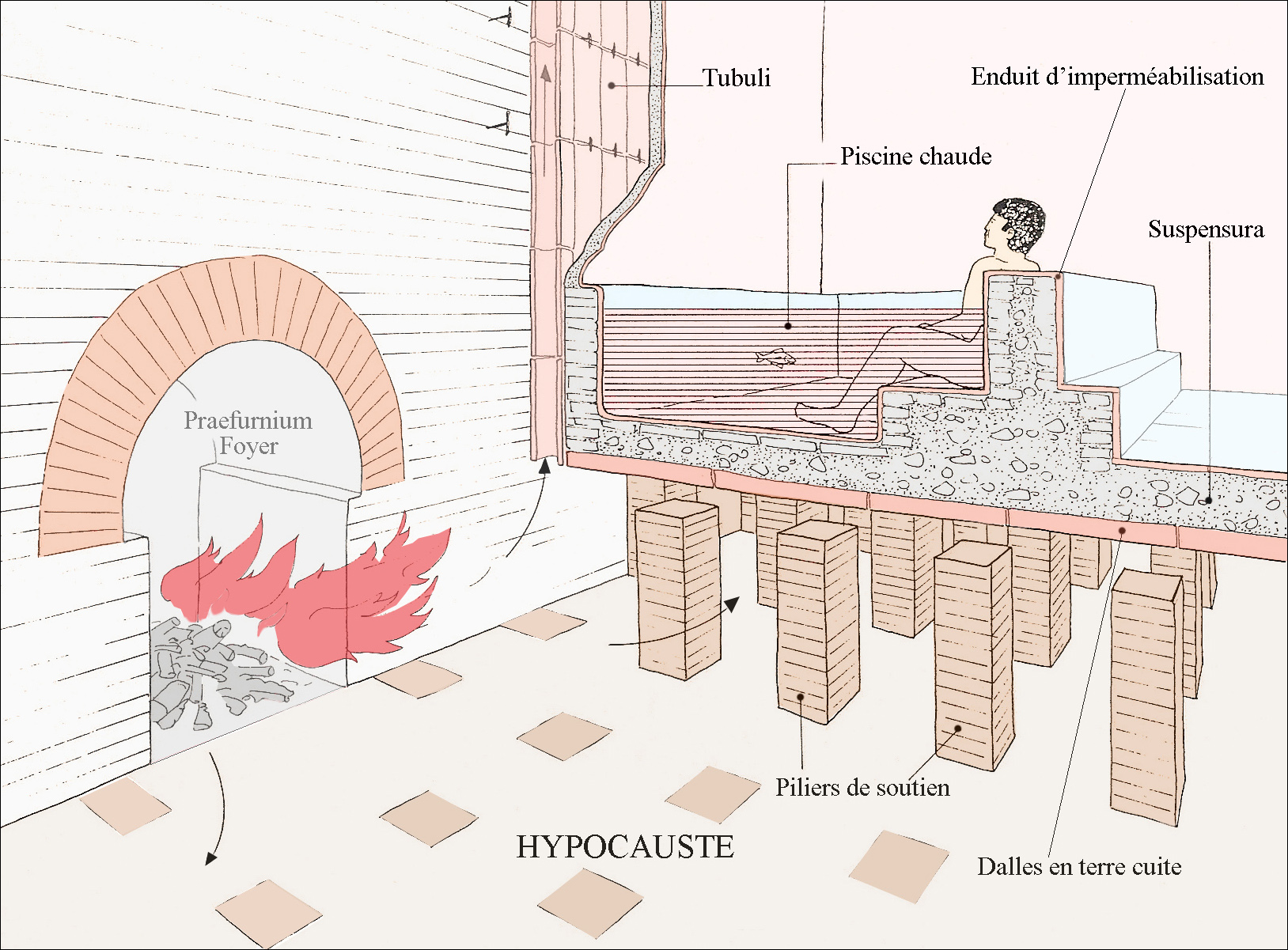
Dibujo esquemático que muestra el mecanismo del hipocausto

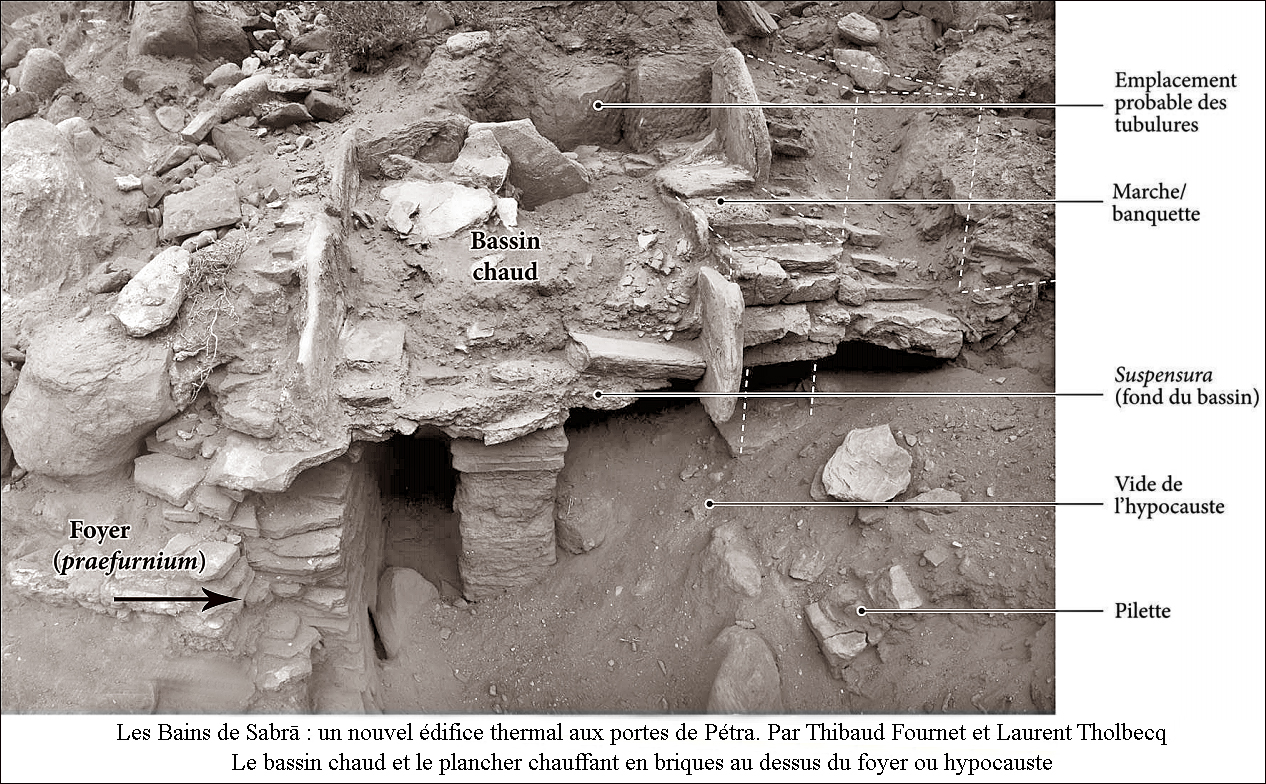
Cuenca caliente y el hipocausto de las termas de Sabra

La producción de calor para las necesidades de los baños termales constaba de varios elementos, en cuya realización se trabajaba desde el inicio de la construcción de las termas. El suministro de agua y la producción de calor constituían los dos elementos principales que se tenían en cuenta durante la construcción de las termas. Esa producción de calor debía aprovecharse para calentar determinados locales, así como para calentar el agua para los baños calientes.
- La sala de calefacción - Praefurnium - y el almacén de leña.
- El hipocausto con los pilares y su techo compuesto - Suspensura.
- La distribución de aire caliente, los tubos y los conductos de evacuación de humos.

El sistema de calefacción con el hipocausto funcionaba forzando la circulación de aire caliente y humo bajo un piso suspendido levantado por pilares (pilae). El calor irradiado a través del suelo, calentando la superficie del suelo, así como la habitación y el baño de arriba. Este sistema de calefacción fue inventado por los griegos en el siglo III a. C. con un "proto-hipocausto" ineficiente, que utilizaba conductos colocados debajo de los pisos y dentro de las paredes, trayendo aire caliente a las habitaciones para calentarlas. [107] El sistema fue perfeccionado por los romanos, con el principio del techo suspendido - Suspensura - en el siglo II a. conocido por ser el hipocausto de Vitruvio, quien él mismo añade: Hay descubrimientos que, sabemos, datan sólo de nuestra época. [108] “... Latubulus es un tubo de calefacción de cerámica (terracota) desarrollado por los romanos para crear cavidades en las paredes a través de las cuales podía circular el aire caliente. Una extensión del sistema del hipocausto, los sistemas de túbulos, fueron uno de los sistemas de calefacción más avanzados utilizados en la antigüedad y se utilizaron en todo el Imperio Romano..." 

### Praefurnium

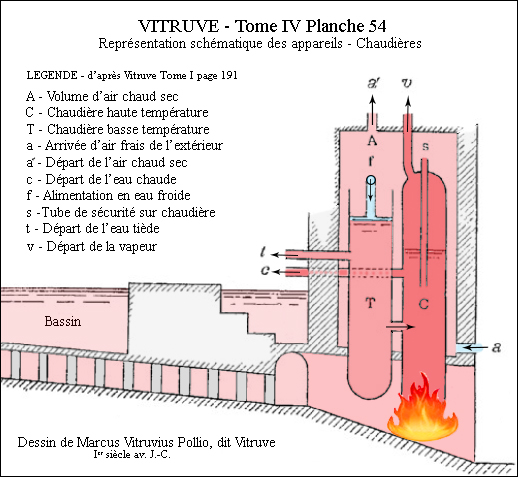
Dibujo esquemático de la producción de calor

La sala de calefacción o hogar, Praefurnium, generalmente se disponía en un nivel más bajo del local a calentar, para facilitar la difusión del calor, como se puede ver en al Biyara, wadi Sabra. A menudo se consideraba también la pendiente natural del terreno. Según la importancia de las termas, podía haber una única sala de calefacción, más o menos grande según el número de salas y baños a caldear; algunos baños podían tener varios hogares, como en ez Zantur.
La estructura de esta sala de forma cuadrada o rectangular, contaba con una abertura en el lado del encendido y la reserva de combustible, así como para el suministro de aire fresco, y otra abertura en el lado del hipocausto, para la salida de humos y gases, así como del aire caliente. Los muros eran de piedra o de ladrillo, según los materiales disponibles. Las paredes eran gruesas y el techo a menudo estaba abovedado.
Una habitación contigua al hogar permitía almacenar combustible, leña o carbón. Esta sala de servicio se abría directamente al exterior, para facilitar el suministro de combustible.

### Hipocausto

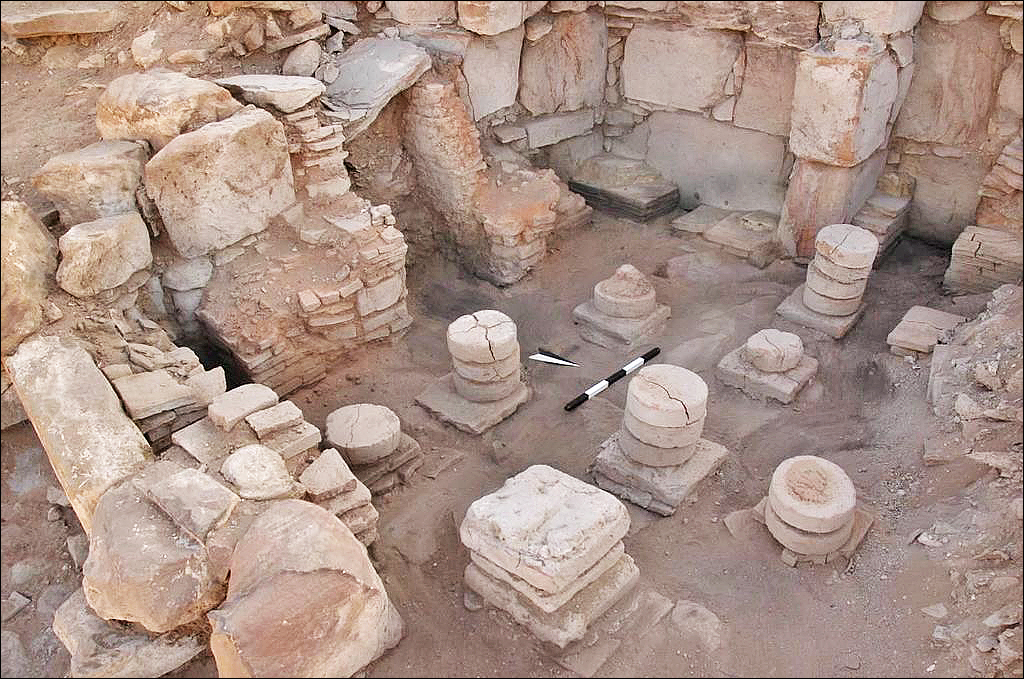
Restos de un hipocausto, Petra

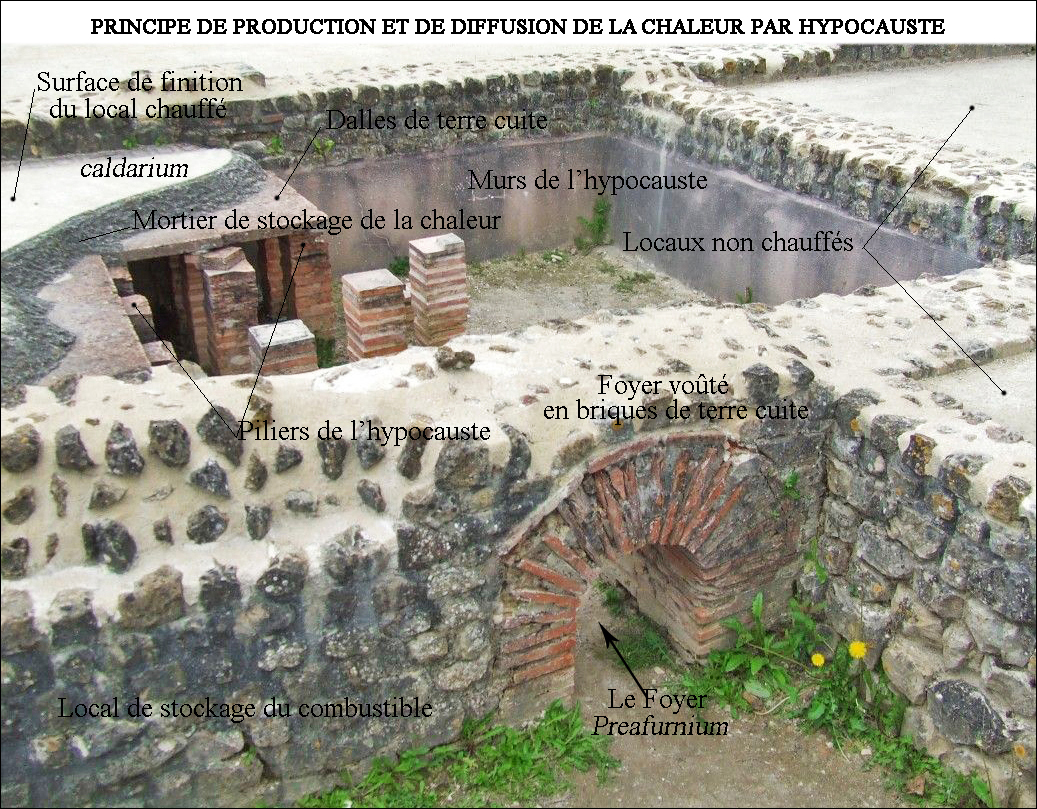
Los elementos de producción y difusión del calor por hipocausto

El hipocausto estaba compuesto por varios elementos: generalmente hay un vacío bajo el edificio de 0,50 m a 1,00 m utilizado para la difusión y distribución del calor en el interior del local, el suelo generalmente está estabilizado y revestido de piedra o descansa sobre la roca. Un conjunto de pilares de ladrillo, de sección redonda o cuadrada, sostenía el suelo del local (suspensura) o de los baños a calentar. “... La suspensura es una especie de sótano con techo de losas de terracota, que no son más que grandes tejas apoyadas sobre pilares. Se tiene cuidado de que el avance de los humos se produzca en un movimiento ascendente constante; esta condición concuerda de la manera más natural con la disposición inclinada de los rápidos de los estanques...”
Las losas de terracota solían descansar sobre los pilares y formaban a la vez la estructura básica del suelo, una especie de encofrado, que soportaba una gruesa capa de mortero de teja. Antes de ser recubierta por el pavimento de piedra o mármol, se realizaba una capa de sellado, generalmente mediante placas de plomo. Este conjunto compacto de losas de terracota y mortero permitió el almacenamiento de calor con gran inercia, y la transmisión de calor por radiación. Este principio de calefacción también permite mantener la temperatura, tanto en el volumen del local como en el del suelo. Esto requería una cierta habilidad en la gestión de la instalación térmica de los baños termales, pero también en el ajuste de todos los parámetros que permitieran proporcionar la temperatura adecuada en las instalaciones y en los baños. Este principio de calefacción resultaba cómodo para los visitantes de las termas,[117]

### Túberías

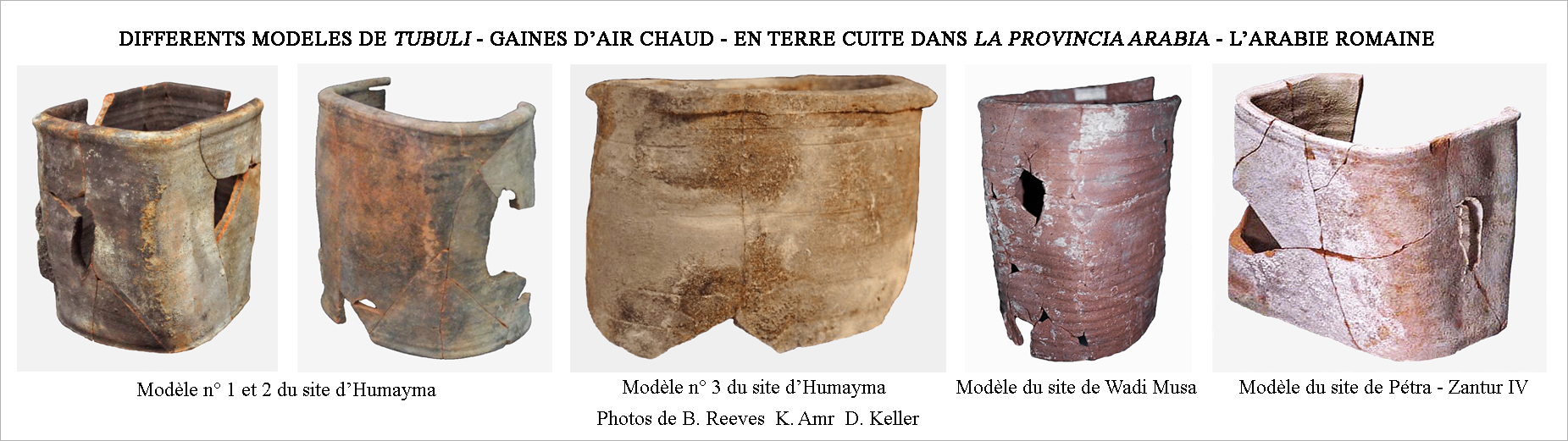
Varios conductos de aire caliente utilizados en la Arabia romana y algunos de los baños termales de Petra

La calefacción del local también se realizaba mediante conductos de distribución de aire caliente denominados túbulos, estos son elementos de conductos de terracota de diferentes formas, que permiten la circulación del aire caliente desde el hipocausto hasta las partes superiores de las termas. Los sistemas de calefacción Tubuli fueron uno de los diseños de calefacción más avanzados utilizados en la antigüedad y se emplearon en todo el Imperio Romano. [118] Los conductos se colocaron verticalmente contra las paredes exteriores del local a calentar y se sellaron con mortero. [119]
“«... formaban columnas verticales que permitían la circulación de aire caliente. Para aumentar su circulación, se perforaron orificios de ventilación en la parte lateral de los conductos, que permitían la transmisión de aire caliente entre las columnas adyacentes...»” [119] El primer uso de los túbulos data de finales del siglo I a. con una mejora y un uso más intensivo, en particular en las termas de Petra, en los siglos I y II d. C. Los túbulos sustituyeron a las otras técnicas utilizadas anteriormente para el calentamiento por las paredes. Los primeros sistemas de calefacción de pared, utilizados por los romanos, estaban compuestos por placas de terracota, colocadas verticalmente contra las paredes y cuyos ángulos tenían una protuberancia que permitía separarlas para permitir el paso del aire - las tegulae mammatae. Con otros sistemas de fabricación menos elaborados, eran simples placas de terracota, fijadas mediante ganchos con su sistema espaciador incorporado.
Séneca el joven, un filósofo, dramaturgo y estadista romano del siglo I, revela que los romanos valoraban más el sistema de calefacción de pared por su capacidad para calentar las habitaciones del baño de manera uniforme, arriba y abajo: «.. Es para el hombre, no es al sabio a quien debemos estas invenciones [...] como los baños suspendidos sobre sus fogones, y estos tubos, aplicados en las paredes, que hacen circular el calor y lo mantienen de abajo hacia arriba siempre igual.»
Los fustes verticales fueron ensamblados y fijados entre sí, y sellados a las paredes con mortero. En algunos casos, los ganchos en T colocados entre dos elementos y fijados a las paredes permitieron el mantenimiento y el espaciado adecuado de los conductos. El conjunto se revistió generalmente con estuco, antes de terminar con losas de mármol o mosaico. Partes de los conductos tenían aberturas para permitir el paso del aire de un conducto al otro. [122]
En las habitaciones que requerían una temperatura alta —laconicum, sudatorium— el techo era abovedado y estaba dotado de una abertura en la parte superior, con un disco de bronce que, según su posición, permitía regular la temperatura de la habitación. Se han encontrado muchos restos de redes de túbulos durante las diversas excavaciones, particularmente en la parte inferior de las redes, pero debido a la fragilidad del material que constituye los túbulos, la parte superior de la red se mezcla entre los restos de terracota y los arqueólogos e historiadores saben muy poco sobre esta parte superior del sistema de calefacción.

### Calentamiento de los piscinas

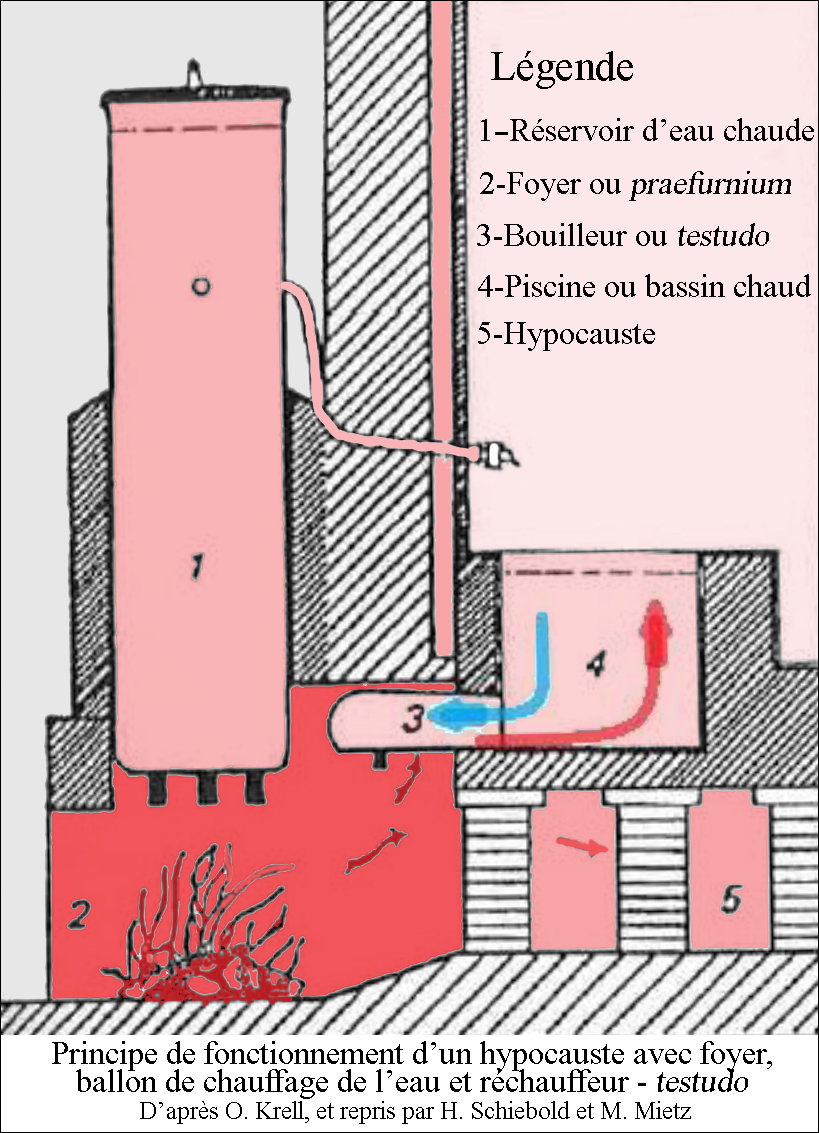
Dibujo esquemático de la producción de calor de las termas

El calentamiento de las piscinas, generalmente abastecidas de agua fría por un depósito cercano, se hacía en parte por transmisión de calor a través del suelo del hipocausto, pero esta forma de calentar el agua no siempre era suficiente. El aumento de la temperatura de la pileta o de la piscina se hacía luego por medio de calderas (tanque de agua caliente) colocadas encima de una solera que calentaba el agua de los baños a la temperatura deseada, para el baño tibio del tepidarium y el baño caliente para el  caldarium. Estas calderas debían alimentar el  laconicum, una habitación caliente y seca, y el sudatorium,  la habitación caliente y húmeda.
La parte de base de los tanques, en contacto con el fuego, era de latón - bronce - la parte superior era de plomo. [125] Con el fin de reducir el tiempo de calentamiento del agua en las piletas y permitir un mejor control de la difusión del calor, muchas termas incluían una "caja" metálica, el testudo, generalmente de cobre, abierta en el fondo del lavabo, y cerrado en el lado de la chimenea. Esta parte cerrada se exponía al calor del hogar, calentando así el agua de esta parte del estanque; la diferencia de temperatura entre el agua muy caliente de este "calentador" y la temperatura más fría de la palangana creó una corriente circular que igualaba la temperatura en la piscina.

### Drenaje de las piscinas

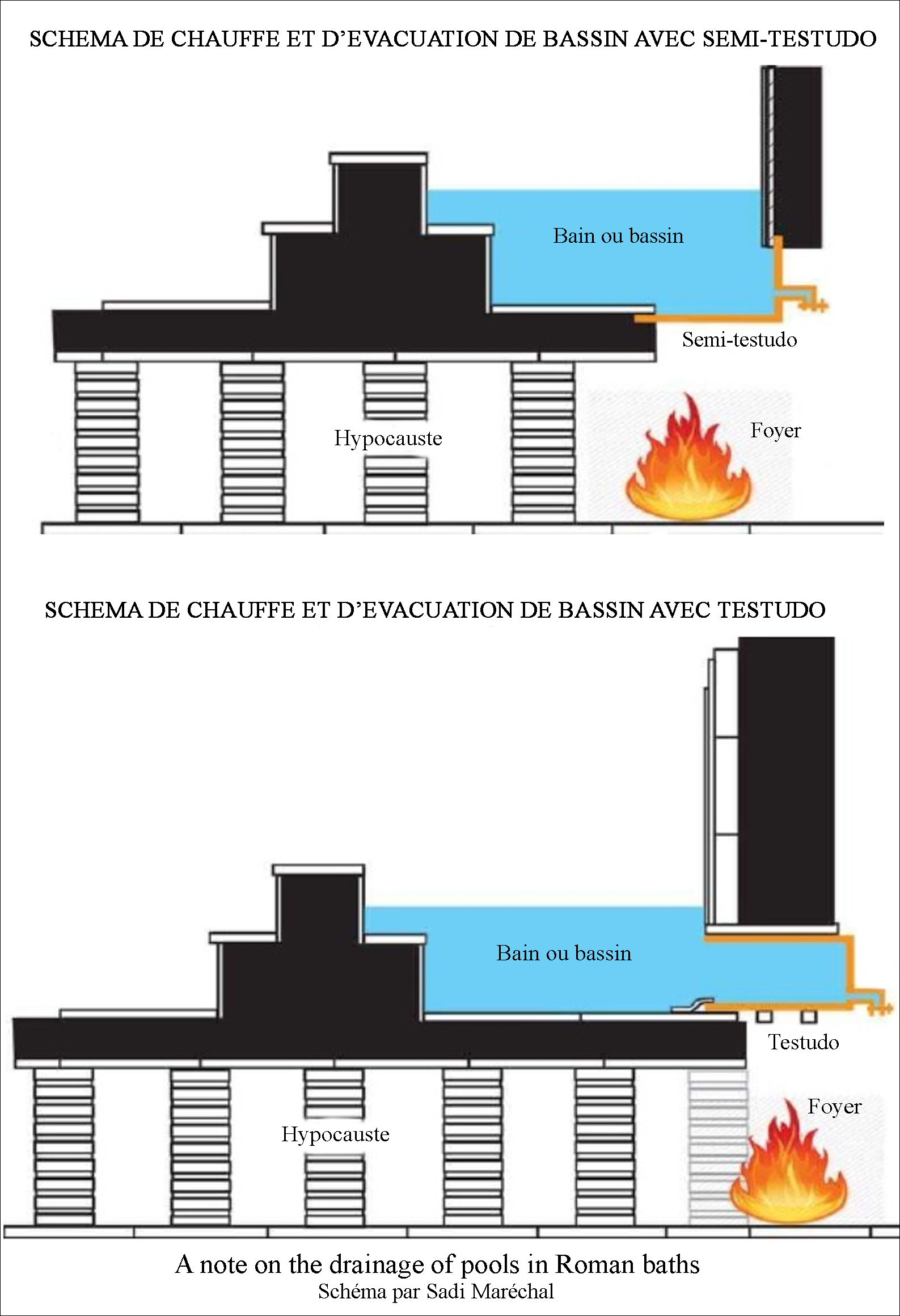
Dibujo esquemático de la producción de calor para las termas romanas

El desagüe de los estanques y piscinas, o baños fríos, el frigidarium y el loutron, así como de las piscinas y piscinae, que se alimentaban de un depósito de agua, a su vez alimentado por un acueducto, [127] se hacía generalmente según la técnica romana, que consistía en dirigir la evacuación o vaciado de agua, ligeramente cargada, hacia las letrinas, sirviendo luego para la evacuación de los residuos más importantes, antes de ser conducida hacia los wadis. [128] El vaciado de estas cuencas podría hacerse directamente en la red de agua de la ciudad, o en el wadi cercano.
El vaciado de las piletas y baños calientes se realizaba desde un grifo fijado al "calentador" - testudo o semi-testudo - y luego se dirigía directamente a un canal que llevaba el agua a la red de la ciudad o un wadi. El drenaje también podría usarse para limpiar el piso del hipocausto debajo, antes de enviarlo a un canal conectado a la red de la ciudad o directamente a un wadi; en algunos casos el agua pasaba por el hogar y servía para limpiarlo, siempre que estuviera fría. [130] Vitruvio en el siglo I a. C., en su libro Tomo I sobre el calentamiento de las termas, da las explicaciones sobre el funcionamiento de este sistema: “...El hogar está instalado en el sótano. El agua, suministrada por un depósito alimentado por las tuberías de la ciudad, se calienta gradualmente en una caldera T y una caldera-caldera C. El cuerpo de estas calderas está alojado en una cámara de mampostería y recibe calor directo de la chimenea. [...] La caldera de agua caliente comunica con la cubeta de alimentos (de agua fría) y la caldera, con la caldera de agua caliente. De modo que cualquier toma de agua caliente sea reemplazada automáticamente por una entrada de agua tibia; este último a su vez, por un influjo de agua fría..." [131]En cuanto a las diversas termas de Petra, la destrucción por terremotos, el desgaste del tiempo o la inundación de los wadis, aún no han permitido definir perfectamente el sistema de drenaje de las distintas cuencas y piscinas, las excavaciones de los cuales todavía están en curso.

### Evacuación de humos

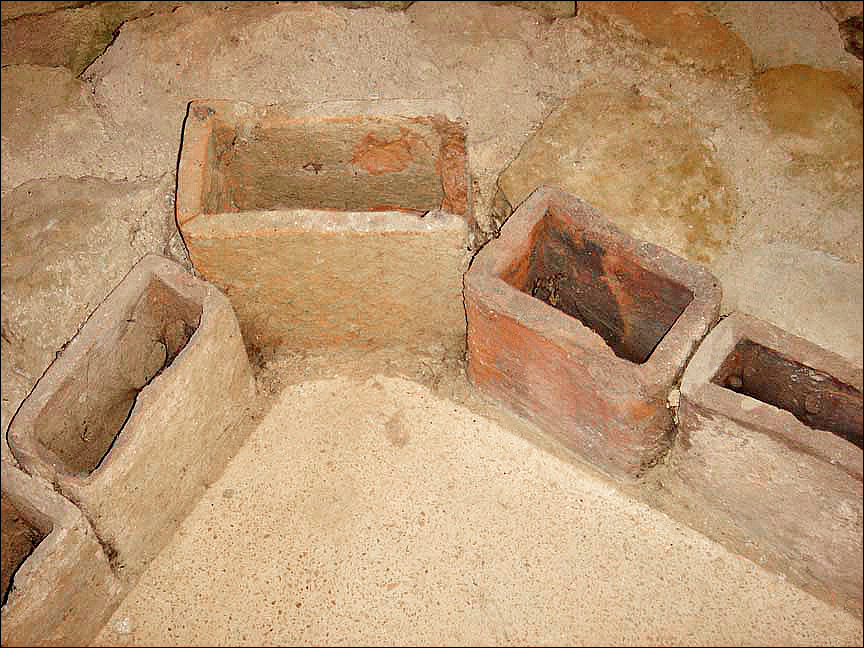
Conductos de aire caliente y del humo utilizados en las termas romanas de Petra

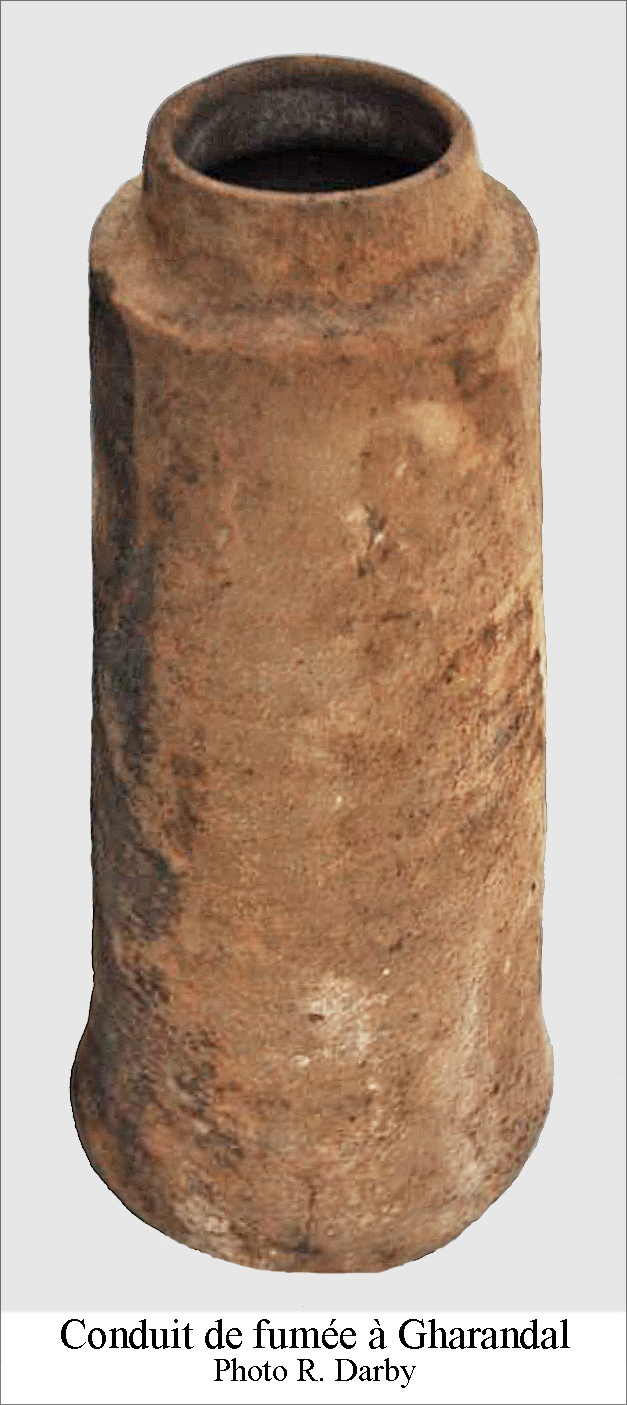
Conducto de humo de terracota

La evacuación de humos, al igual que la adecuada difusión de aire caliente, era parte integrante del buen funcionamiento de un hipocausto y de toda la producción de calor del sistema. El conducto de humos se dirigía a la chimenea en la parte superior, o se enviaba directamente al exterior atravesando el techo o la terraza. El hogar se alimentaba de acuerdo con las necesidades de calor en los locales y en las piscinas. Este trabajo estaba destinado a los esclavos, especializados en el buen funcionamiento de las termas, supervisados por el balneador o supervisor de las termas.
Los conductos de humo, de terracota, se colocaban generalmente junto a los conductos de aire caliente (túbulos) que transportaban el aire a alta temperatura. También ayudaron a calentar el local.
Tanto los conductos de aire caliente como los conductos de humos tenían un papel activo en el sistema de calefacción de las termas, pero también tenían un papel pasivo en el aislamiento de los edificios y evitaban las condensaciones en los muros.
En 1998, un equipo de arqueólogos e ingenieros reconstruyó un conjunto de baños termales, utilizando materiales y técnicas de la época romana: «Esta experiencia ha permitido conocer mejor muchos aspectos de la construcción y funcionamiento de los baños públicos, incluida la relación no resuelta entre los túbulos (que transportan el aire caliente) y los conductos de escape de humos.»  El diseño más económico tenía los túbulos de aire caliente completamente separados de la chimenea. En este sistema, cada columna de túbulos estaba bloqueada en el parte superior y el humo procedente del hogar y el hipocausto no pasaban a los túbulos, se evacuaban directamente, en la parte superior, fuera del edificio, o en la chimenea.
Una vez que se completaron las pruebas y se recopilaron todos los datos, los ingenieros descubrieron que el método de bloquear tres de las cuatro columnas de túbulos y dejar abierto el último restante demostró ser efectivo. A pesar de la baja corriente, todavía había circulación de aire caliente en los túbulos y la pared estaba suficientemente calentada. Pero los túbulos no fueron completamente efectivos para eliminar el humo y los gases del hipocausto. Este descubrimiento sugiere que los sistemas de calefacción podrían funcionar de manera eficiente, sin una conexión directa al conducto de escape de humos. La cuestión de la separación de humos tóxicos y aire caliente, a la salida del hogar, no parece estar perfectamente definida por arqueólogos e historiadores. [135]Según Vitruvio, la evacuación del humo se hacía por medio de tubos de cerámica, que colocados a lo largo de la pared permitían el tiro del hogar. «... El uso de combustible con llama clara, evitaba depósitos excesivos de hollín...». [136]

### Operación y mantenimiento

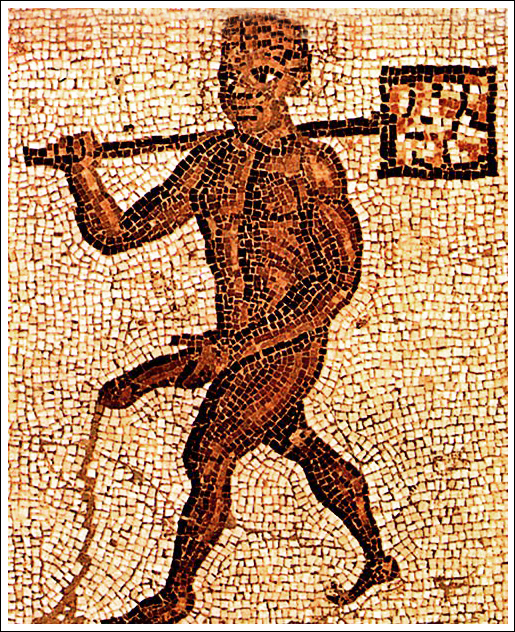
Mosaico de un esclavo cargando brasas para el hogar de los baños

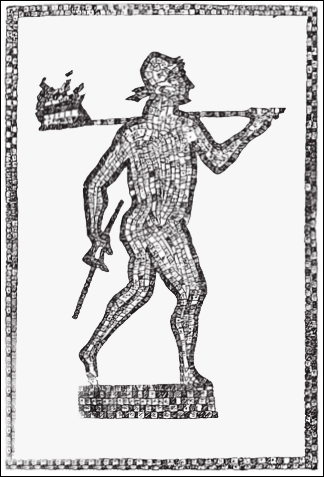
Mosaico de un esclavo en unos baños romanos llevando el fuego al hogar con un fierro en la mano

La operación y mantenimiento de las instalaciones estaba a cargo de varios equipos de esclavos, generalmente alojados en el lugar, que se encargaban del mantenimiento de las instalaciones de las termas, asegurando el suministro constante de agua, fría y caliente, y su correcta temperatura en función de la balneario. [137] Los esclavos destinados a las termas eran también responsables del mantenimiento y buen funcionamiento de toda la producción de calor de las termas: hogares, hipocaustos, conductos de difusión de aire y conductos de humos. Los esclavos debían asegurar el suministro permanente del hogar según las horas de uso, para mantener una temperatura agradable en el local y en los baños en el momento de su ocupación, pero minimizando los costes de utilización del combustible.
El fogonero, u hombre a cargo de la casa, se llamaba fornacator y generalmente era un esclavo. Dos mosaicos del norte de África respaldan esta afirmación. Ambos muestran a hombres desnudos cargando una canasta llena de brasas. El de Bir-Shana Moghane, muestra las brasas encendidas, para subrayar su vínculo con el hogar de los baños termales -praefurnium- y también incluye una plancha de fuego en la otra mano. El fierro podría simbolizar la tarea del bomberoquien también debía supervisar la combustión en el hogar, para corregir el suministro de aire si era necesario para la buena combustión de la madera o el carbón. También podría indicar que se necesitaba cierta habilidad para equilibrar el flujo de aire, la temperatura de difusión del aire en el hipocausto y los túbulos, la eficiencia energética y la temperatura del agua de los baños.
Reiniciar los baños termales después de un cierre total tomaba varios días y un consumo de combustible significativo. Los baños termales, según su importancia, podían ser privados, o ser edificios públicos pertenecientes a la ciudad; también había baños imperiales, bajo la responsabilidad directa del Emperador.
Un conjunto de baños estaba a cargo de un director  - conductor -, generalmente controlado por el municipio. Un guardián de las termas - curator operis thermarum or balneator - tenía la función de supervisar el trabajo de cada uno de los trabajadores en el sitio; el balneador era un hombre libre. [140] Los fornacatores a cargo de las casas eran esclavos que vivían en el lugar, trabajaban en equipo; su tarea era asegurar la continuidad del abastecimiento de la vivienda, desde el stock de combustible y las órdenes del supervisor o balneador, para mantener la temperatura correcta de las piscinas, a satisfacción de los propietarios y usuarios de las termas. “...La buena reputación de los baños termales era que siempre hacía suficiente calor; el supervisor era responsable de la calidad de los baños. [...] Los ciudadanos podían reclamar al interventor municipal si los baños no se calentaban lo suficiente..." [141]Equipos de esclavos especializados en el mantenimiento de los baños, también debían estar siempre presentes en el lugar, para reparar rápidamente cualquier falla que pudiera surgir durante la ocupación de las termas. El mantenimiento preventivo y programado de las termas por parte del supervisor, debía ocupar un cierto número de esclavos calificados en la limpieza de las piletas y los acueductos de abastecimiento de agua, la recuperación de las losas de mármol o mosaico, las degradaciones por infiltraciones de agua, la reposición de los elementos de los hogares destruidos por el fuego. Otros equipos debían encargarse del mantenimiento de los caminos de acceso así como del entorno de las termas.

## Técnicas y materiales
Los artesanos de la ciudad nabatea de Petra, en la actual Jordania, extendieron la tradición de Asia occidental, tallando sus templos y tumbas en la roca de color naranja amarillento que define los cañones y barrancos de la región. Estas edificaciones, que datan del siglo I a. C. hasta aproximadamente el siglo II d. C., son particularmente importantes en la historia de la arquitectura dadas sus formas experimentales. Debido a que las edificaciones servían como tumbas, los interiores eran bastante superficiales. En Petra incluso se encuentra un teatro donde los asientos están tallados en la roca.
La producción a pequeña escala de materiales similares al hormigón fue iniciada por los comerciantes nabateos que ocuparon y controlaron una serie de oasis y desarrollaron un pequeño imperio en las regiones del sur de Siria y el norte de Jordania desde el siglo IV a. C.. Descubrieron las ventajas de la cal hidráulica, con algunas propiedades autocementantes, hacia el 700 a. C.. Construyeron kilns para suministrar mortero para la construcción de casas de mampostería, pisos de hormigón y cisternas impermeables subterráneas. Mantuvieron las cisternas en secreto ya que permitían a los nabateos prosperar en el desierto. Algunas de estas estructuras sobreviven hasta el día de hoy.

## Arquitectos y constructores nabateos
- Apolodoro de Damasco: arquitecto e ingeniero nabateo de Damasco, Siria romana, que floreció durante el siglo II d. C. su producción arquitectónica masiva le ganó una inmensa popularidad durante su tiempo. Es uno de los pocos arquitectos cuyo nombre sobrevive desde la antigüedad, y se le atribuye la introducción de varias innovaciones orientales en el estilo imperial romano, como hacer de la cúpula un estandarte.[88] Apolodoro fue el arquitecto e ingeniero favorito de Trajano. Diseñó y supervisó la construcción del Foro, los Mercados, el Templo y la Columna de Trajano (el primer monumento de este tipo) y el Estadio de Domiciano dentro de la ciudad de Roma. Fuera de la capital, Apolodoro construyó puentes sobre el Danubio.y el Tajo en España y diseñó los arcos triunfales de Trajano en Benevento y Ancona. [145] Es el autor de Máquinas de asedio ( Πολιορκητικά), dedicada a un emperador anónimo, probablemente Trajano.  He designed and oversaw the construction of the Forum, Markets, and Temple, and Column of Trajan (the first monument of its kind), and the Stadium of Domitian within the city of Rome. Outside the capital, Apollodorus built bridges across the Danube and the Tagus in Spain and designed the triumphal arches of Trajan at Benevento and Ancona.[89]  He is the author of Siege Engines (Πολιορκητικά), dedicated to an unnamed emperor, likely Trajan.[89]

- Wahb'allahii: un cantero del primer siglo que trabajó en la ciudad de Hegra.[90] Wahb'allahi era hermano del cantero 'Abdharetat y padre de 'Abd'obodat. Se le nombra en una inscripción como el cantero responsable de la tumba datable más antigua de Hegra en el noveno año del rey nabateo Aretas IV (1 a. C.-1 d. C.).[91]

- 'Abd'obodat hijo de Wahballahi un cantero nabateo del siglo I que trabajó en la ciudad de Hegra.[92] Las inscripciones en cinco de las fachadas de las tumbas típicas de Hegra lo nombran como el artesano ejecutor. Sobre la base de las inscripciones, cuatro de las fachadas pueden fecharse en los reinados de los reyes Aretas IV y Malichus II. 'Abd'obodat fue evidentemente un artesano exitoso. Sucedió a su padre Wahb'allahi ya su tío 'Abdharetat en al menos un taller de la segunda generación de arquitectos nabateos. 'Abd'obodat es considerado el principal representante de una de las dos principales escuelas de canteros nabateos, a la que pertenecía su padre, su tío. Se asignan a la escuela dos fachadas más graves sobre la base de investigaciones estilísticas; 'Abd'obodat probablemente debe ser considerado como el albañil que llevó a cabo el trabajo.[93]
- 'Aftah : un albañil nabateo que se hizo prominente a principios de la tercera década del primer siglo.[94] 'Aftah está atestiguado en inscripciones en ocho de las fachadas de tumbas en Hegra y una tumba como el cantero ejecutor. Las fachadas están fechadas a finales del reinado del rey Aretas IV. En una de las fachadas trabajó con Halaf'allahi, en otra con Wahbu y Huru. Una décima fachada sin inscripción se atribuyó a la escuela de escultura 'Aftah debido a similitudes técnicas y estilísticas. Es el principal representante de una de las dos escuelas de albañiles de la ciudad de Hegra.
- Halaf'allahi: cantero nabateo que trabajó en la ciudad de Hegra en el primer siglo. Halaf'allahi se menciona en las inscripciones de dos tumbas en Hegra como el cantero responsable en el reinado del rey nabateo Aretas IV. La primera tumba, que se puede fechar en el año 26-27 EC, fue creada junto con el cantero 'Aftah. Por lo tanto, se le asigna al taller de la 'Aftah. Los arquitectos y escultores nabateos eran en realidad contratistas que negociaban los costos de tipos específicos de tumbas y sus decoraciones. Por lo tanto, las tumbas se ejecutaron en función de los deseos y las capacidades financieras de sus futuros propietarios. Las actividades de Halaf'allahi ofrecen un excelente ejemplo de ello, ya que se le encargó la ejecución de una sencilla tumba para una persona que aparentemente pertenecía a la clase media baja. Sin embargo,[151]

## Conservación
Petra es un sitio en la intersección del patrimonio natural y cultural que forma un paisaje cultural único. Desde que Johann Ludwig Burckhardt, también conocido como Sheikh Ibrahim, redescubrió la ciudad en ruinas de Petra, Jordania, en 1812, el sitio del patrimonio cultural ha atraído a diferentes personas que compartían el interés por la historia antigua y la cultura de los nabateos, como viajeros, peregrinos, pintores y eruditos. Sin embargo, no fue hasta finales del siglo XIX que los investigadores arqueológicos se acercaron sistemáticamente a las ruinas. Desde entonces excavaciones arqueológicas periódicas y la investigación en curso sobre la cultura nabatea han sido parte de Petra, el sitio del patrimonio cultural mundial de la UNESCO de hoy..  
A través de las excavaciones en el Parque Arqueológico de Petra, un número cada vez mayor del patrimonio cultural nabateo está expuesto al impacto ambiental. Un tema central es la gestión del agua que impacta en el patrimonio construido y las fachadas excavadas en la roca.  La gran cantidad de descubrimientos y la exposición de estructuras y hallazgos exigen medidas de conservación que respeten la interconexión entre el paisaje natural y el patrimonio cultural, ya que esta conexión es especialmente un desafío central en el sitio del Patrimonio Mundial de la UNESCO.]

### Conservación del patrimonio cultural
En los últimos años se establecieron diferentes campañas y proyectos de conservación en el sitio del patrimonio cultural de Petra. Los trabajos principales se centraron primero en la situación de la entrada del Siq para proteger a los turistas y facilitar el acceso. Asimismo, se llevaron a cabo diferentes proyectos de conservación e investigación en conservación. A continuación se muestra una lista de proyectos, que continuará.
- 1958: restauración del tercer pilar del edificio del Tesoro (Al-Khazneh). Este proyecto fue financiado por la Agencia de los Estados Unidos para el Desarrollo Internacional (United States Agency for International Development, USAID);
- 1974-1990: trabajos de conservación en el área excavada del Templo de los Leones Alados;
- 1981: diferentes trabajos de restauración por parte del Departamento de Antigüedades de Jordania;[103]
- 1985: trabajos de restauración en el Templo Qasr El Bint por el Departamento de Antigüedades de Jordania;[104]
- 1990-1998: excavación y conservación de la iglesia bizantina por el Centro Americano de Investigación (American Centre of Research, ACOR);
- 1992-2002: Centro de Conservación y Restauración en Petra (Conservation and Restoration Center in Petra, CARCIP), Proyecto GTZ alemán;[101]
- 1993-2000: excavación, conservación y restauración del Gran Templo, financiado por la Universidad de Brown, EE. UU.;[105]
- 1996-en adelante: restauración del Siq y rehabilitación de su suelo por el Fondo Nacional de Petra fundado por el Jordanian-Swiss counterpart Fund, la Swiss Agency for Development y el World Monuments Fund.;[106]
- 2001: restauración del altar frente al Casr Bint Firaun por la UNESCO;
- 2003: desarrollo de un plan de conservación y mantenimiento de los antiguos sistemas de drenaje para proteger las fachadas excavadas en la roca;[100]
- 2003-2017: evaluación de la desalinización y restauración en las fachadas de las tumbas;[107]
- 2006-2010: preservación y consolidación de las pinturas murales en Siq al Barid por el Petra National Trust en cooperación con el Departamento de Antigüedades de Jordania y el Courtauld Institute of Art (Londres);
- 2009: en adelante, esfuerzo renovado para preservar y rehabilitar el Templo de los Leones Alados por parte de la Iniciativa de Gestión Cultural del Templo de los Leones Alados (The Temple of the Winged Lions Cultural Management, TWLCRM), el Parque Arqueológico de Petra (PAP) y el Departamento de Antigüedades de Jordania;*2016-2019: caracterización y conservación de pinturas en paredes y esculturas de la Petra nabatea "El Proyecto de Conservación de Pinturas de Petra ("The Petra Painting Conservation Project (PPCP)"[108] financiado por la Fundación Alemana de Investigación (Proyecto número 285789434) funded by the German Research Foundation (Project number 285789434).[109]

## Sitios arqueológicos
- en Jordania:
  - Petra y pequeña Petra
- en Siria:
  - Bosra
- en el noroeste de Arabia Saudita:
  - Mada'in Saleh
  - Jabal al-Lawz
- en el desierto de Negev de Israel:
  - Shivta, disputado como un precursor nabateo de una colonia bizantina.
  - Avdat
  - Mamshit
  - Haluza
- en Egipto:
  - Dahab en el sur de Sinaí, un puerto comercial nabateo excavado